# Henri Matisse

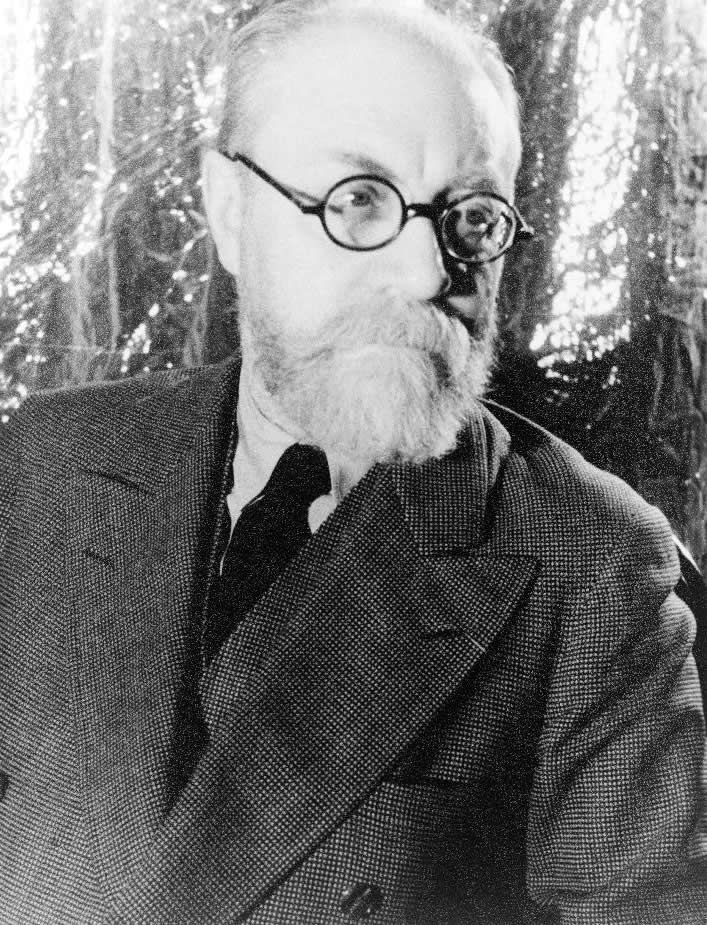
Henri Matisse im Mai 1933, Fotografie von Carl Van Vechten

Henri Matisse [ɑ̃ʁi matis], vollständiger Name: Henri Émile Benoît Matisse (* 31. Dezember 1869 in Le Cateau-Cambrésis, Département Nord, Frankreich; † 3. November 1954 in Cimiez, heute ein Stadtteil von Nizza), war ein französischer Maler, Grafiker, Zeichner und Bildhauer.
Er zählt mit Pablo Picasso zu den bedeutendsten Künstlern der Klassischen Moderne. Neben André Derain gilt er als Wegbereiter und Hauptvertreter des Fauvismus, der die Loslösung vom Impressionismus propagierte und die erste künstlerische Bewegung des 20. Jahrhunderts darstellt.
Das Werk von Matisse ist von einer flächigen Farbigkeit und einer spannungsreichen Linienführung geprägt. Die Farbgebung, der spielerische Bildaufbau und die Leichtigkeit der Bildthemen sind das Ergebnis langer Studien.
Mit seinen in den 1940er Jahren entstandenen Scherenschnitten (gouaches découpées) – ein Beispiel ist das Künstlerbuch Jazz – schuf Matisse, der schwer erkrankt war, ein Spätwerk, das seine Reduktionsbestrebungen zum Abschluss bringt und mit seiner Farbigkeit und Ornamentik als Höhepunkt seiner künstlerischen Laufbahn gilt. Die von ihm geplante und ausgestattete Rosenkranzkapelle in Vence, eingeweiht im Jahr 1951, hielt der Künstler für sein Meisterwerk.
Seine stilistischen Neuerungen beeinflussten die Moderne Kunst. So bezogen sich die abstrakten Expressionisten in den USA wiederholt auf sein Werk.

## Leben

### Kindheit und Ausbildung (1869–1898)

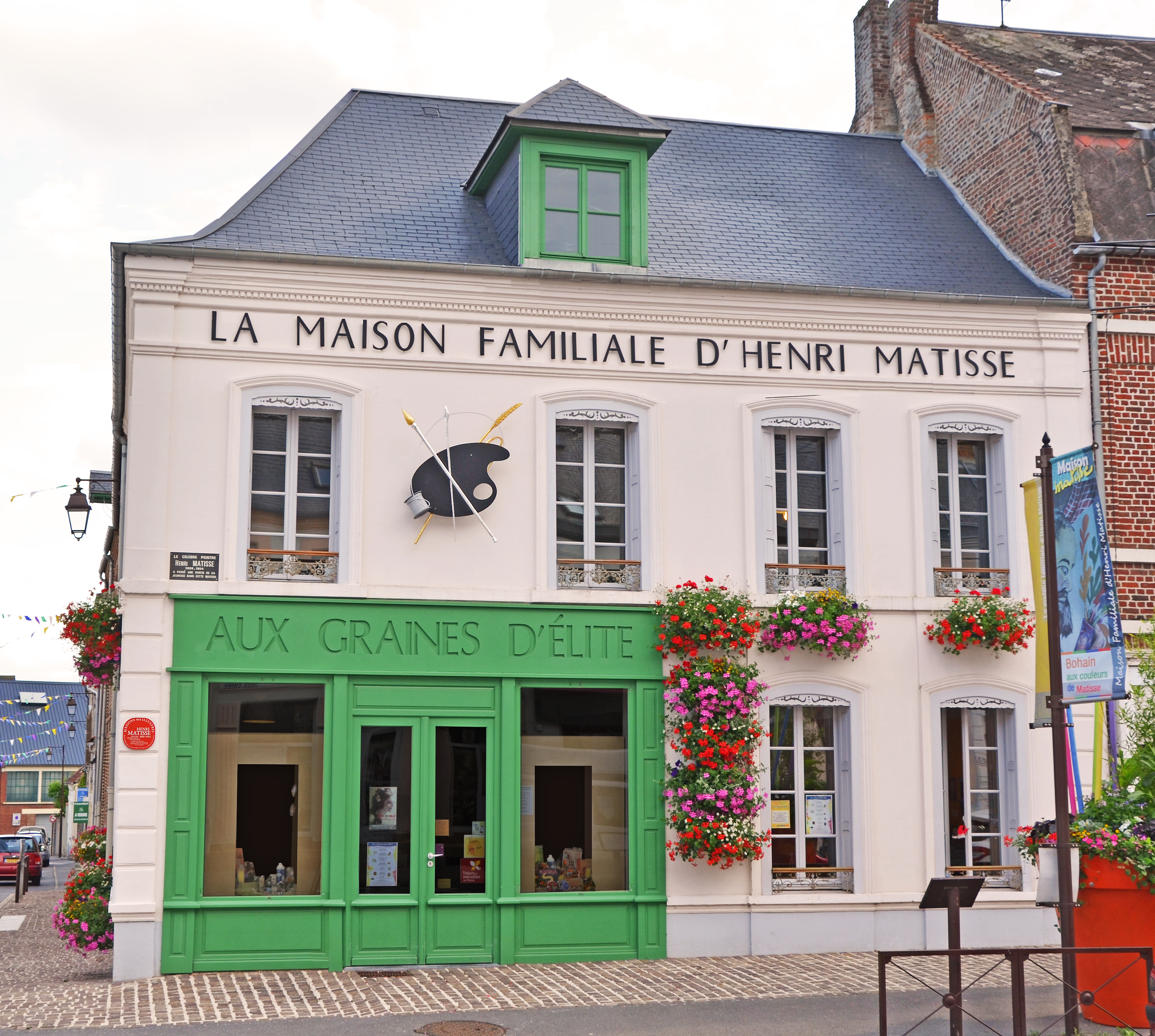
Das Haus der Familie in Bohain-en-Vermandois im Jahr 2013

Henri Matisse, ein Sohn des Émile Matisse und dessen Ehefrau Héloïse, geborene Gérard, wurde auf dem Hof der Großeltern in Le Cateau-Cambrésis geboren. Seine Eltern betrieben in Bohain-en-Vermandois eine Drogerie und einen Samenhandel; dort wuchs Matisse auf. 1872 wurde sein Bruder Émile Auguste geboren. Der Vater wünschte, dass sein ältester Sohn das elterliche Geschäft übernehmen möge. Henri entschied sich jedoch nach dem Besuch des humanistischen Henri-Martin-Gymnasiums in Saint-Quentin in den Jahren 1882 bis 1887 für das Studium der Rechtswissenschaft in Paris, das er zwei Jahre lang absolvierte.
Während einer kurzen Tätigkeit als Anwaltsgehilfe 1889 in Saint-Quentin belegte Matisse in den Morgenstunden Zeichenkurse an der École Quentin de la Cour. Im Jahr 1890 begann er nach einer Blinddarmoperation, deren Folgen ihn ein Jahr lang ans Bett fesselten, mit der Malerei. Er gab 1891 seine juristische Karriere auf, kehrte nach Paris zurück und trat in die Académie Julian ein, an der unter anderem der Salonmaler William Adolphe Bouguereau unterrichtete. Matisse wollte sich damit auf die Aufnahmeprüfung an der École des Beaux-Arts vorbereiten. Er bestand sie jedoch nicht.

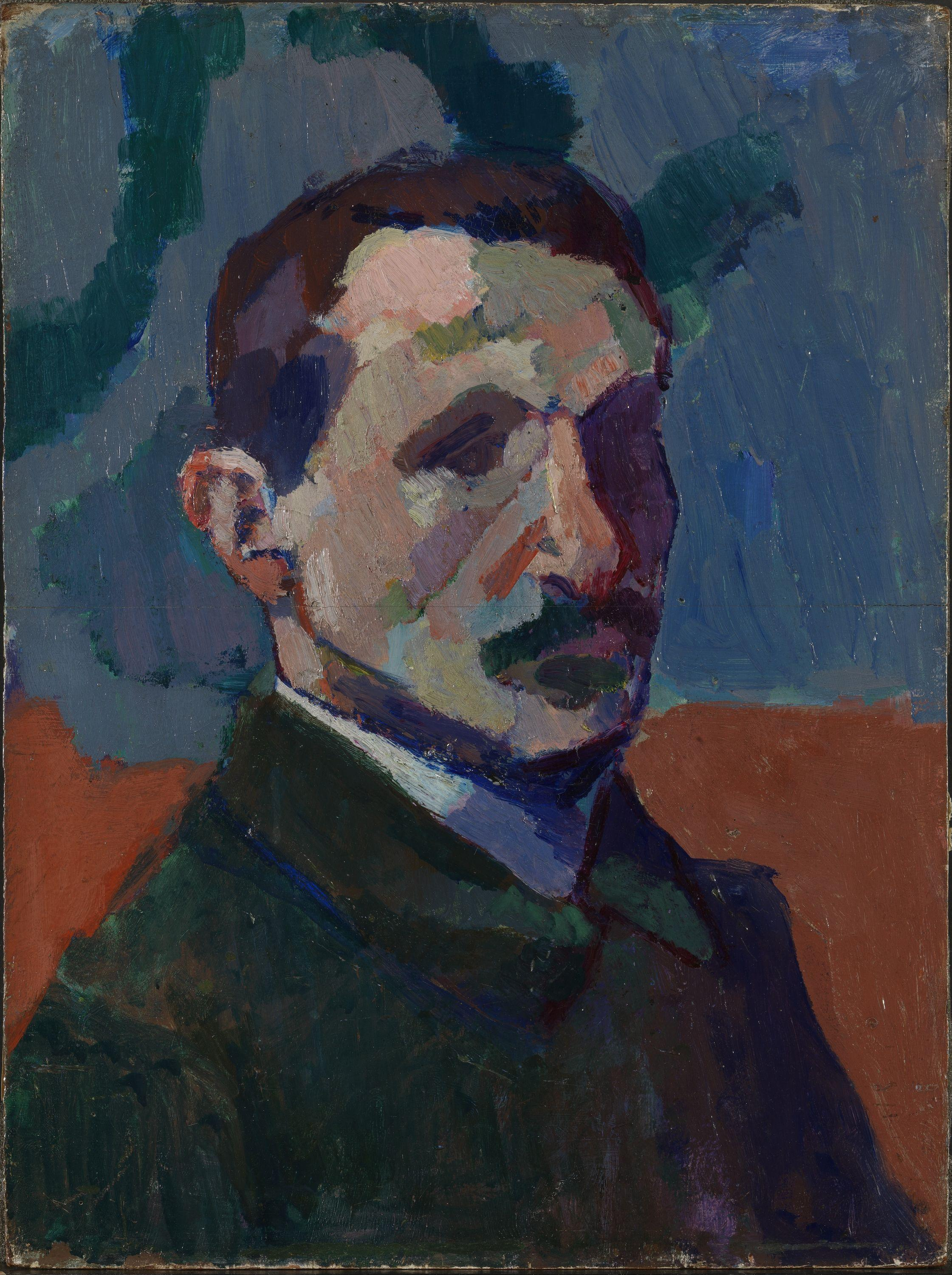
Henri Matisse: Porträt Albert Marquet, um 1905

Matisse besuchte ebenfalls die École des Arts décoratifs (Kunstgewerbeschule), an der er Albert Marquet kennenlernte, mit dem ihn eine lange Freundschaft verband. Im Jahr 1895 wurden beide nach bestandener Aufnahmeprüfung der École des Beaux-Arts Schüler des symbolistischen Malers Gustave Moreau, in dessen Klasse sie bereits 1893 als Gastschüler aufgenommen worden waren. Matisse wurde 1894 Vater einer Tochter, Marguerite († 1982), die Mutter war Camille (Caroline) Joblaud, eine Frau, die er als Modell beschäftigte und die seine Geliebte war.

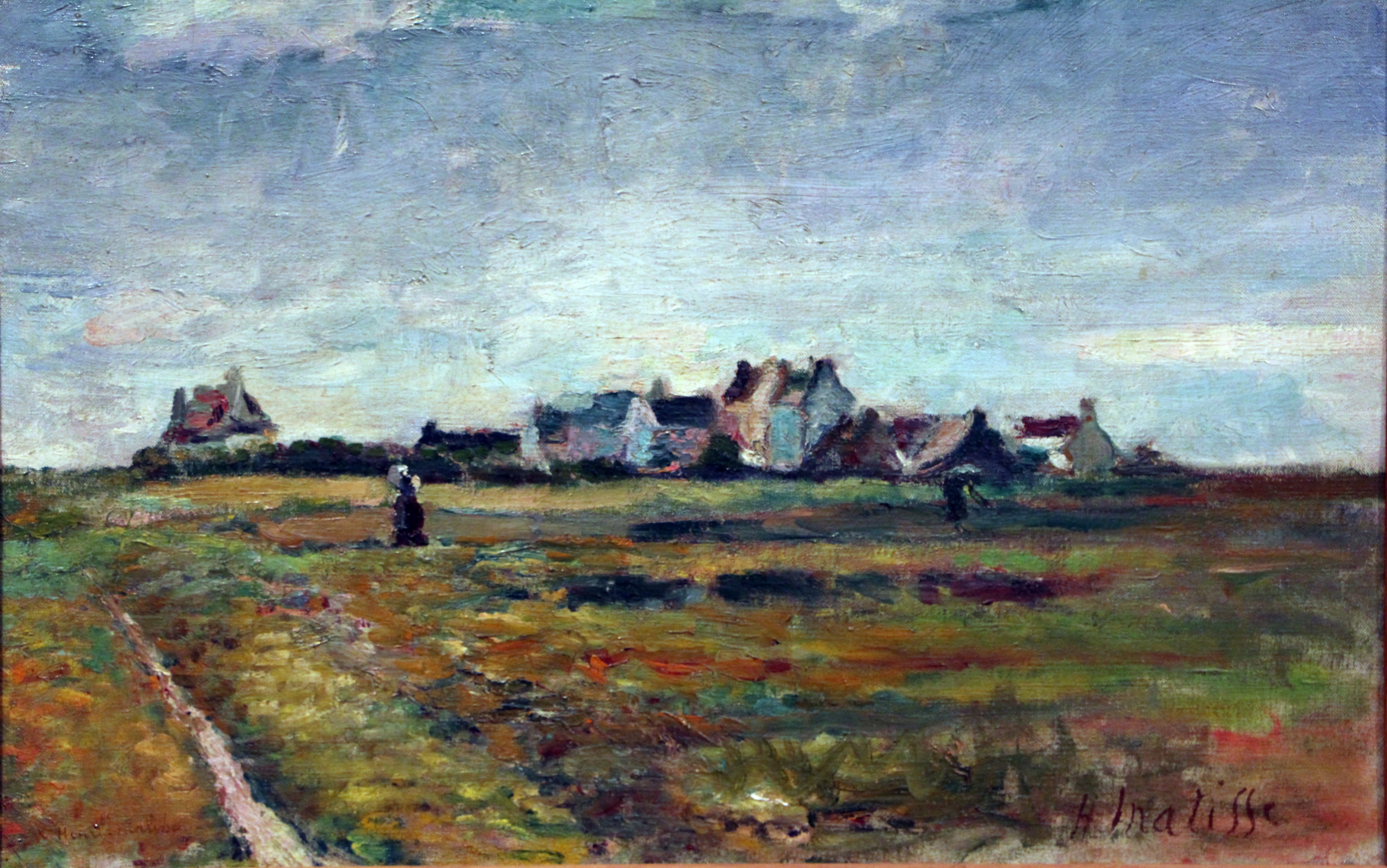
Henri Matisse: Belle-Île, 1897/1898

Während eines Aufenthalts in der Bretagne im Jahr 1896 lernte Matisse durch seinen Reisebegleiter, den Maler Émile Auguste Wéry (1868–1935), der sein Pariser Nachbar vom Quai Saint-Michel 19 war, die impressionistische Farbpalette kennen. In dieser Zeit begann er, klassische Werke im Louvre zu kopieren, und stellte erstmals fünf Gemälde im Salon der Société nationale des beaux-arts aus. In den Jahren 1897 und 1898 besuchte er den Maler John Peter Russell auf Belle-Île, einer Insel vor der Küste der Bretagne. Russell führte ihn in die impressionistische Malweise ein und machte ihn mit dem Werk von Vincent van Gogh bekannt. Matisse’ Malstil veränderte sich grundlegend, und später führte er aus: „Russell war mein Lehrer, und Russell erklärte mir die Farbtheorie“.

### Heirat (1898)

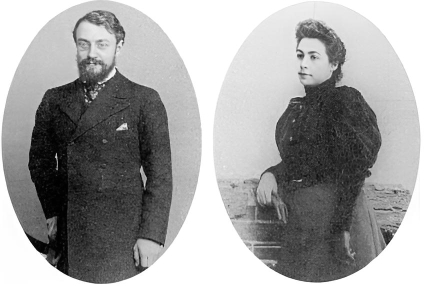
Henri Matisse und Amélie Matisse-Parayre, 1898

Am 10. Januar 1898 heiratete Henri Matisse Amélie Noellie Parayre. Auf den Rat Camille Pissarros reiste er anschließend nach London, um die Arbeiten Turners zu studieren. Gleichzeitig verbrachte er dort mit Amélie die Flitterwochen, die das Paar, kurz nach Paris zurückgekehrt, ab 9. Februar in Ajaccio auf Korsika fortsetzte. Aus der Ehe gingen zwei Söhne, Jean Gérard (1899–1976) und Pierre (1900–1989) hervor.

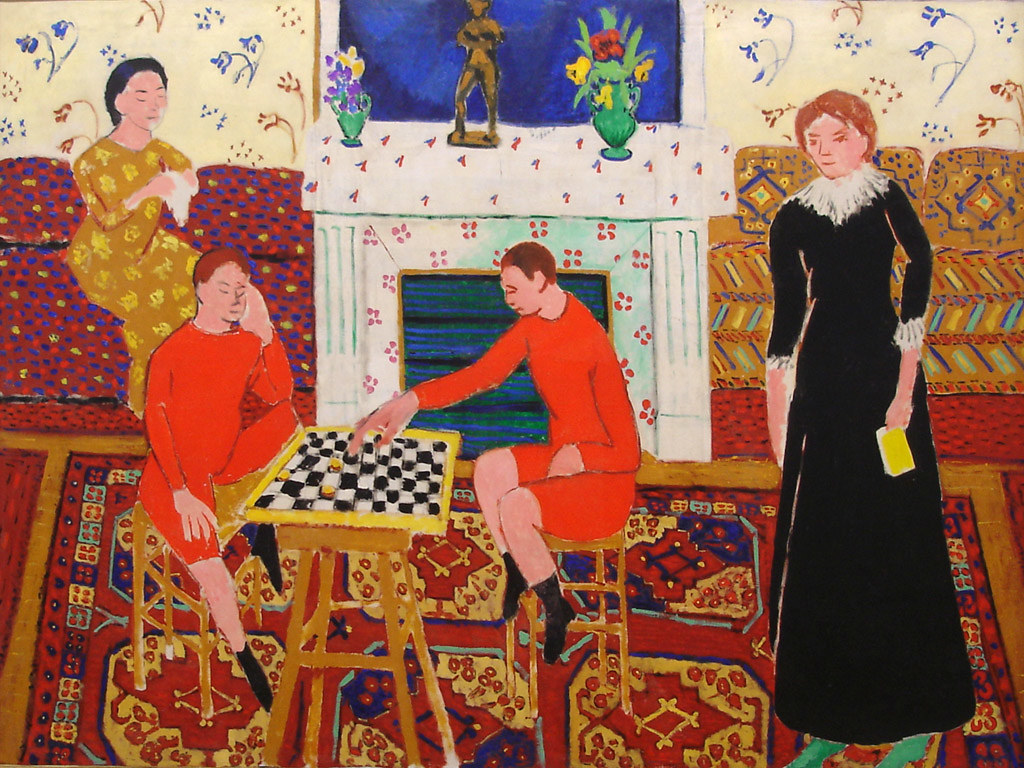
Henri Matisse: Die Familie des Malers, 1911

Marguerite wurde in die Familie aufgenommen; Matisse liebte seine Tochter sehr und porträtierte sie häufig. Sie heiratete später den Kunstkritiker und Philosophen Georges Duthuit. Kurz vor ihrem Tod im Jahr 1982 war sie mit ihrem Sohn Claude Duthuit an der Arbeit für das Werkverzeichnis der Druckgrafik ihres Vaters beschäftigt, das 1983 veröffentlicht wurde.

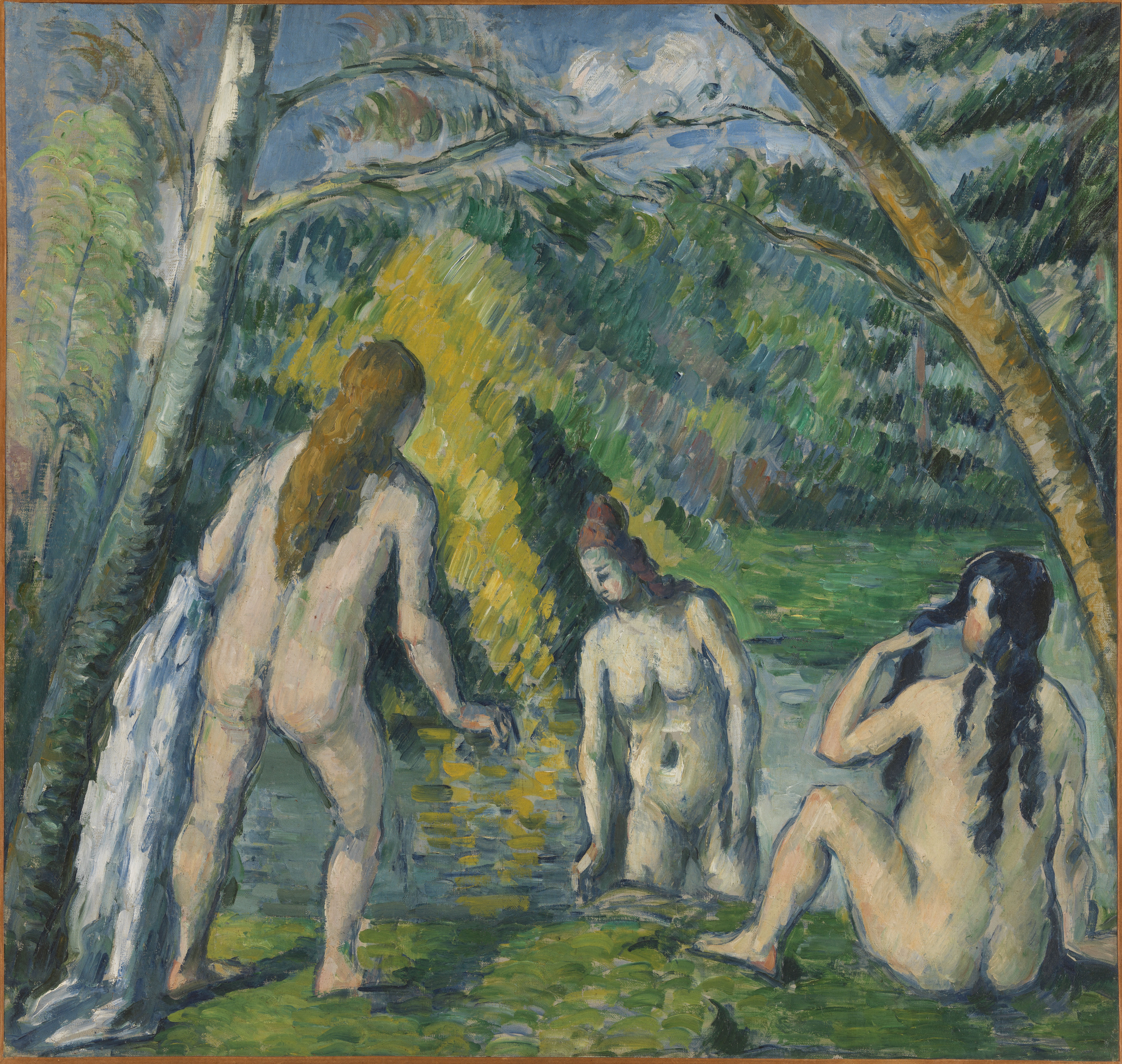
Paul Cézanne: Les trois baigneuses (Die drei Badenden), 1879–82

Als Matisse’ Lehrer Gustave Moreau starb, verließ er 1899 die École des Beaux-Arts, da es Differenzen mit Moreaus Nachfolger Fernand Cormon gab. Nach einem erneuten kurzen Studium an der Académie Julian belegte er Kurse bei Eugène Carrière, der ein Freund des Bildhauers Auguste Rodin war. Matisse lernte hier seine späteren Weggefährten André Derain und dessen Freund Maurice de Vlaminck kennen. Er malte mit Albert Marquet im Jardin du Luxembourg und besuchte in den Abendstunden Kurse für Skulptur.
Im selben Jahr kaufte er bei Vollard das Gemälde Die drei Badenden von Paul Cézanne. Trotz schwerer finanzieller Sorgen behielt er das Werk, das einen weitreichenden Einfluss auf sein Denken und Schaffen ausübte, bis zum Jahr 1936. In diesem Jahr übergab er das Gemälde als Geschenk an das Museum der schönen Künste im Petit Palais in Paris.

### Krisenjahre (1900–1905)

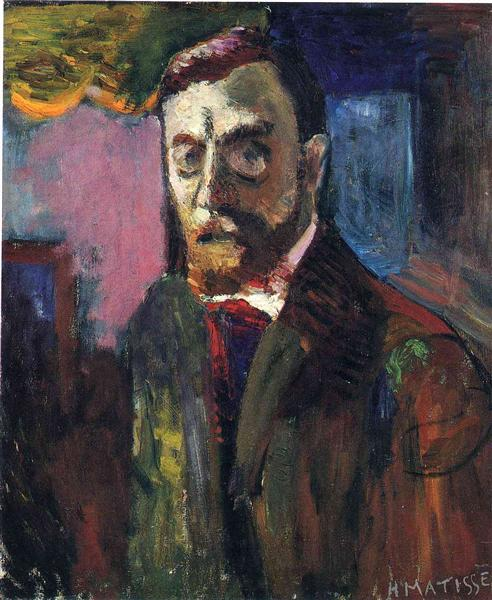
Henri Matisse, Selbstporträt, 1900

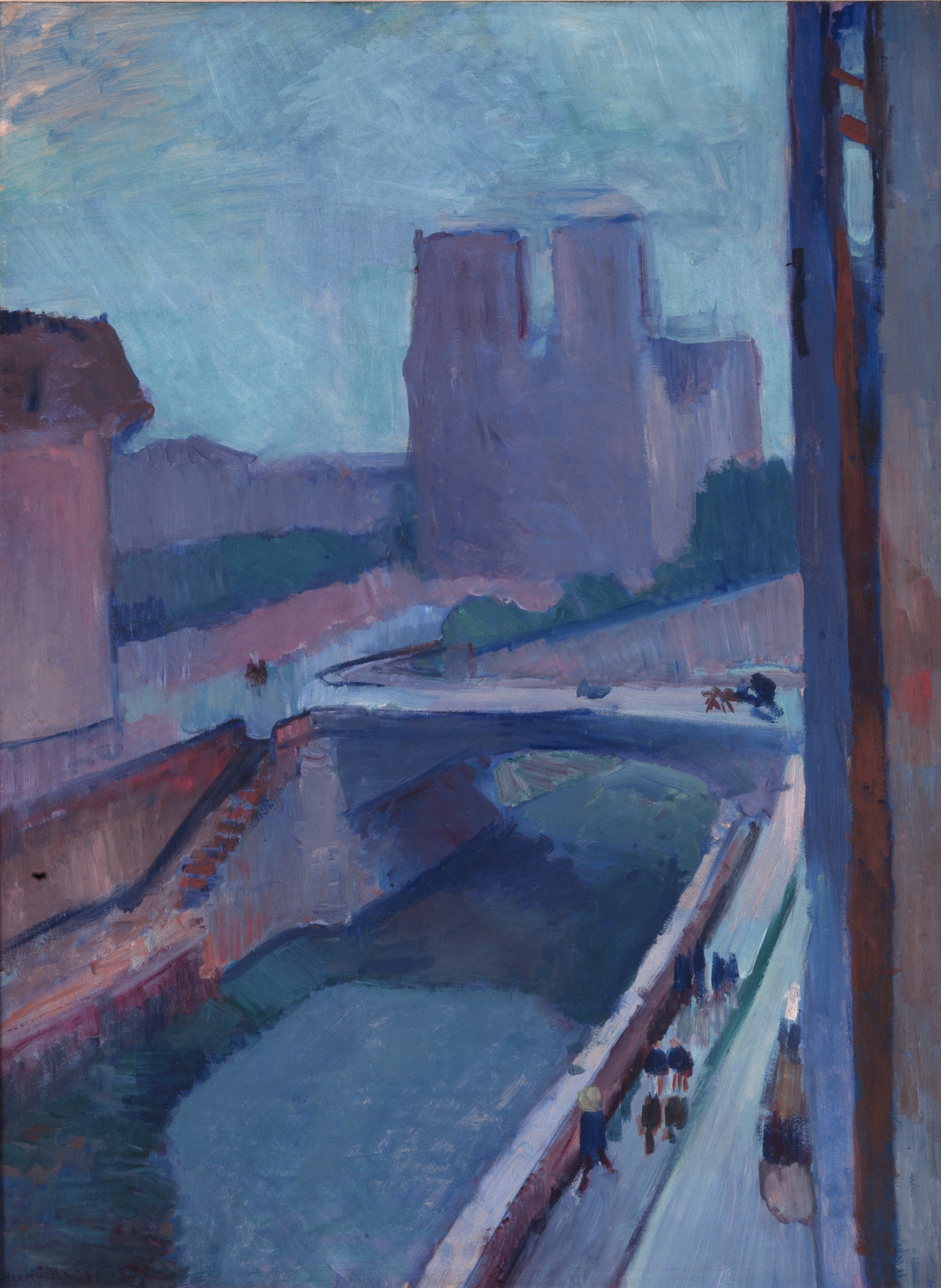
Henri Matisse: Blick auf Notre-Dame am späten Nachmittag, 1902

An der Académie Rodin besuchte Matisse im Jahr 1900 Abendkurse und arbeitete unter der Leitung des Bildhauers Antoine Bourdelle mit anfangs geringem Erfolg. Aufgrund mangelnder Einnahmen – das Modistengeschäft seiner Frau warf zum Lebensunterhalt nicht genug Einnahmen ab und die Kinder mussten oft den Großeltern überlassen werden – geriet er in eine schwere finanzielle Krise und nahm Arbeit als Dekorationsmaler an. Gemeinsam mit Albert Marquet malte Matisse Girlanden und Rahmenschmuck für die Ausstattung der Weltausstellung 1900, die im Pariser Grand Palais stattfand. Die Arbeit war anstrengend, deshalb kehrte er erschöpft nach Bohain-en-Vermandois zurück, um sich zu erholen. In jenen Tagen war Matisse derart entmutigt, dass er daran dachte, die Malerei aufzugeben.
Nachdem Matisse seine Krise überwunden hatte, bemühte er sich um Kunstsammler und Ausstellungsmöglichkeiten. Im Februar 1902 nahm er an einer Gemeinschaftsausstellung der neu gegründeten Pariser Galerie B. Weill teil. Im April und Juni des Jahres war Berthe Weill die erste Galeristin, die Arbeiten von ihm verkaufte.
Eine erste Einzelausstellung seiner Arbeiten fand 1904 bei dem französischen Kunsthändler Ambroise Vollard statt. Im Sommer desselben Jahres reiste Matisse auf Veranlassung von Paul Signac nach Saint-Tropez und begann, Bilder im Stil des Neoimpressionismus zu malen.

### Entstehung des Fauvismus (1905)

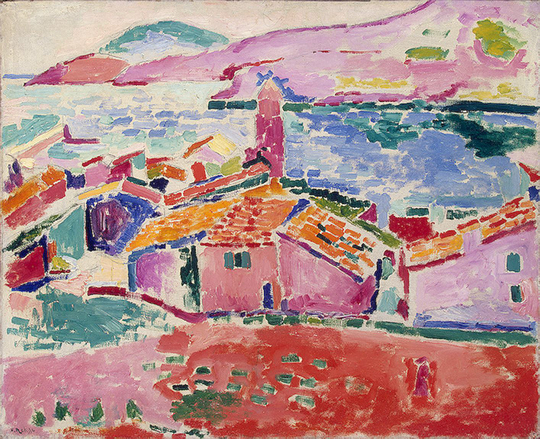
Henri Matisse: Die Dächer von Collioure. 1905

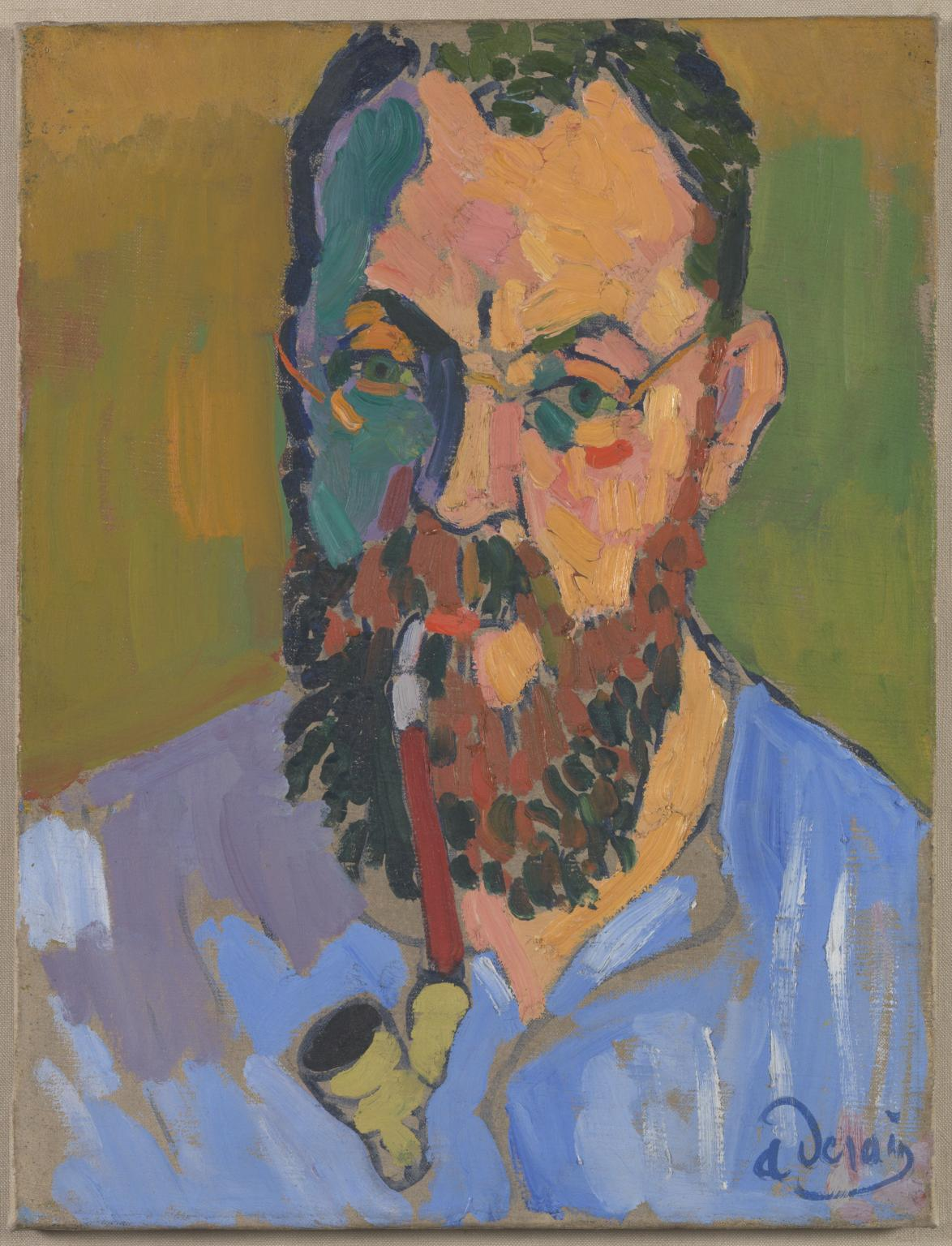
André Derain: Porträt Henri Matisse, 1905

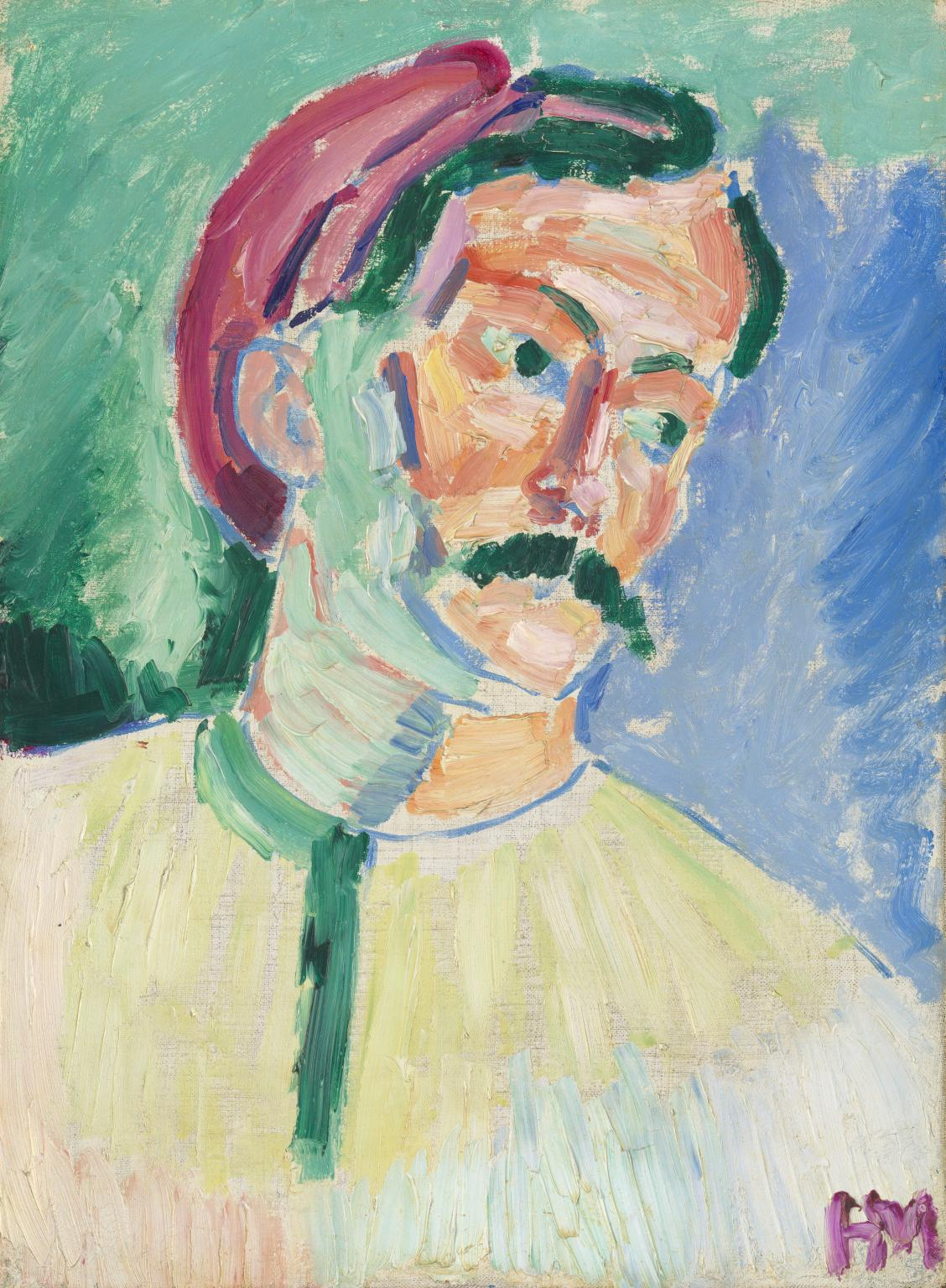
Henri Matisse: Porträt André Derain, 1905

Den Sommer des Jahres 1905 verbrachte Matisse mit André Derain und zeitweise mit Maurice de Vlaminck in Collioure, einem Fischerdorf am Mittelmeer. Dieser Aufenthalt wurde zu einem bedeutsamen Wendepunkt in seinem Schaffen. So kristallisierte sich in dieser Zeit in Zusammenarbeit mit Derain ein Stil heraus, der unter dem Namen Fauvismus in die Kunstgeschichte einging. Die Bewegung erhielt ihren Namen, als die kleine Gruppe gleichgesinnter Maler, bestehend aus Matisse, André Derain und Maurice de Vlaminck, zum ersten Mal in einer Ausstellung des Salon d’Automne in Paris im Herbst 1905 ihre Bilder zeigte und Empörung bei Publikum und Kunstkritikern erntete.

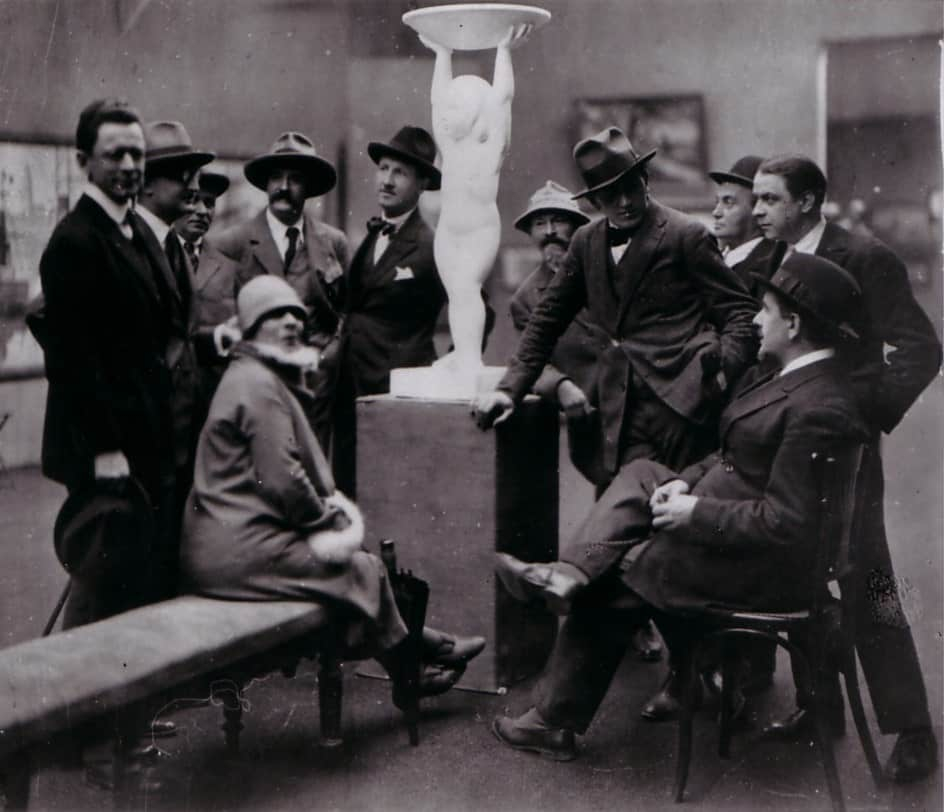
Ausstellung des Salon d’Automne in Paris, 1905. Die Skulptur in der Mitte von Albert Marque provozierte Vauxcelles’ Bemerkung „Donatello chez les fauves“.

Der Kritiker Louis Vauxcelles bezeichnete die Künstler als „Fauves“ („Die wilden Tiere“). Sein Kommentar „Donatello chez les fauves“ wurde am 17. Oktober 1905 in der Zeitschrift Gil Blas veröffentlicht und erlangte Eingang in den allgemeinen Sprachgebrauch. Im Mittelpunkt der Kritik stand das starkfarbige Gemälde Femme au chapeau (Frau mit Hut) von Matisse. Leo Stein, ein Bruder von Gertrude Stein, kaufte das Bild für 500 Franc. Dieser „Skandalerfolg“ trieb Matisse’ Marktwert in die Höhe. Die Steins gehörten ebenfalls in der Zukunft zu seinen Förderern. Die Gruppe der Fauvisten löste sich bereits 1907 wieder auf.
Heute erinnert der Chemin du Fauvisme in Collioure an die dortige Entstehung des Fauvismus: An 20 Stellen des Ortes sind auf einem Rundweg Reproduktionen der dort entstandenen Gemälde der Fauves angebracht.

### Bekanntschaft mit Picasso (1906)

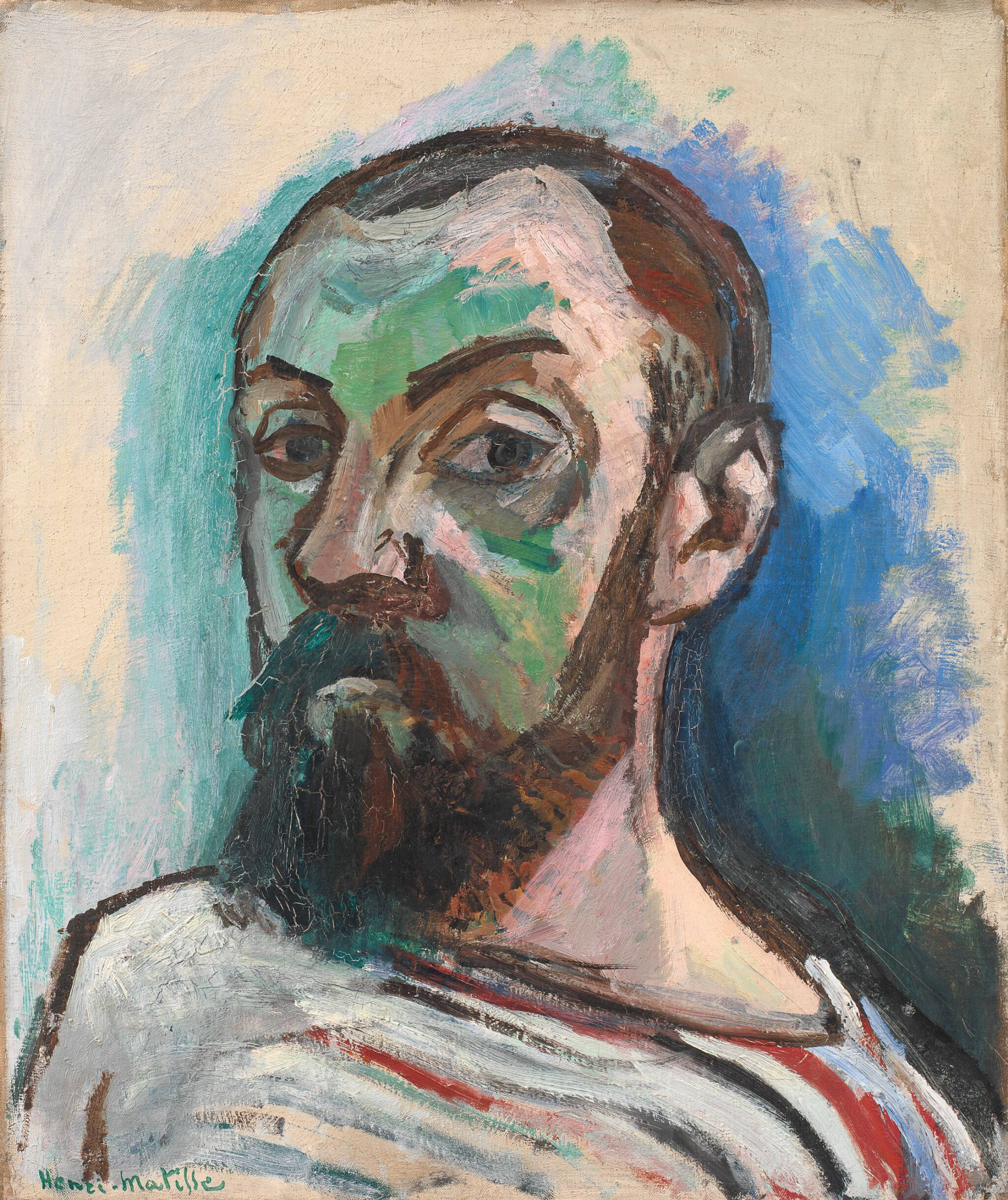
Henri Matisse: Selbstporträt, 1906

Am 20. März 1906 zeigte Matisse im Salon des Indépendants sein neues Werk Lebensfreude (Le bonheur de vivre). Kritiker und akademische Maler reagierten gereizt; Paul Signac, Vizepräsident der Indépendants, reihte sich in die Kritik ein und nahm Matisse die durch das Gemälde deutlich gewordene Absage an den Nachimpressionismus übel. Leo Stein empfand es jedoch „als das wichtigste Bild unserer Zeit“ und erwarb es für den gemeinsam mit seiner Schwester Gertrude geführten Salon in der 27 rue de Fleurus.
Im selben Jahr lernte Matisse Pablo Picasso kennen; ihr erstes Zusammentreffen fand im Salon der Steins statt, in dem Matisse seit einem Jahr regelmäßig verkehrte. Mit Picasso verband ihn seit dieser Zeit eine von schöpferischer Rivalität und gegenseitigem Respekt getragene Freundschaft. Gertrude Steins amerikanische Freunde aus Baltimore, Clarabel und Etta Cone, wurden ebenfalls Förderer und Sammler von Matisse und Picasso. In der Gegenwart ist die Cone Collection im Baltimore Museum of Art ausgestellt.

### Reise nach Algerien (1906)

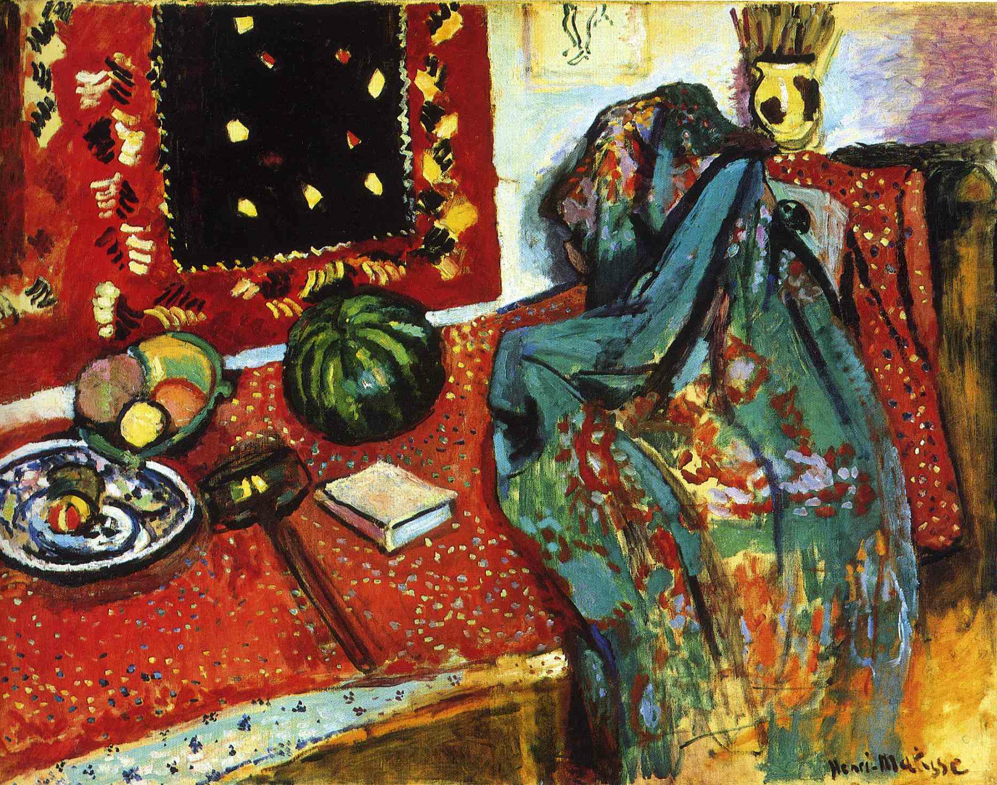
Henri Matisse: Orientalische Teppiche, 1906

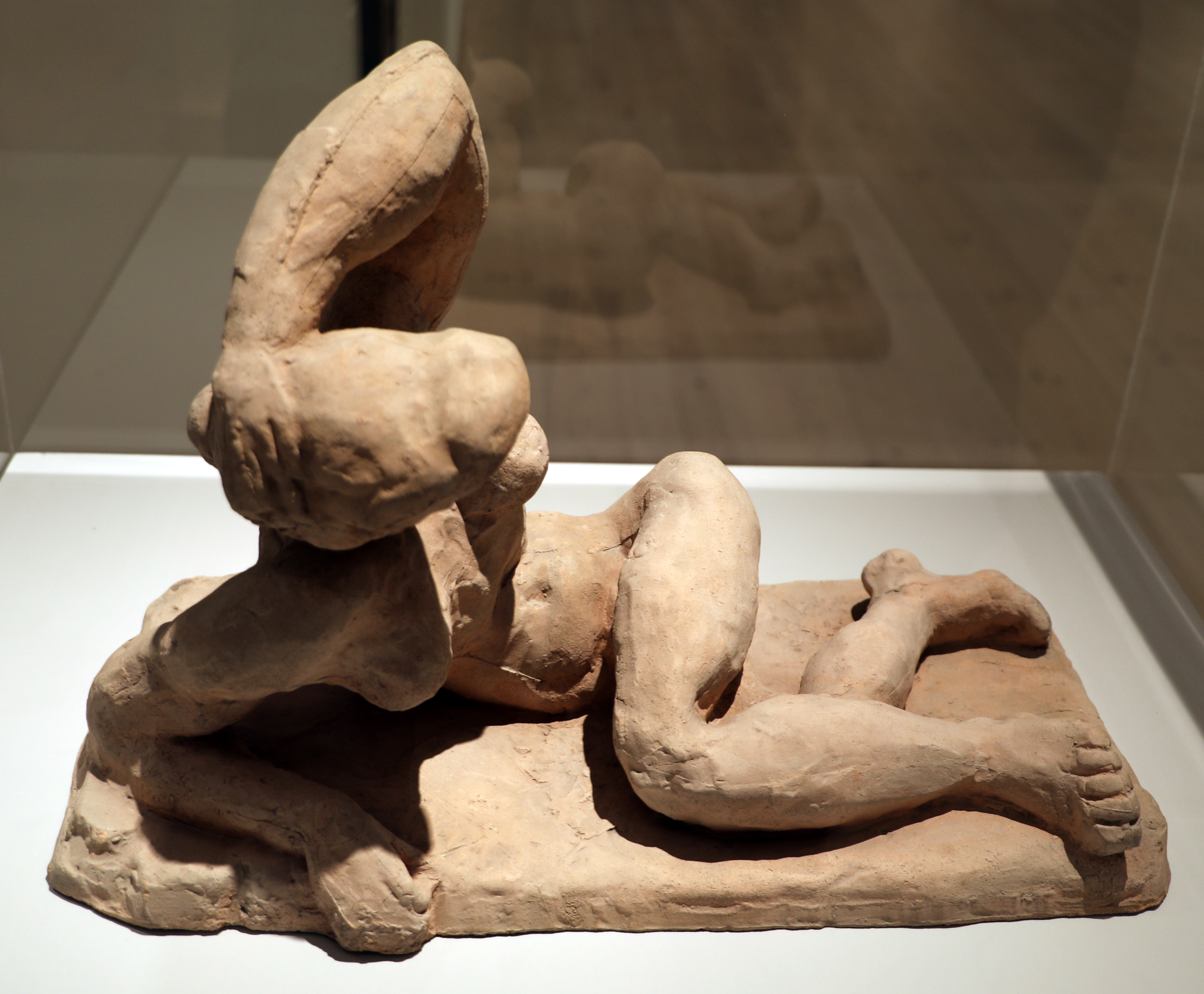
Henri Matisse: Liegende I (Aurora), 1907

Im Mai 1906 reiste Matisse nach Algerien und besuchte die Oase Biskra. Während der Reise malte er nicht; erst nach der Rückkehr entstand das Gemälde Blauer Akt (Erinnerung an Biskra) und nach der Vollendung des Gemäldes eine Skulptur Liegende I (Aurora), die eine ähnliche Körperhaltung aufweist. Von der zweiwöchigen Reise brachte er Gebrauchsgegenstände wie Keramiken und Stoffe mit, die er häufig als Motive für seine Bilder verwendete. Matisse entnahm der orientalischen Keramik die reine, flächig aufgetragene Farbe, die Reduktion der Zeichnung auf eine arabeskenhafte Linie sowie die flächige Anordnung des Bildraums. Orientalische Teppiche erschienen auf seinen Gemälden wie bei keinem anderen Maler der Moderne. Ein Beispiel ist das Stillleben Orientalische Teppiche, das er nach der Rückkehr malte.

### Die Académie Matisse (1908–1911)

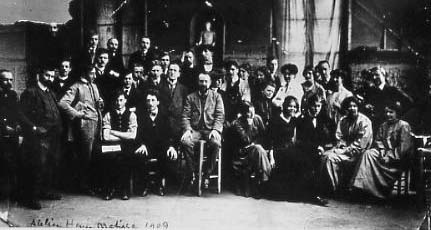
Matisse und seine Studenten im Atelier, 1909

Auf Betreiben und mit Unterstützung seiner Bewunderer, Michael, Sarah, Gertrude und Leo Stein sowie Hans Purrmann, Marg und Oskar Moll und anderer gründete er eine private Malschule, die seinen Namen erhielt: „Académie Matisse“. Dort unterrichtete er von Januar 1908 bis 1911 und hatte schließlich 100 Schüler aus dem In- und Ausland. Purrmann war für Organisation und Verwaltung zuständig.
Der Unterricht fand zunächst in den Räumen des Couvent des Oiseaux an der Rue de Sèvres statt. In diesem leerstehenden Kloster hatte Matisse bereits seit 1905 neben seinem ursprünglichen Atelier am Quai St.-Michel einen weiteren Atelierraum angemietet. Nachdem die Gründung der Privatakademie beschlossen worden war, mietete Stein im Couvent einen weiteren Raum für den Unterricht. Allerdings musste der Klosterkomplex schon nach wenigen Wochen geräumt werden. Die Schule zog deshalb in den Couvent de Sacré-Cœur auf dem Boulevard des Invalides an der Ecke der Rue de Babylone um.

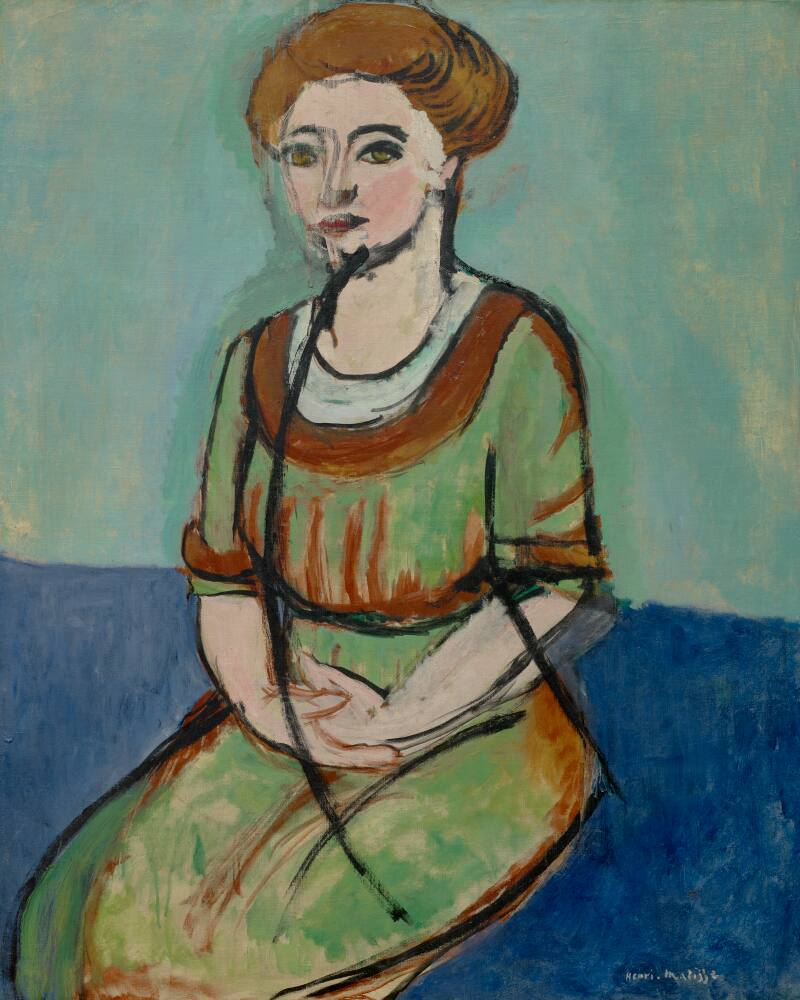
Henri Matisse: Olga Meerson, 1911

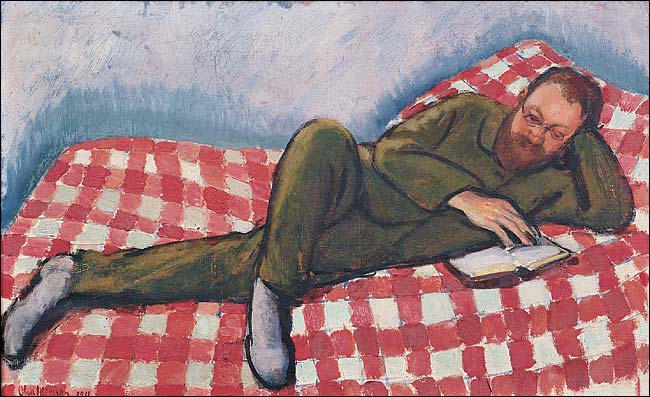
Olga Markowa Meerson: Portrait Henri Matisse, 1911

Durch ihren nicht-kommerziellen Charakter hob sich die Académie Matisse von vergleichbaren Meisterateliers ab. Matisse legte viel Wert auf eine klassische Grundausbildung der jungen Künstler. Einmal in der Woche stand ein gemeinsamer Museumsbesuch auf dem Lehrplan. Das Arbeiten nach einem Modell kam erst nach der Mühe des Kopierens. Für die damalige Zeit war der Frauenanteil innerhalb der Schülerschaft überraschend hoch. Unter den insgesamt 18 deutschen Schülern, beispielsweise Friedrich Ahlers-Hestermann, Franz Nölken und Walter Alfred Rosam, waren acht Künstlerinnen, unter anderem Mathilde Vollmoeller und Gretchen Wohlwill. Auch die in Russland geborene Olga Markowa Meerson, früher Mitstudentin von Wassily Kandinsky in München, und die Dänin Astrid Holm gehörten zu seinen Schülerinnen.
Mit Hans Purrmann unternahm Matisse 1908 seine erste Reise nach Deutschland. Dort lernte er die Künstlergruppe Brücke kennen. Er wurde als „Übervater ihrer Rebellion“ zum Beitritt in die Gruppe aufgefordert – vergeblich. Im selben Jahr fand seine erste amerikanische Ausstellung in Alfred Stieglitz’ Galerie 291 statt. Seine kunsttheoretische Schrift Notes d’un Peintre (Notizen eines Malers) erschien am 25. Dezember 1908 in der Grande Revue.

### Umzug nach Issy-les-Moulineaux (1909)

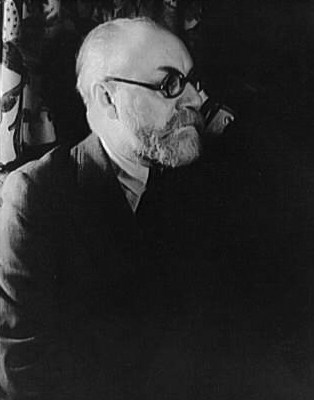
Henri Matisse in Paris, August 1913. Foto von Carl Van Vechten

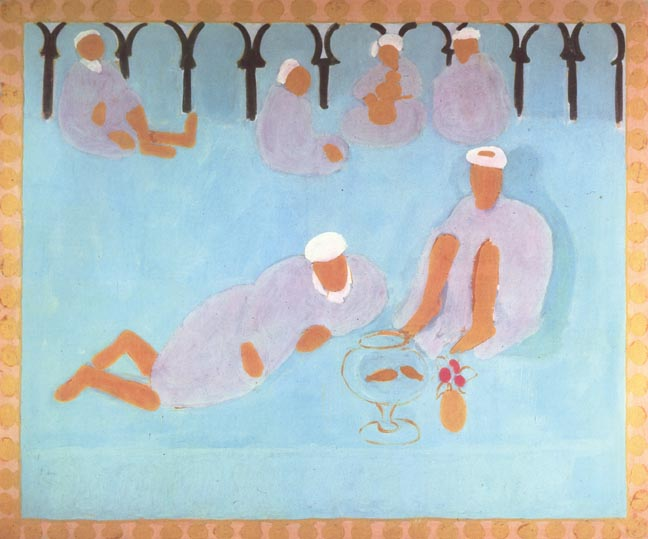
Henri Matisse: Café marocain, 1913

Der russische Mäzen Sergei Schtschukin war auf Matisse’ Werk aufmerksam geworden und erteilte ihm den Auftrag zu zwei großen Gemälden: Der Tanz und Die Musik. Die Krisenjahre waren überwunden, und die finanziell gefestigte Position ermöglichte es Matisse, 1909 den Wohnsitz am Quai Saint-Michel in Paris zu verlassen und nach Issy-les-Moulineaux zu ziehen, wo er ein Haus kaufte und auf dem Grundstück sein Atelier errichten ließ. Für lange Zeit standen ihm die Familienmitglieder kostenlos Modell und kamen seinen Wünschen verständnisvoll entgegen. Sie richteten sich nach den Bedürfnissen des Künstlers, beispielsweise mussten die Kinder beim Essen schweigen, um die Konzentration des Vaters nicht zu stören.

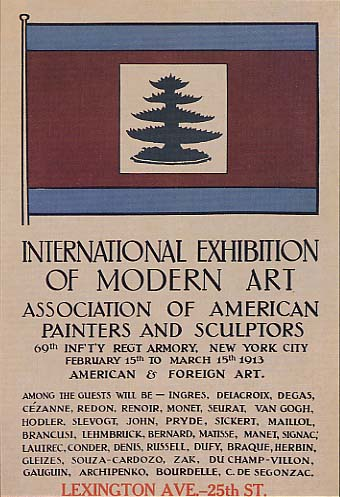
Ausstellungsplakat der Armory Show, New York 1913

Nach der Teilnahme an der von Roger Fry im Jahr 1910 zusammengestellten Ausstellung Manet and the Post-Impressionists in London wurden Matisse’ Skulpturen erstmals 1912 in Alfred Stieglitz’ Galerie 291 in New York ausgestellt.
Ein Jahr später, 1913, nahmen einige seiner Gemälde an der bedeutenden Ausstellung Armory Show, New York, teil, die das konservative amerikanische Publikum jedoch mit ätzender Kritik bedachte. Der Schatzmeister der Armory Show, Walter Pach, vertrat Matisse’ Werk von 1914 bis 1926 in den USA.
Um 1912 wurden einige Kompositionen von Matisse von vielen Kritikern als parakubistisch angesehen. Matisse und Picasso tauschten in jenen Jahren ihre Ideen häufig aus. Matisse äußerte: „Wir gaben uns gegenseitig viel bei diesen Begegnungen.“ In jenen Gesprächen spielte Picasso den advocatus diaboli, der an Matisse’ Malerei ständig etwas in Frage stellen wollte, was ihn in Wirklichkeit selbst sehr beschäftigte.
Neben seinen Aufenthalten in Sevilla (1910/1911) und Tanger (1911/1912 und 1912/1913), sowie einer Reise nach Moskau (1911) weilte Matisse im Sommer 1914 in Berlin.

### Kriegsjahre (1914–1918)

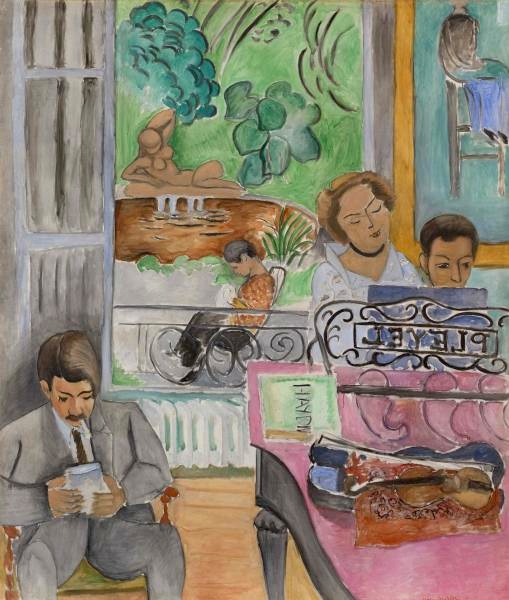
Henri Matisse: Porträt der Familie (Musikstunde), 1917

Zu Beginn des Ersten Weltkriegs im August 1914 hielt sich Matisse in Paris auf. Er meldete sich zum Militärdienst, sein Gesuch wurde jedoch abgelehnt. Nachdem das Gehöft der Familie bei einem deutschen Angriff zerstört worden war, erhielt Matisse keine Nachricht mehr von seiner Mutter und von seinem Bruder, der wie die anderen Männer des Dorfes von deutschem Militär als Kriegsgefangener mitgenommen worden war. Kurz vor der Marne-Schlacht verließ er Paris und fuhr mit Marquet nach Collioure. Die Schrecken jener Zeit führte Fauvisten und Kubisten, die bisher durch künstlerische Konflikte zerstritten waren, wieder näher zusammen, so wohnte Juan Gris bei dem Lehrer der Kinder von Matisse. Dessen kubistischer Einfluss verstärkte Matisse’ Neigung zu geometrischer Vereinfachung. Die Söhne Jean und Pierre mussten ab dem Sommer 1917 Militärdienst leisten.

### In Nizza (1916–1954)

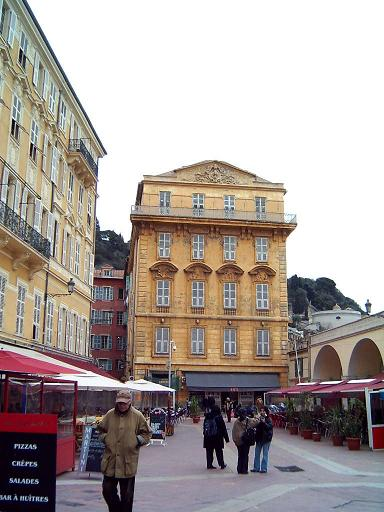
Ehemaliger Wohnsitz von Matisse in Nizza, No. 1, Place Charles-Félix (Mitte)

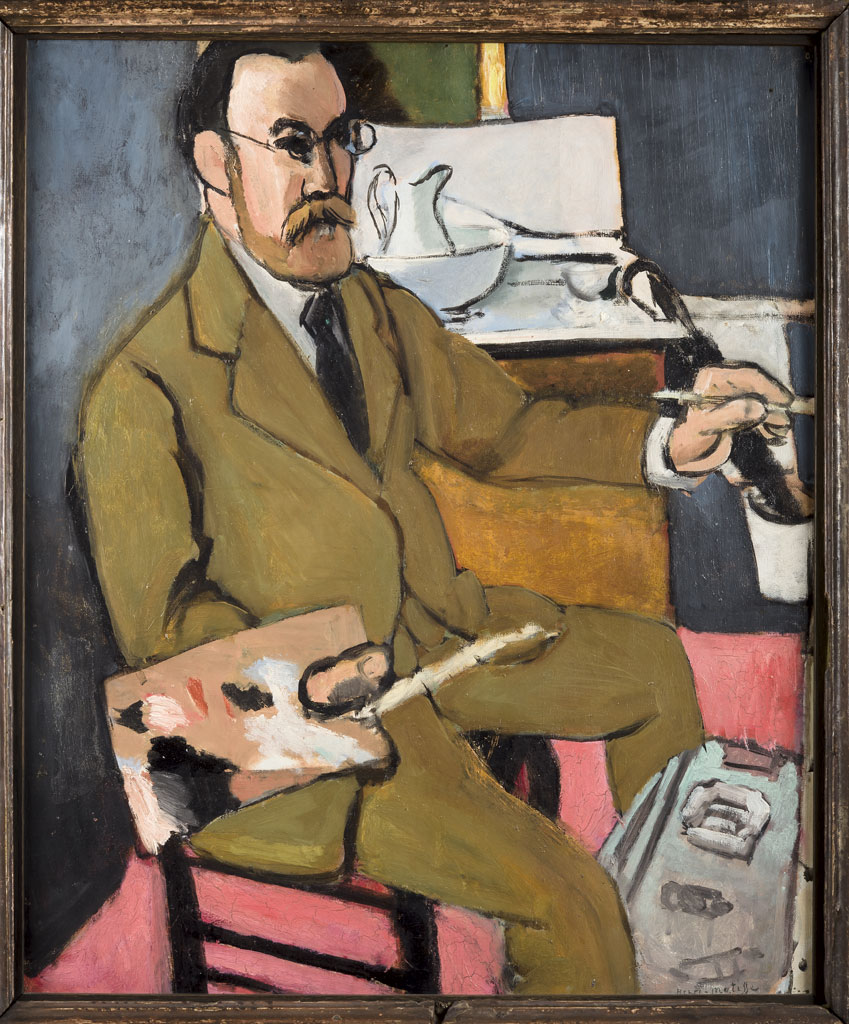
Henri Matisse: Selbstporträt, 1918

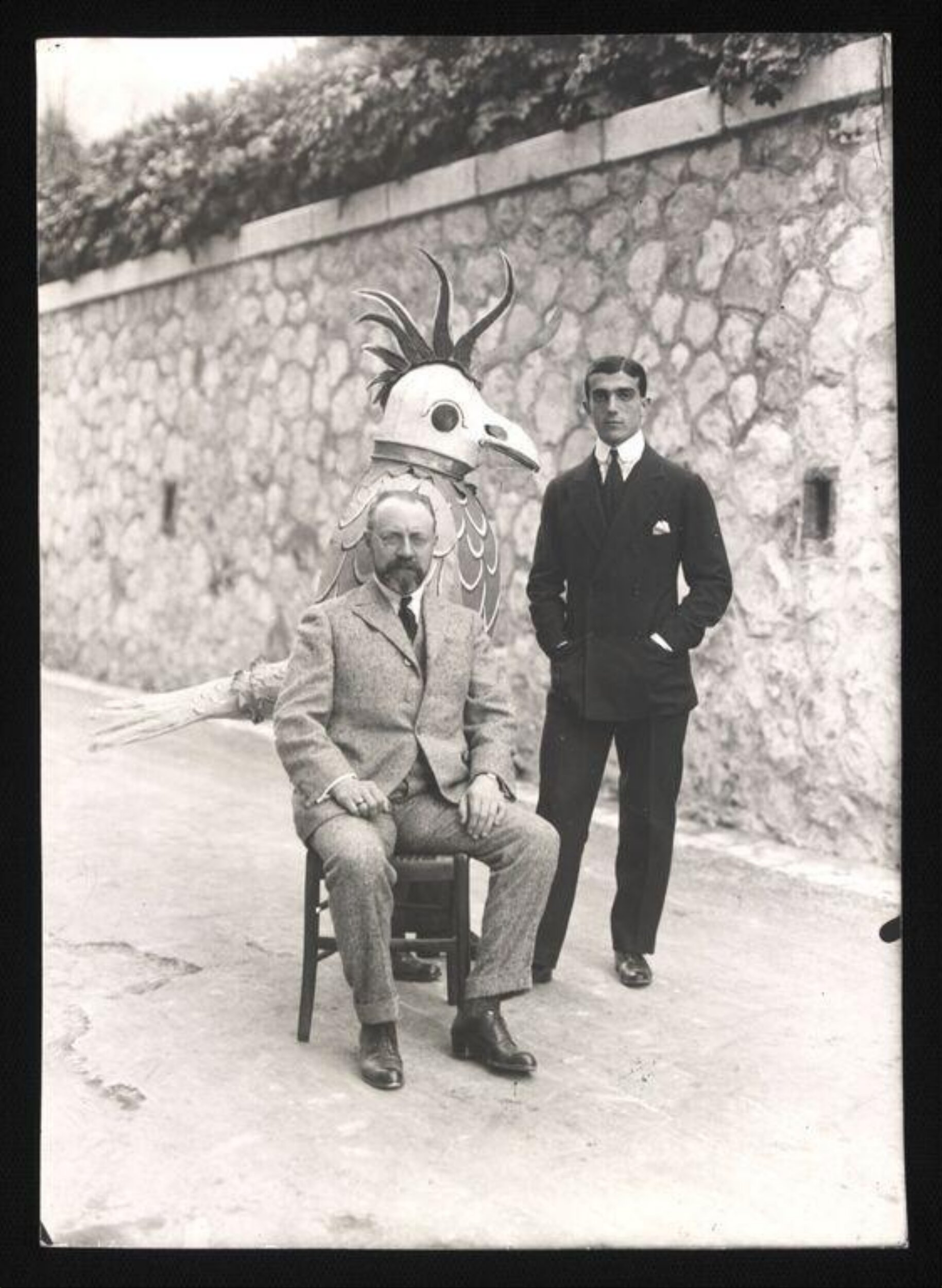
Matisse mit Léonide Massine bei den Proben zu Le Chant du Rossignol

Matisse hielt sich 1916 auf ärztliches Anraten in Menton an der Côte d’Azur auf, da er unter Bronchitis litt, und mietete 1916/1917 in Nizza im Hôtel Beau-Rivage ein Zimmer. Diese Stadt sollte für die weiteren Jahre zu seinem Domizil werden. Nachdem er zwischenzeitlich im Hôtel Méditerranée gewohnt hatte, bezog er in den 1920er-Jahren eine zweistöckige Wohnung am Place Charles-Félix in Nizza. In den Monaten Mai bis September kehrte er regelmäßig nach Issy-les-Moulineaux zurück und arbeitete dort in seinem Atelier.
1918 fand in der Galerie Guillaume die Ausstellung Matisse – Picasso statt, die in gewissem Maße ein Beweis für die führende Rolle dieser Maler in der zeitgenössischen Kunst war. Matisse zeigte einige seiner Bilder Renoir, den er in dieser Zeit oft besuchte; ebenso verkehrte er mit Bonnard in Antibes.

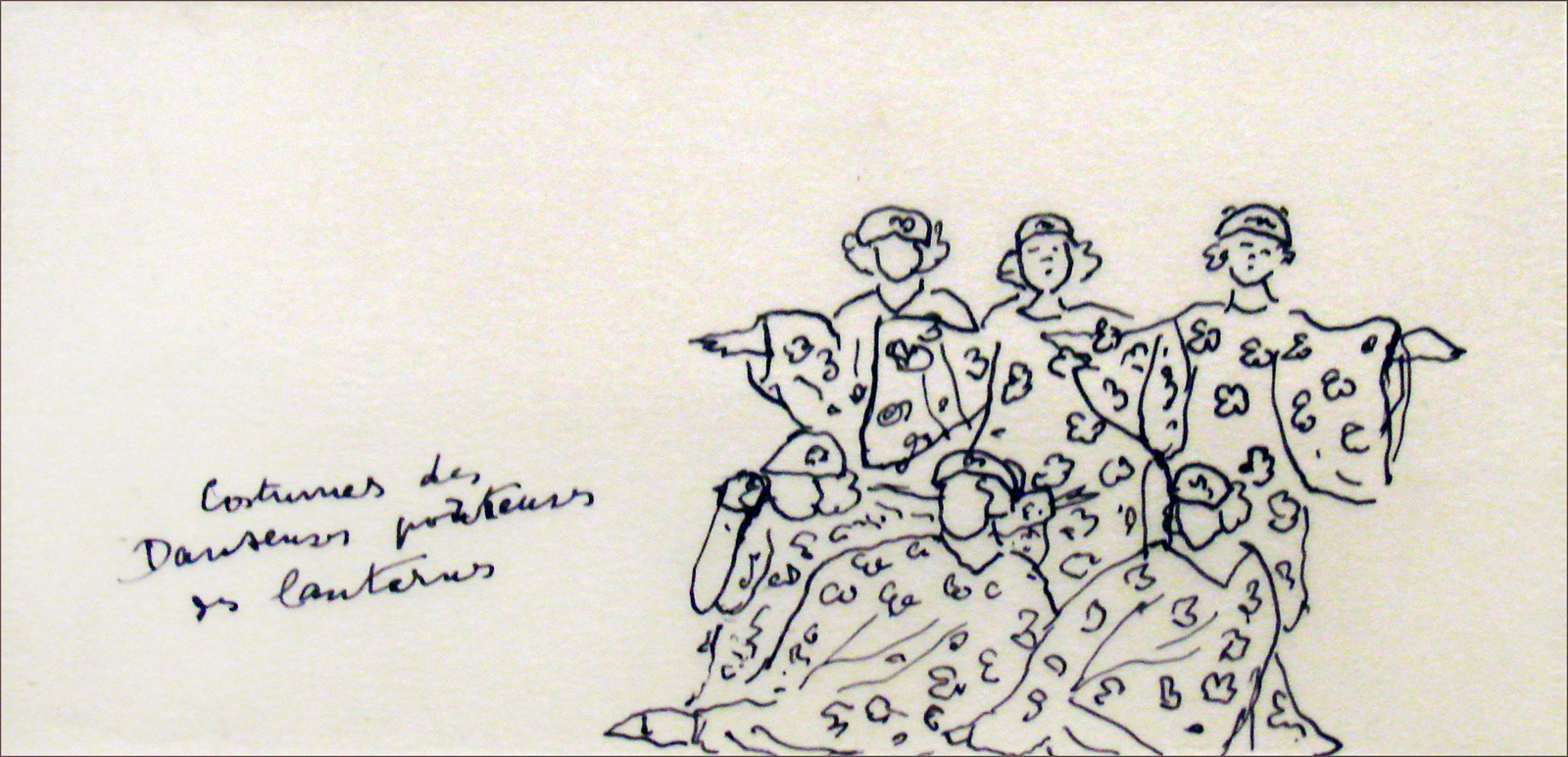
Kostümdesign von Henri Matisse für Le Chant du Rossignol

Im Jahr 1920 wurde Djagilews Ballett Le Chant du Rossignol in Paris uraufgeführt, für das Matisse die Kostüme und das Bühnenbild entworfen hatte. Er widmete sich erneut der Arbeit an Skulpturen, die er in den vorhergehenden Jahren vernachlässigt hatte. 1927 organisierte sein Sohn Pierre Matisse, der Galerist geworden war, eine Ausstellung für ihn in seiner New Yorker Galerie; im selben Jahr erhielt er den Preis für Malerei der Carnegie International Exhibition in Pittsburgh.

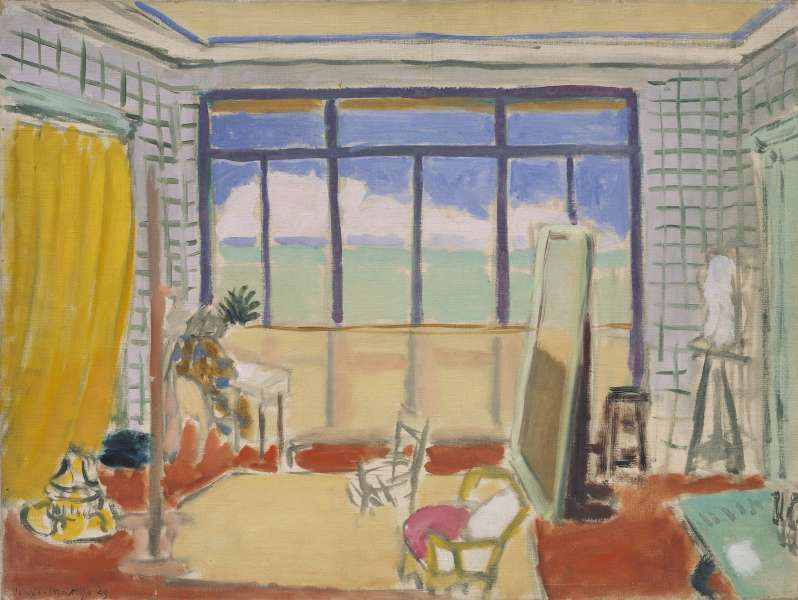
Henri Matisse: Intérieur d’atelier à Nice, 1929

Zur Entspannung unternahm Matisse viele Reisen, so 1921 nach Étretat, 1925 nach Italien und 1930 über New York und San Francisco nach Tahiti. Matisse, der sich sehr für den Film interessierte und regelmäßig ins Kino ging, lernte auf der Tahiti Reise zufällig den deutschen Regisseur Friedrich Wilhelm Murnau kennen, der das Grab von Paul Gauguin in Hiva ‘Oa (Französisch-Polynesien) besuchte und auf Bora Bora zusammen mit dem Dokumentarfilmer Robert J. Flaherty den Film Tabu (1931) drehte. Da Murnau fließend Französisch sprach, verstanden sich die beiden sehr gut und Matisse begleitete den Regisseur als interessierter Zuschauer einige Wochen lang zu den Dreharbeiten.

#### Scheidung – Auftrag zum WandgemäldeTanz(1930)
Auf der Rückreise im September 1930 besuchte er seinen wichtigen Sammler Albert C. Barnes in Merion (USA), der ihn um ein Wandbild mit dem Thema Tanz für sein Privatmuseum bat. Werke von Georges Seurat, Cézanne, Auguste Renoir füllten dort bereits die Wände. Matisse nahm die Herausforderung an und konnte die Arbeit 1932 fertigstellen. Im Jahr 1933 wurde sein Enkel Paul Matisse in New York geboren.

Henri Matisse. Porträt Lydia Delectorskaya, 1947

Für die gewaltige Aufgabe von Barnes’ Wandgemälde hatte Matisse die 22-jährige russische Emigrantin Lydia Delectorskaya (1910–1998) als Assistentin angestellt, die ihm außerdem Modell saß. Daraufhin wurde er von seiner Frau Amélie vor die Alternative gestellt: „Ich oder sie.“ Lydia Delectorskaya wurde entlassen, trotzdem forderte Amélie die Scheidung und verließ ihn nach 31 Jahren Ehe. Matisse wurde sehr krank und stellte Delectorskaya wieder ein. Nach einem Parisaufenthalt bei Ausbruch des Zweiten Weltkriegs kehrte er nach Nizza zurück.
In den folgenden Jahren entstanden Projekte für Tapisserien und Buchillustrationen. Er radierte Szenen aus der Odyssee als Illustrationen zum Ulysses von James Joyce. Im November 1931 gab das Museum of Modern Art Matisse die Gelegenheit zu seiner ersten großen amerikanischen Einzelausstellung in New York. Vorausgegangen war eine bedeutende Ausstellung in der Berliner Galerie Thannhauser im Spätsommer 1930. So brachten die Jahre 1930 bis 1931 viele von Matisse’ persönlichen Plänen zur Reife und festigten seinen bereits wachsenden internationalen Ruf. Im Oktober erschien das erste von Matisse illustrierte Buch, die Skira-Ausgabe der Poésie de Stéphane Mallarmé.
1937 wurde Matisse von Léonide Massine gebeten, Dekorationen und Kostüme für Rouge et noir zu entwerfen, ein Ballett mit der Musik von Schostakowitsch und der Choreographie von Massine. Ein Jahr später übersiedelte er nach Cimiez in das frühere Hotel Régina, mit Blick auf Nizza.

#### Schwere Krankheit – Arbeit anJazz(1941–1946)

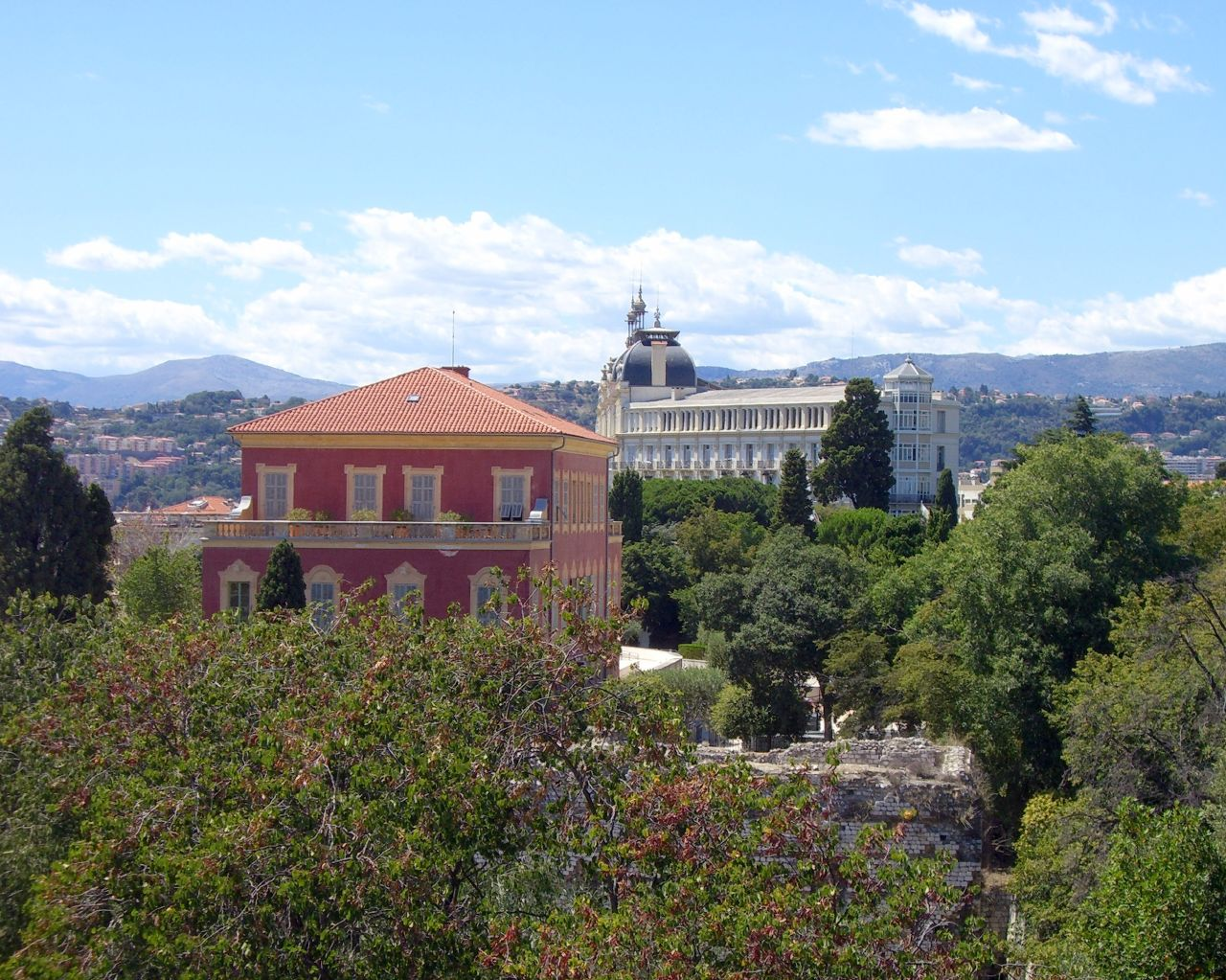
Im Vordergrund das Musée Matisse in Cimiez, Nizza, im Hintergrund das Hotel Régina, in dem Matisse im Alter wohnte

1941 musste sich Matisse in Lyon einer schweren Darmoperation unterziehen. Fast drei Monate blieb er in der Klinik, danach zwei Monate mit Grippe im Hotel. Er litt an einem Zwölffingerdarmkrebs und zwei nachfolgenden Lungenembolien.
Im Mai kehrte er wieder nach Cimiez zurück. Die Operation und die darauffolgende Krankheit setzten ihm ernstlich zu, sodass er sich nur noch beschränkte Zeit aufrecht halten konnte. Während seiner Rekonvaleszenz begann er von neuem zu arbeiten, er malte und zeichnete im Bett, so unter anderem an den Illustrationen für die Fabiani-Ausgabe von Henry de Montherlants Pasiphaé und die Skira-Ausgabe der Florilège des amours de Ronsard.

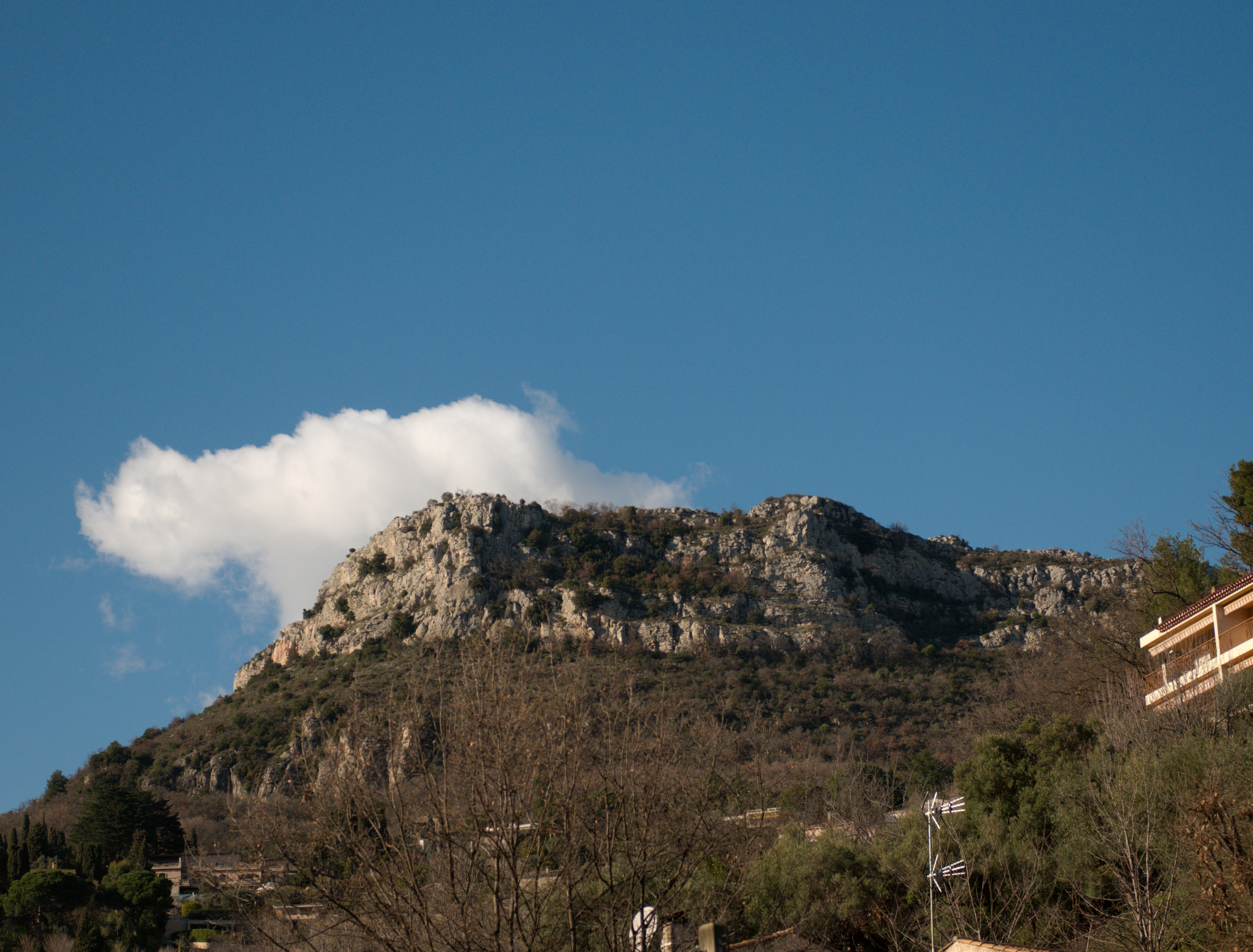
Montagne du Baou

In seinem nach einem Luftangriff auf Cimiez im Jahr 1943 bezogenen Atelier zu Füßen des Montagne du Baou in der Villa Le Rêve, zwei Kilometer vom Hauptplatz des provenzalischen Dorfes Vence entfernt, begann Matisse an seinen Schnitt- und Klebekompositionen für sein Buch Jazz zu arbeiten. 1944 wurde seine geschiedene Frau verhaftet und Tochter Marguerite wegen Beteiligung an der Résistance deportiert und zu einer sechsmonatigen Haft verurteilt. Le Rêve blieb bis 1948 sein Wohnsitz, dann kehrte er nach Nizza in das Hotel Régina zurück.
Im Frühsommer 1945 reiste Matisse nach Paris, wo 37 Werke im Salon d’Automne in einer Retrospektive gezeigt wurden. Im selben Jahr stellte er mit Picasso zusammen im Victoria und Albert Museum in London aus. 1946 erhielt Matisse erstmals Besuch von Picasso und dessen Lebensgefährtin Françoise Gilot in Vence; die beiden Künstler trafen sich bis 1954 noch mehrmals.

#### Letzte Jahre – Die Kapelle in Vence (1947–1954)

Chapelle du Rosaire de Vence, Außenansicht

Im Jahr 1947 wurde Matisse in den Rang eines Kommandeurs der Ehrenlegion erhoben. Im selben Jahr begann er mit Entwürfen für eine Kapelle der Dominikanerinnen, die Rosenkranzkapelle in Vence, die ihn während der nächsten Jahre fast ausschließlich beschäftigen sollten. Das Projekt war das Ergebnis einer engen Freundschaft zwischen Matisse und Schwester Jacques-Marie alias Monique Bourgeois. Er hatte sie 1941 als Pflegerin und Modell angestellt; 1946 trat sie in ein Dominikanerkloster in Vence ein und erhielt den Namen Jacques-Marie. Als sie sich dort wiedersahen, bat sie ihn um Rat für die Errichtung einer Kapelle für das Kloster. Im Dezember 1949 wurde der Grundstein für die Kapelle gelegt, und am 25. Juni 1951 erfolgte die Einweihung durch den Bischof von Nizza. Im selben Jahr erhielt Matisse den ersten Preis für Malerei auf der Biennale in Venedig.

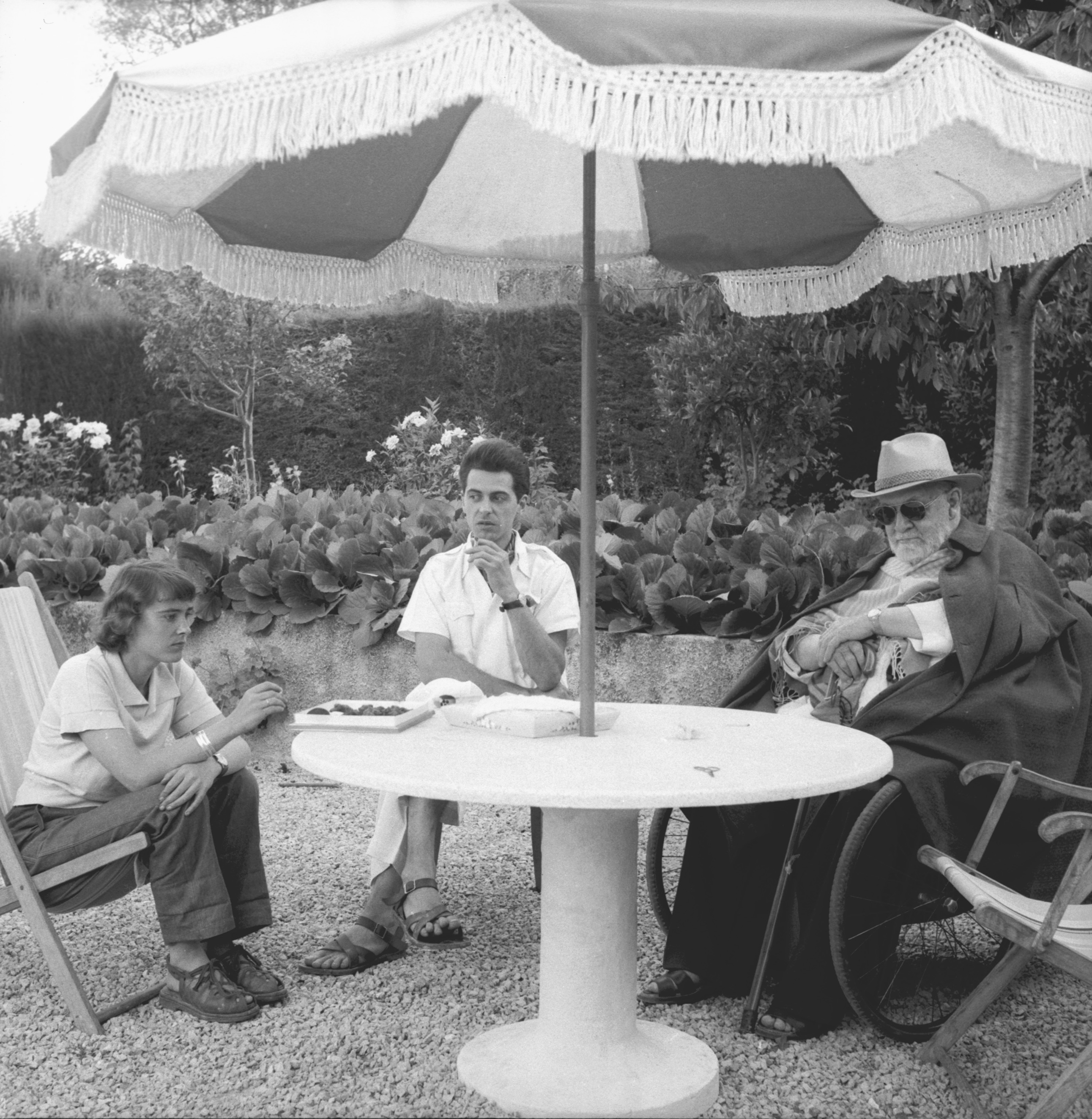
Henri Matisse, Jean Vincent de Crozals und Annelies Nelck (v. r. n. l.) im Garten der Villa La Jonque in Vence 1953

Im Zusammenhang mit seinen 1951 in den USA ausgestellten Werken gab der amerikanische Kunsthistoriker Alfred H. Barr Matisse: his Art and his Public heraus, das bis in die heutige Zeit ein bedeutendes Buch über den Künstler darstellt. Im Jahr 1952 eröffnete das Musée Henri Matisse in seiner Heimatstadt Le Cateau-Cambrésis seine Pforten. Ein Jahr später folgten Ausstellungen der papiers découpés in Paris und seiner Skulpturen in London. Die Académie royale des Sciences, des Lettres et des Beaux-Arts de Belgique nahm ihn 1948 als assoziiertes Mitglied auf. 1954 wurde er als Ehrenmitglied in die American Academy of Arts and Letters gewählt.

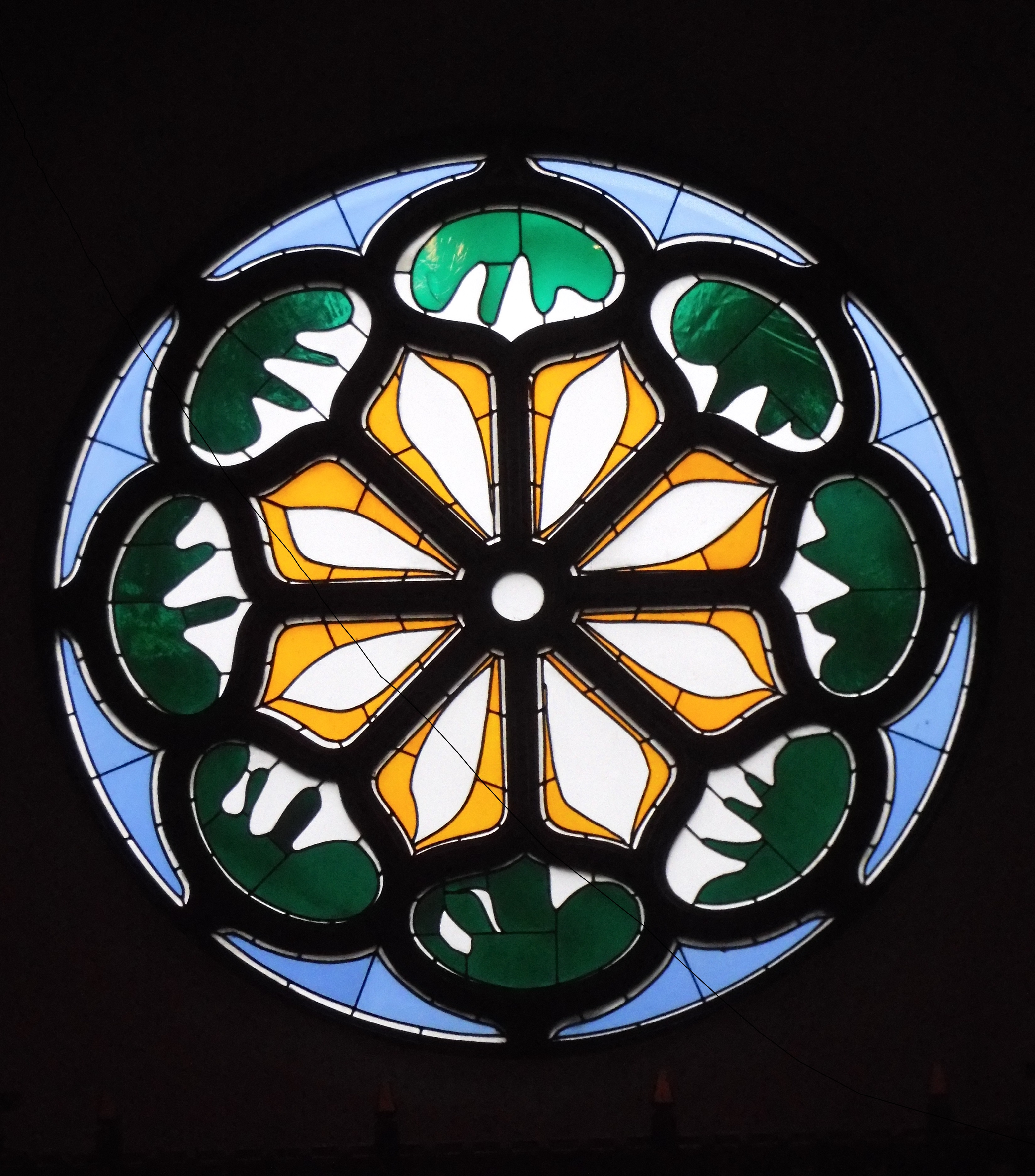
Henri Matisse: Rockefeller Rose, 1954

Matisse arbeitete in den letzten Tagen seines Lebens an der Rockefeller Rose, die sein letztes Werk werden sollte, ein Glasfenster für die Union Church of Pocantico Hills, das er im Auftrag der Familie Nelson Rockefeller zur Erinnerung an Abby Aldrich Rockefeller gestaltete. Die Kirche enthält neben Matisse’ Werk auch Fenster von Marc Chagall.

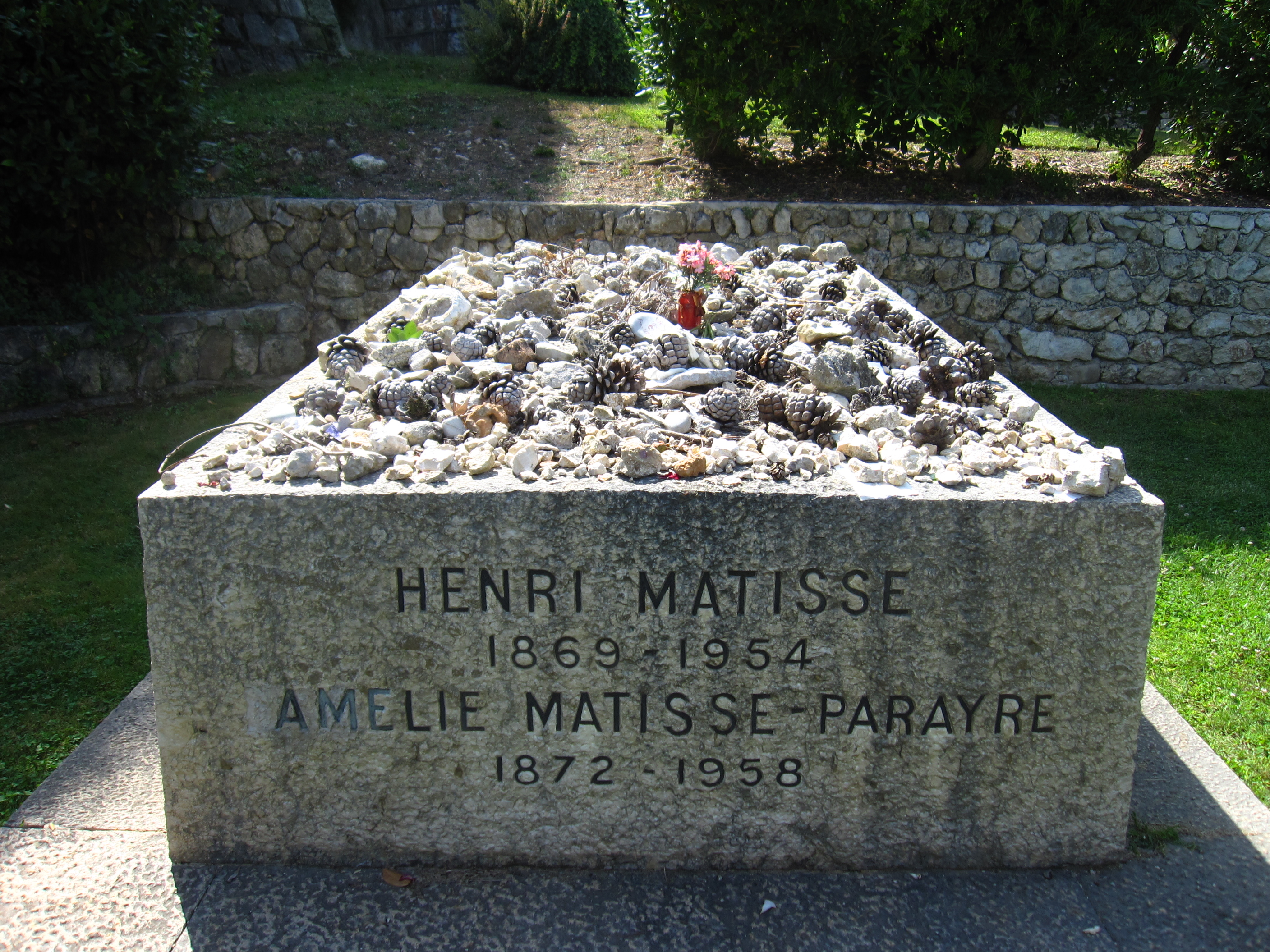
Grabstein auf dem Friedhof von Cimiez

Matisse starb am 3. November 1954 in Nizza an einem Herzanfall. Sein Grab – der Gedenkstein ist ihm und seiner früheren Ehefrau gewidmet – liegt auf dem höchsten Punkt des Friedhofs von Cimiez; es ist ein Geschenk der Stadt Nizza.
Am 5. Januar 1963 wurde ein weiteres Museum, das Musée Matisse, in Nizza gegründet. Der Künstler selbst schenkte bereits vor der Gründung am 21. Oktober 1953 das Gemälde Stillleben mit Granatapfel (1947), vier Zeichnungen aus den Jahren 1941/42, den Scherenschnitt Die kreolische Tänzerin (1950) sowie die zwei Seidendrucke, Ozeanien – Das Meer und Ozeanien – Der Himmel, beide aus dem Jahr 1947. Weitere Schenkungen der Erben folgten zwischen den Jahren 1960 und 1978.

## Das malerische Werk
„Die Lehrer an der Beaux-Arts pflegten zu sagen: ‚Haltet Euch stur an die Natur!‘. Während meiner ganzen Laufbahn habe ich mich gegen diese Einstellung aufgelehnt, der ich mich nicht unterwerfen konnte. Diese Auseinandersetzung hatte verschiedene Wendungen in meinem Wege zur Folge, der ein ständiges Suchen nach Ausdrucksmöglichkeit jenseits des naturgetreuen Abklatsches war; solche Wendungen waren zum Beispiel der Divisionismus und der Fauvismus.“

### Matisse’ Bildauffassung
In Matisse’ Bildwelt erhält die Farbe durch flächig-dekorativen und ornamentalen Einsatz unter Auslassung ihrer räumlichen Gestaltungsaspekte autonomen Charakter. Die Farbgebung wird hierbei weder der Lokalfarbe noch der Beschreibung von Oberflächenstrukturen unterworfen. Matisse setzt sie vielmehr als Mittel ein, die farblichen Empfindungen, die durch den Eindruck des Motivs im Maler ausgelöst werden, wiederzugeben. Auf seinem Weg über den Fauvismus schuf er eine Bildwelt, in der dem Gegenstand nicht mehr Bedeutung beigemessen wird als dem Binnenraum, das heißt dem Raum zwischen den Gegenständen. Keine dieser Formen ist einer anderen bei der Verwirklichung der  ‚expression‘  (‚Ausdruck und Aussage‘) als Gestaltungselement über- respektive untergeordnet. Die  ‚expression‘  kann nach dieser Auffassung nur durch die Anordnung und den Zusammenhang der Farbformen – Farbe und Form sind eins – untereinander realisiert werden. Durch diese Sichtweise wird Naturbeobachtung (Objekt) nicht nur zum Anlass der farblichen Empfindungen (Subjekt), sondern in ihrem wechselseitigen Miteinander auch zu einem Korrektiv innerhalb des Schaffensprozesses erhoben. In diesem Sinne sah sich Matisse der Tradition verbunden. So hat Matisse – wie auch Picasso – nie den Schritt zur völligen Abstraktion vollzogen, da auf diese Weise, wie er betonte, die Abstraktion nur imitiert werde.
Charakteristisch für Matisse’ Bildaufbau ist des Weiteren, dass er die Objekte linearisiert. Die räumlichen Beziehungen zwischen den Objekten treten in den Hintergrund, werden aufgelöst, ohne jedoch ihre Raumbezüge völlig zu negieren. So hob er hervor, dass durch die Gleichstellung der Formen – Gegenstand und Binnenraum – sowie durch die Autonomie der Farbe eine Linearisierung der Bildelemente notwendig sei und umgekehrt.
Das in jenen Tagen immer stärker aufkommende Bedürfnis nach Originalität und Individualität einerseits und die Abneigung gegenüber den aus der Sicht ihrer Gegner „degenerierten“ Sichtweisen der immer noch etablierten Akademien andererseits führten dazu, dass viele Maler eine eigene Position beziehen wollten. So fand Matisse zwar in Cézanne die Figur des spiritus rector, jedoch intendierte er nicht, Cézannes Werk weiterzuführen.

### Das Frühwerk bis 1900

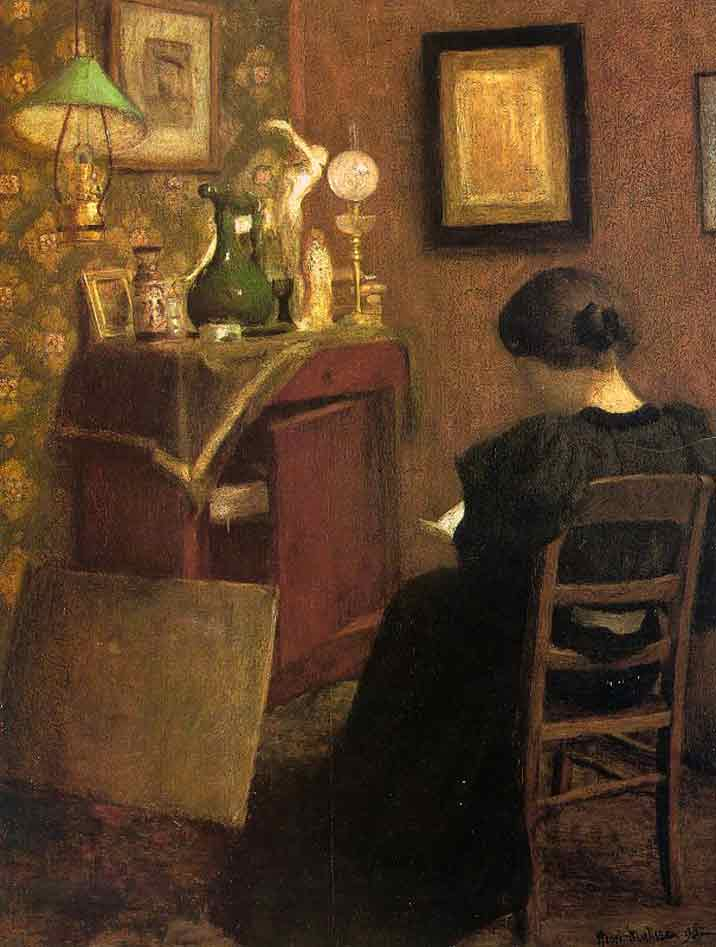
Henri Matisse: Die Lesende, 1895

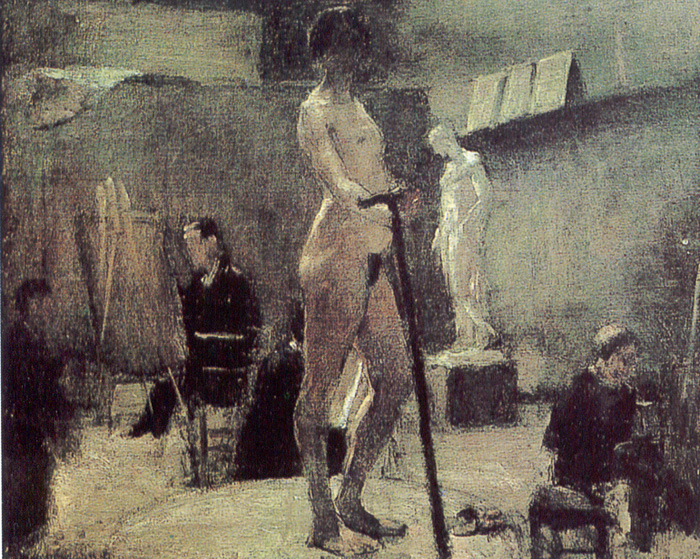
Henri Matisse: Gustave Moreaus Studio, 1894/1895

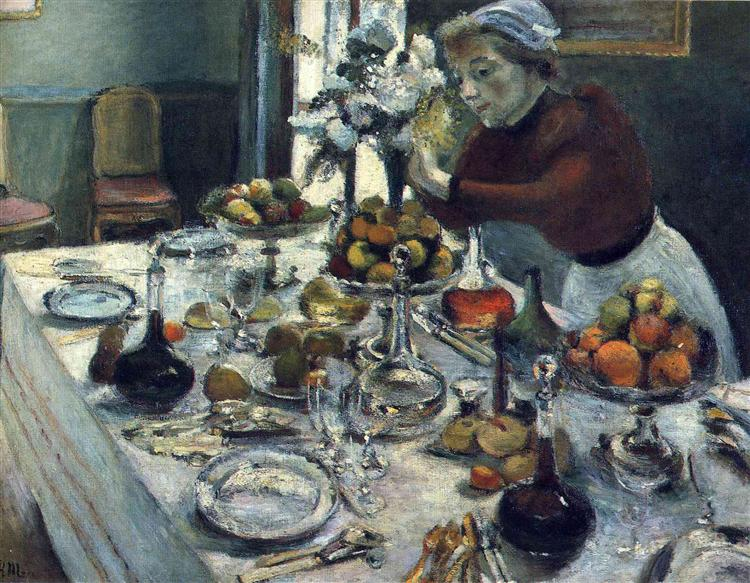
Henri Matisse: Der gedeckte Tisch, 1897

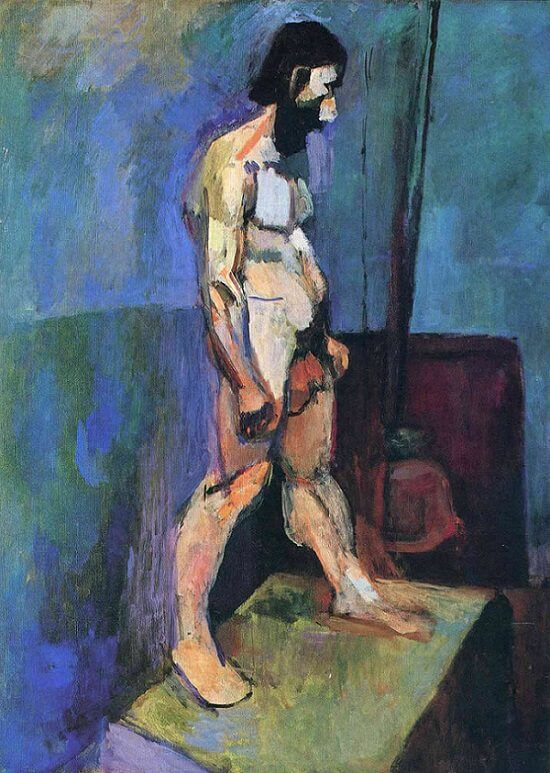
Henri Matisse: Männlicher Akt, 1900

Matisse entschied sich erst spät für eine künstlerische Laufbahn. Als 20-jähriger Anwaltsgehilfe in Saint-Quentin begann er, Kunstunterricht zu nehmen. Seine ersten Bilder entsprachen dem bürgerlichen Naturalismus, den die französische Schule von den Niederländern übernommen hatte. Ein bekanntes Bild aus dieser Zeit ist Die Lesende aus dem Jahr 1895, das sich heute im Musée National d’Art Moderne in Paris befindet.
In seinen Bildthemen werden Frauen vom Früh- bis zum Spätwerk in den 1950er-Jahren seine Kunst dominieren, dargestellt in Matisse’ verschiedenen Phasen. Das Stillleben mit Selbstbildnis in ähnlichen braun-grünen Farben folgte 1895. Es weist in seiner Ästhetik eine Ähnlichkeit zu Cézannes zwanzig Jahre älteren Stillleben auf, ohne deren Raffinesse zu haben.
Bekannte Gemälde aus dem Jahr 1897 sind Der gedeckte Tisch und das Seestück, Belle Île; in letzterem finden sich Annäherungen an Claude Monets Sturm in Belle Île aus dem Jahr 1896, das die impressionistischen Einflüsse Monets und John Peter Russells in der Bretagne widerspiegelt.
Das Hauptwerk des Künstlers lässt sich in die folgenden fünf Perioden einteilen:

### Fauve-Periode (1900–1907)

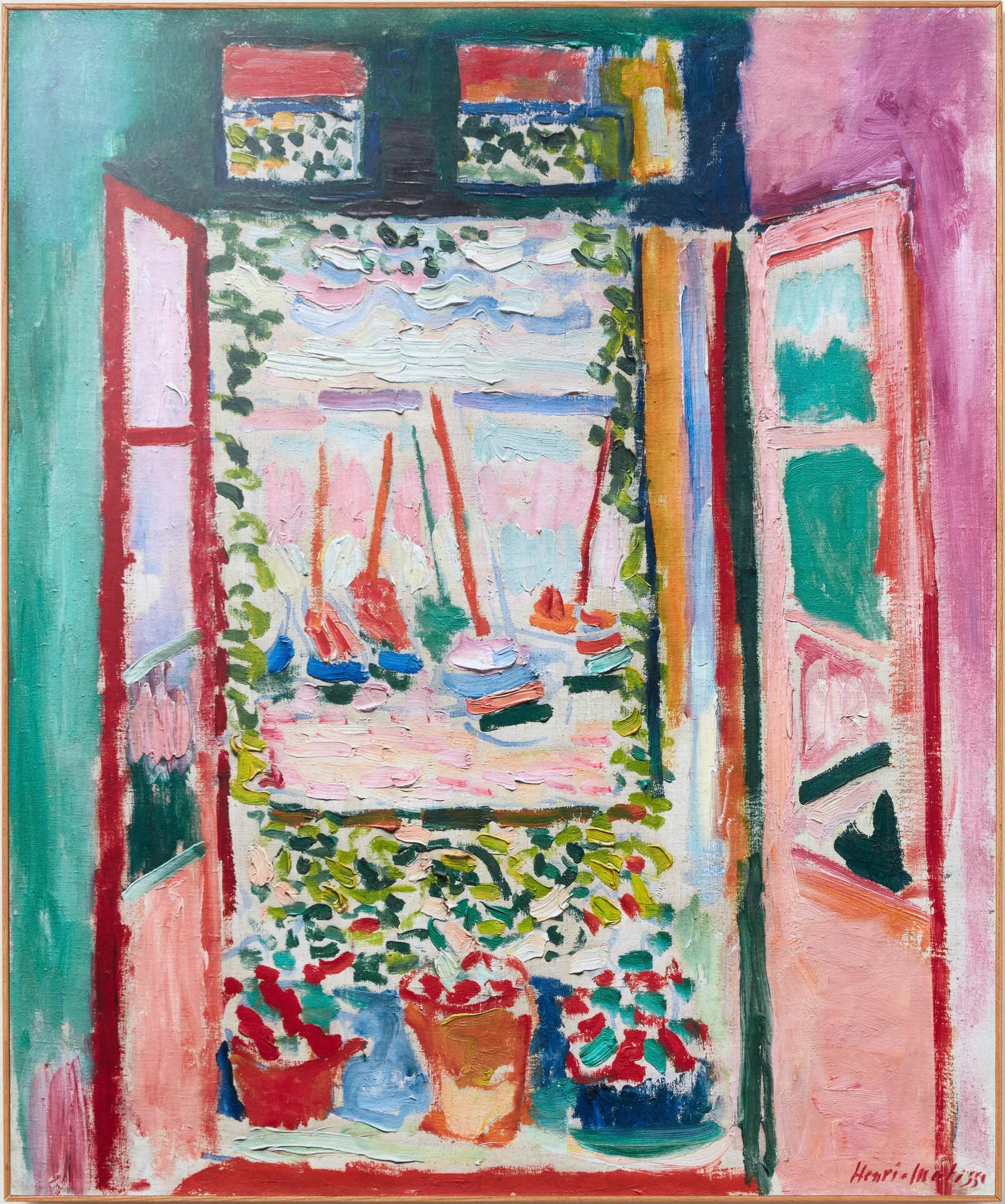
Henri Matisse: Offenes Fenster in Collioure, 1905

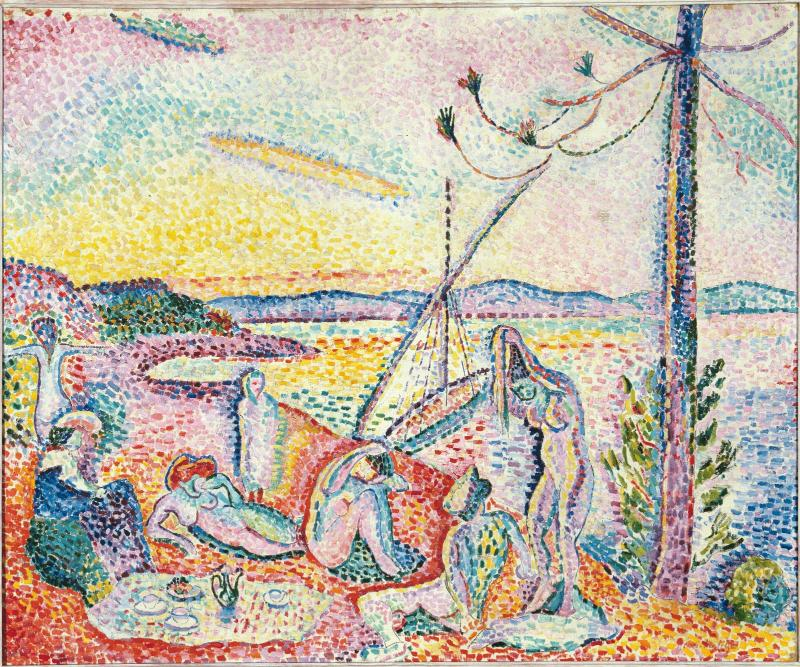
Henri Matisse: Luxus, Stille und Begierde (1904/05)

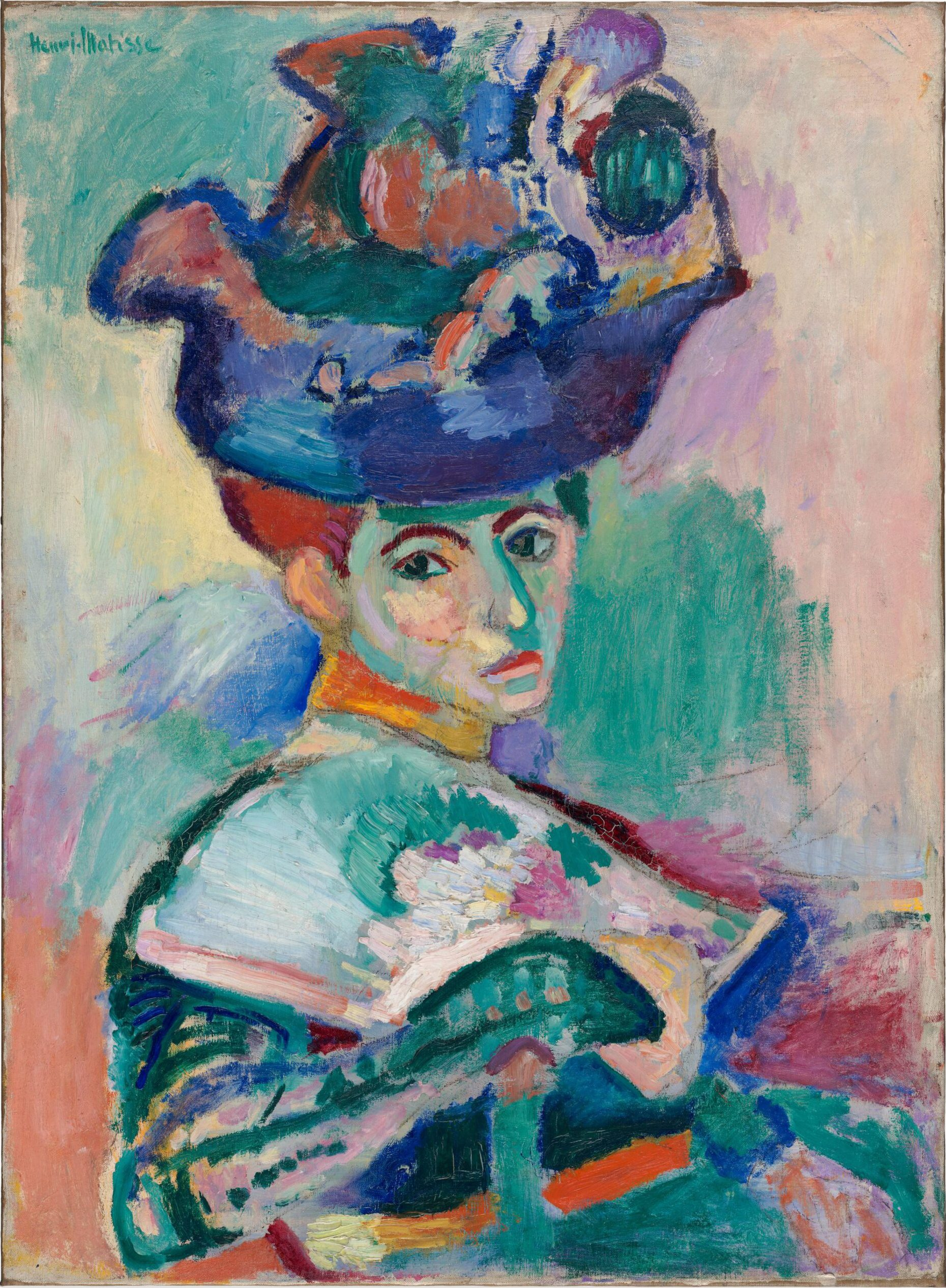
Henri Matisse: Frau mit Hut, 1905

Im Jahr 1900 begann Matisse in einer Art zu malen, die im Rückblick als „Proto-Fauve“ bezeichnet wurde. Er wollte seine Formen nicht in Licht aufgelöst sehen, sondern als ein vollständiges Ganzes auffassen, und so entfernte er sich vom „orthodoxen“ Impressionismus. Es waren neben den Arbeiten Paul Cézannes die divisionistischen Arbeiten Seurats, denen er seine Aufmerksamkeit widmete. Georges Seurat und die Neoimpressionisten schufen ihre Werke nach der theoretischen Lehre, die auf der Farbtheorie Eugène Chevreuls basierte. Neben Seurat waren es Vincent van Gogh und Paul Gauguin, die Matisse’ Farbempfinden steigerten; die Imitation der Natur wollte er überwinden. Matisse’ Figurenkomposition Luxus, Stille und Begierde (1904/05) entstand beispielsweise nach divisionistischen Regeln. Wenig später erkannte er, dass die divisionistische Bildauffassung nicht dazu geeignet war, den Bildwerken Festigkeit zu verleihen und die farblichen Empfindungen des Malers wiederzugeben, daher wandte er sich, wie es Cézanne schon Jahre vor ihm getan hatte, von der impressionistischen Richtung ab.

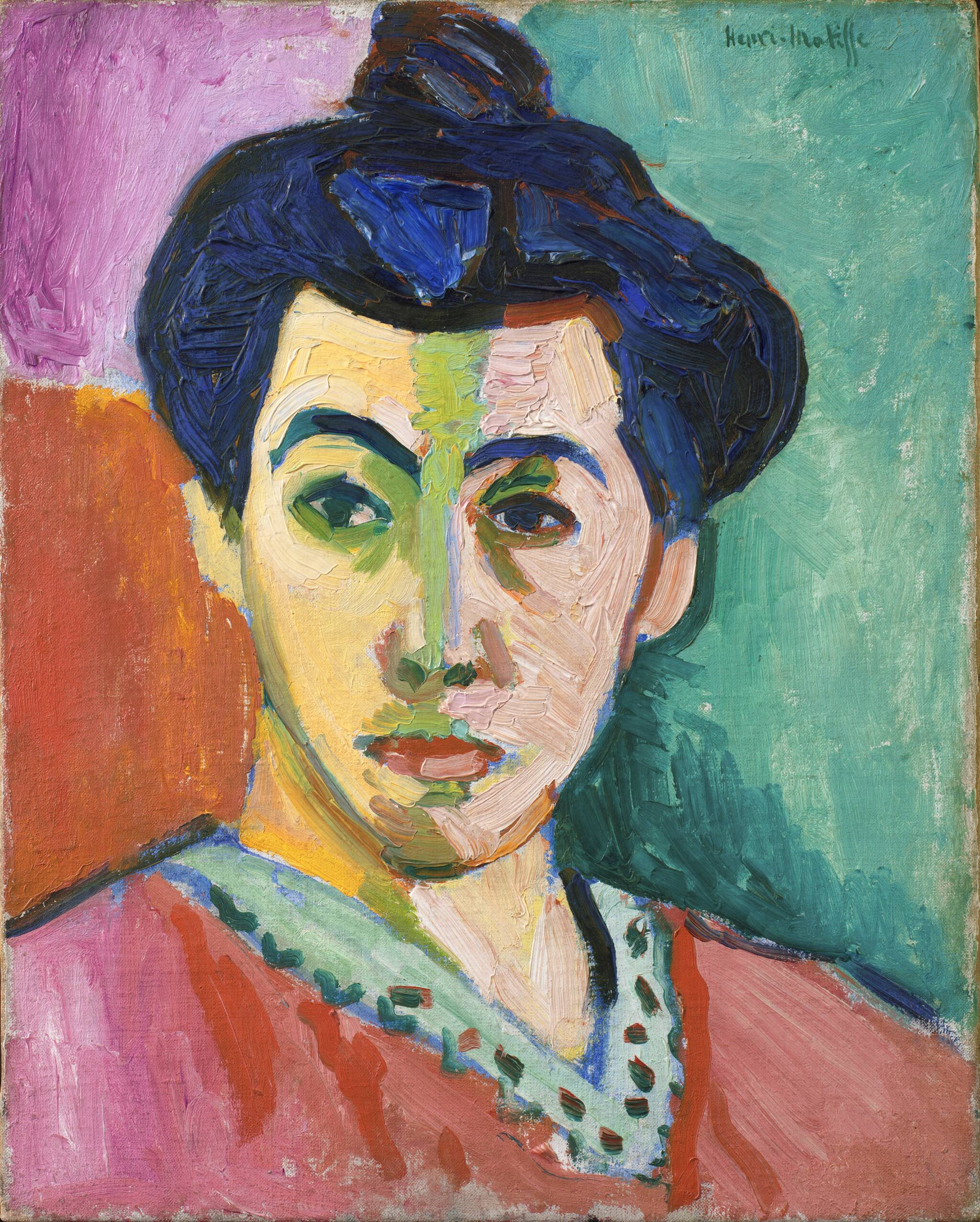
Henri Matisse: Der grüne Streifen. Bildnis Madame Matisse, 1905

Das Ergebnis seiner Arbeit während seiner fauvistischen Phase stellte eine Lösung in Form einer flächigen Farbgebung dar, die dem „Zerfließen“ impressionistischer Bilder entgegensteht. Beispiele sind Offenes Fenster in Collioure und Frau mit Hut, beide aus dem Jahr 1905, die auf der Ausstellung im Salon Empörung hervorriefen und damit zum Begriff „Fauvismus“ führten. In seinem Gemälde Der grüne Streifen. Bildnis Madame Matisse, ebenfalls aus dem Jahr 1905, bildet das Grün eine feste Größe. Der auf den ersten Blick unnatürlich wirkende Streifen über dem Gesicht ist nicht willkürlich gesetzt, sondern dient als Grenze zwischen Licht- und Schattenzone. Matisse zeigte auf, dass durch die Autonomie der Farbe in Verbindung mit ihrem flächenhaften Auftrag die Objekte untereinander zu linearisieren sind, ihre räumlichen Zusammenhänge somit in den Hintergrund treten müssen. Die Werke der Folgejahre stellen in erster Linie Variationen dieser grundlegenden Erkenntnis dar.

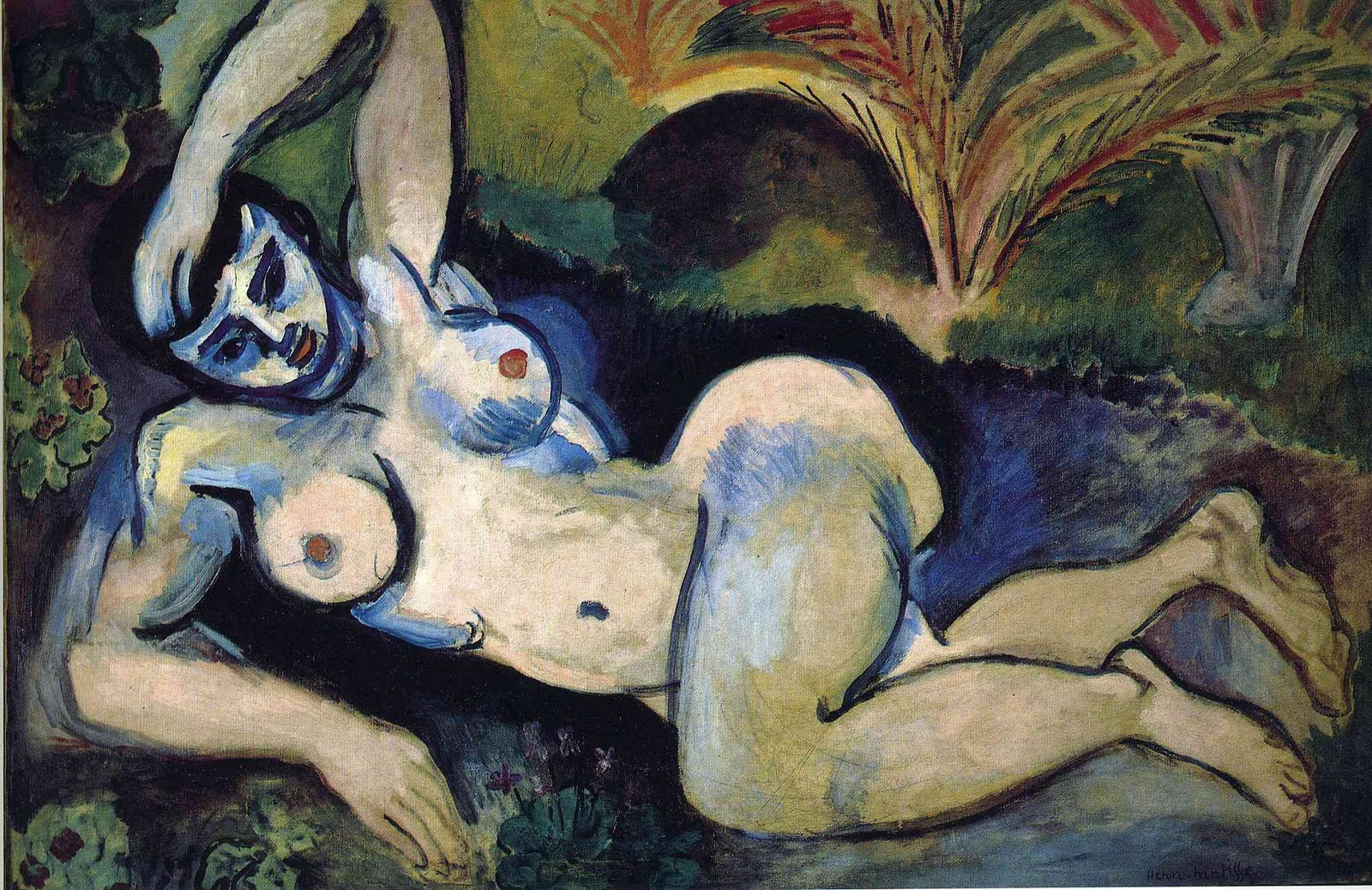
Henri Matisse: Blauer Akt (Erinnerung an Biskra), 1907

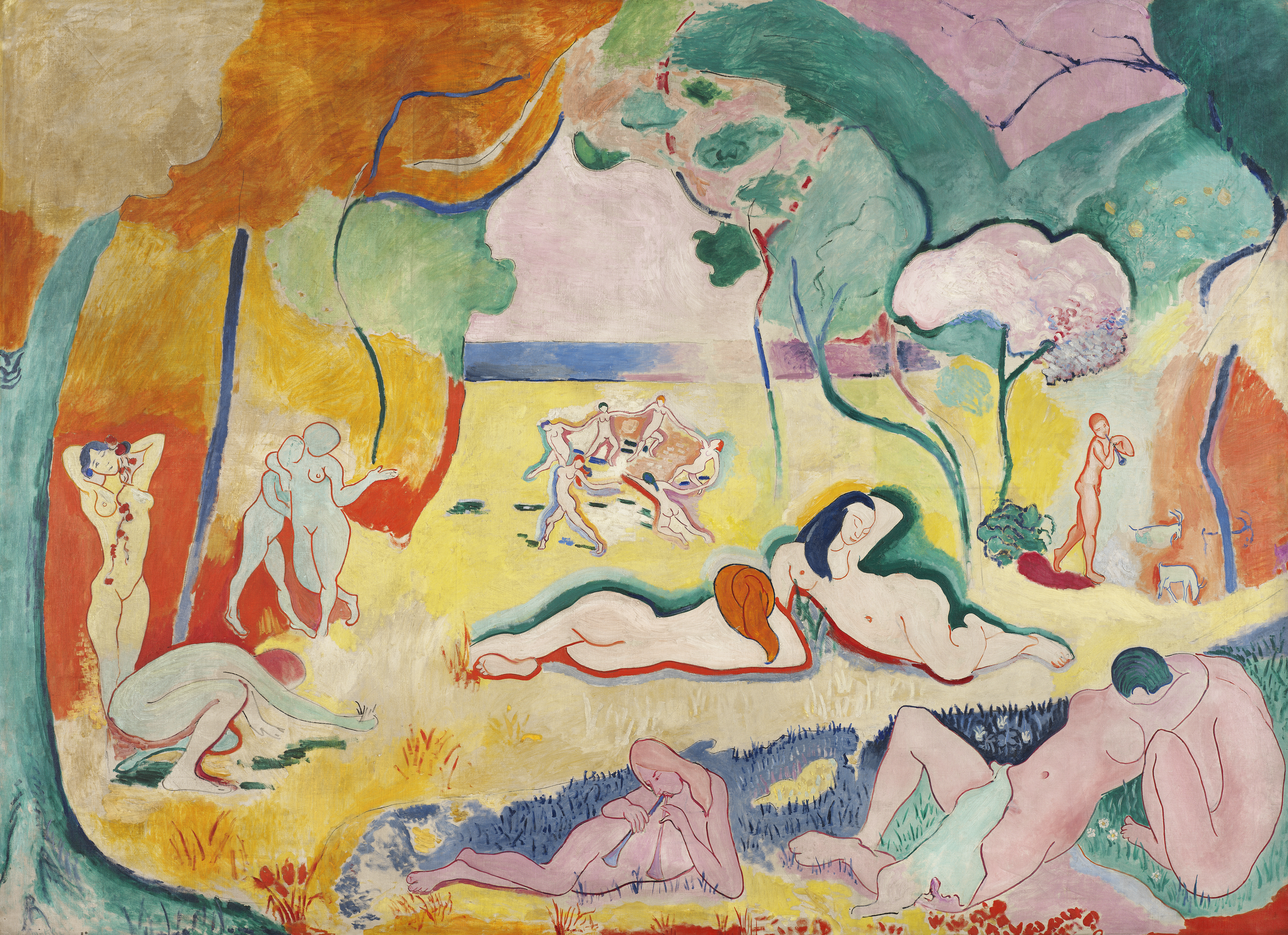
Henri Matisse: Die Lebensfreude, 1905/1906

Nach eigener Aussage begann sein Lebenswerk mit dem Gemälde Die Lebensfreude, das er 1906 im Salon des Indépendants ausstellte, wo es heftige Kritik hervorrief. Nach der Algerienreise 1906 entstand Blauer Akt (Erinnerung an Biskra), die Palmen im Hintergrund reflektieren die Reise. Der weibliche Akt lastet schwer auf dem Boden und wirft einen Schatten. Die dominante Figur und die flächige Umgebung gibt Matisse’ Auffassung wieder: „Gerade die Figur und nicht das Stillleben oder die Landschaft interessiert mich am meisten. An ihr kann ich am besten, man könnte sagen, das mir stets eigene religiöse Gefühl dem Leben gegenüber zum Ausdruck bringen.“

### Experimentelle Periode (1908–1917)

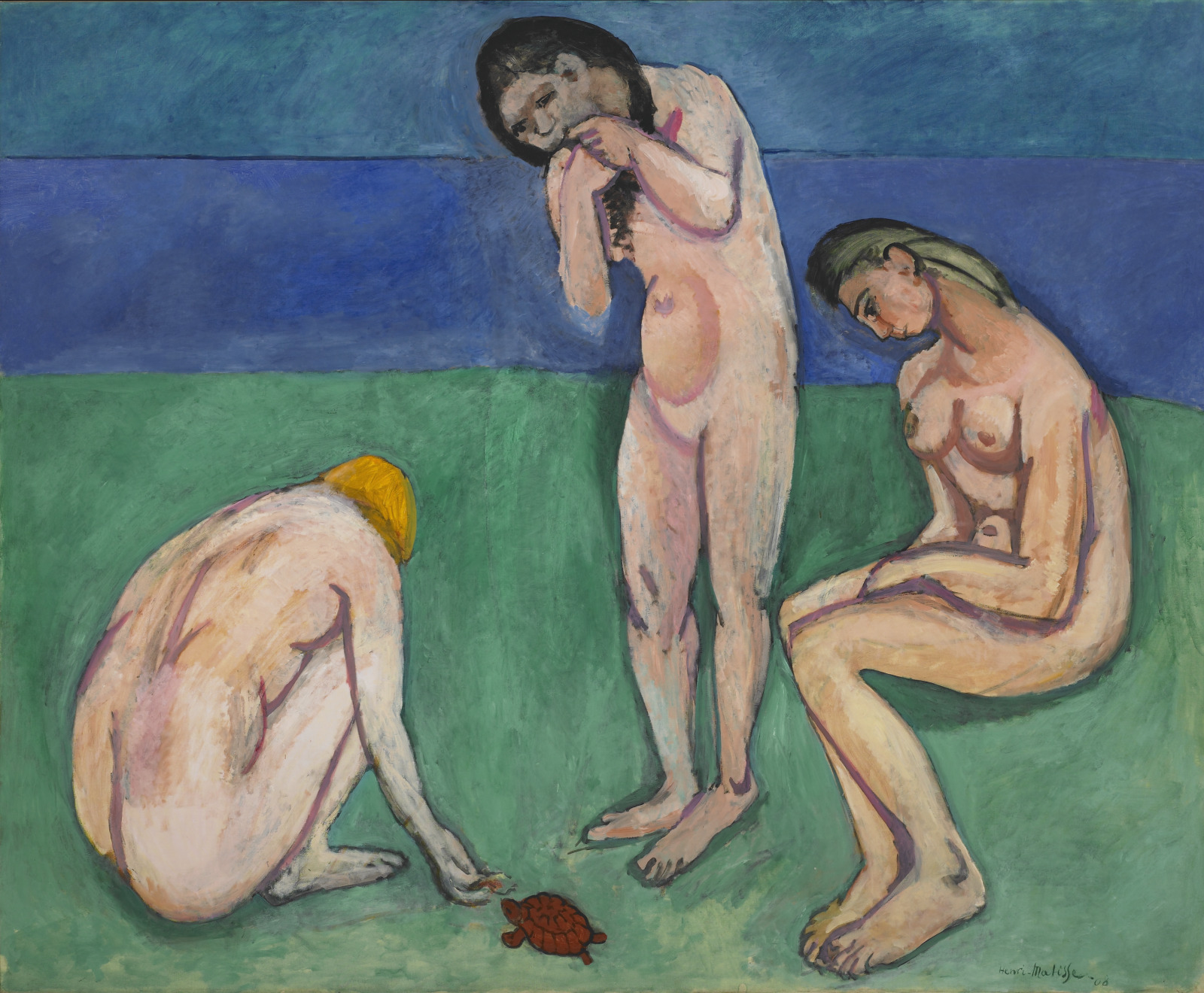
Henri Matisse: Badende mit Schildkröte, 1907/08

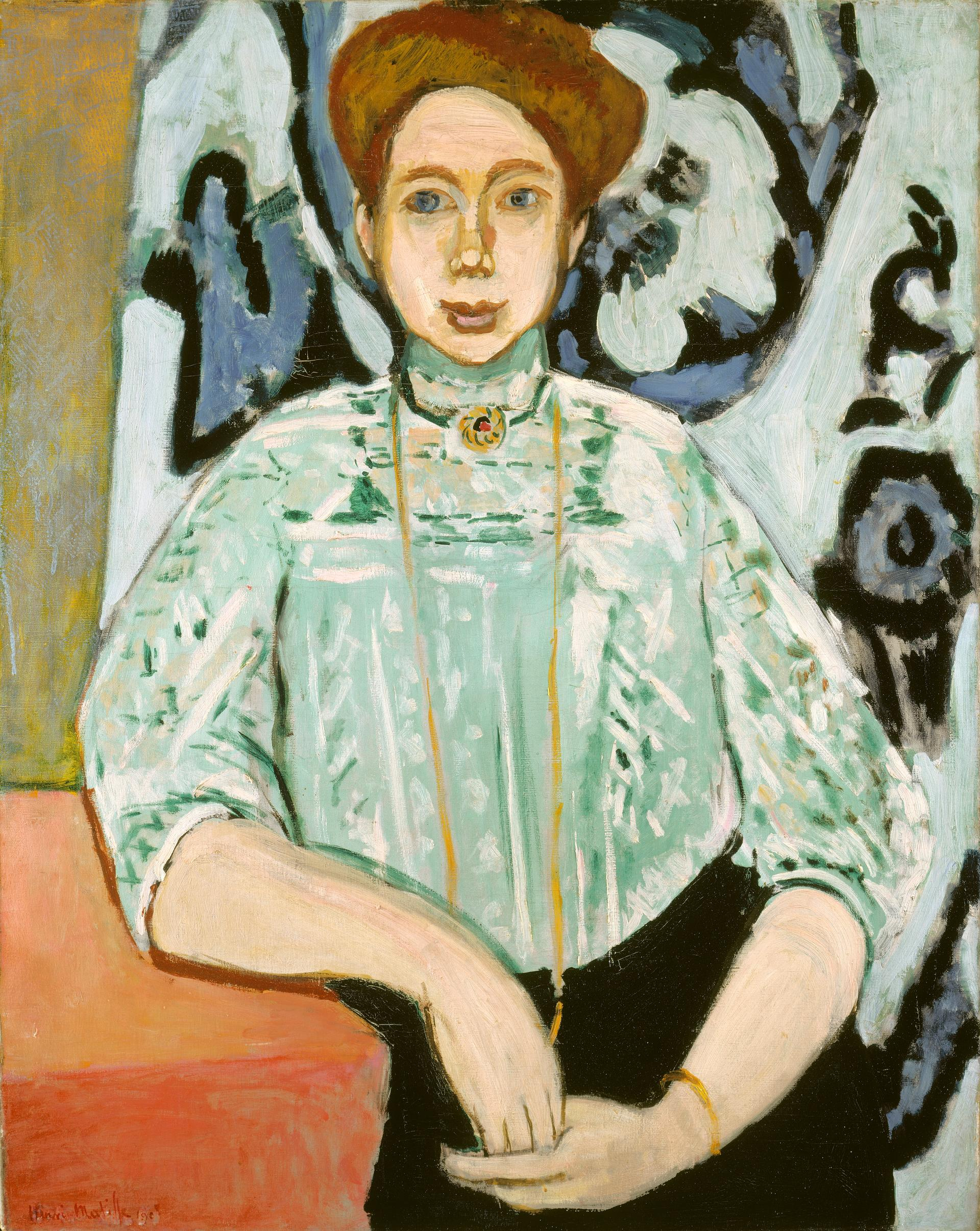
Henri Matisse: Porträt Greta Moll, 1908

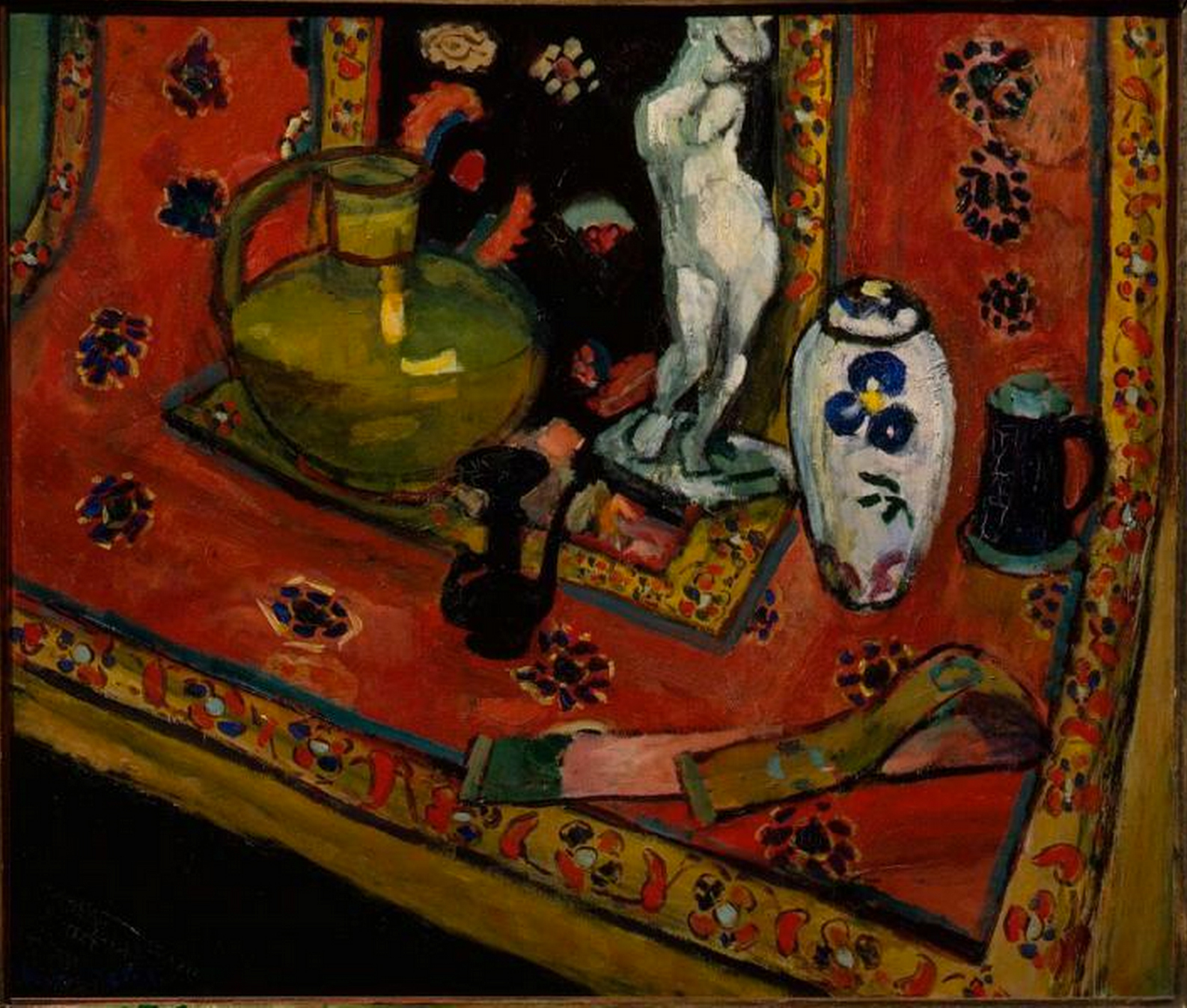
Henri Matisse: Statuette und Vasen auf Orientteppich, 1908

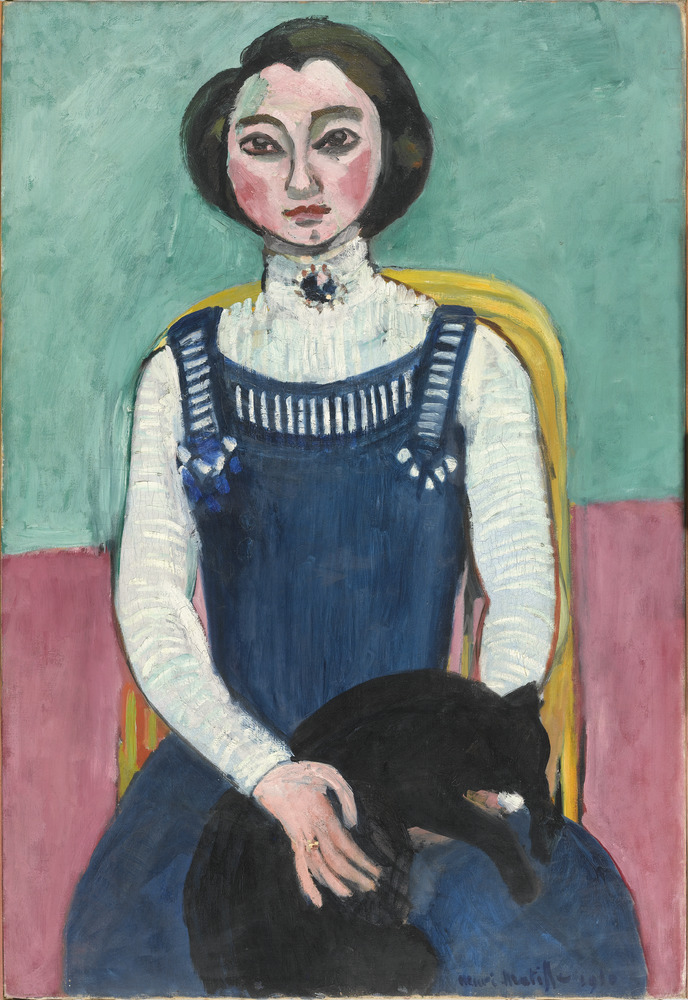
Henri Matisse: Marguerite mit schwarzer Katze, 1910

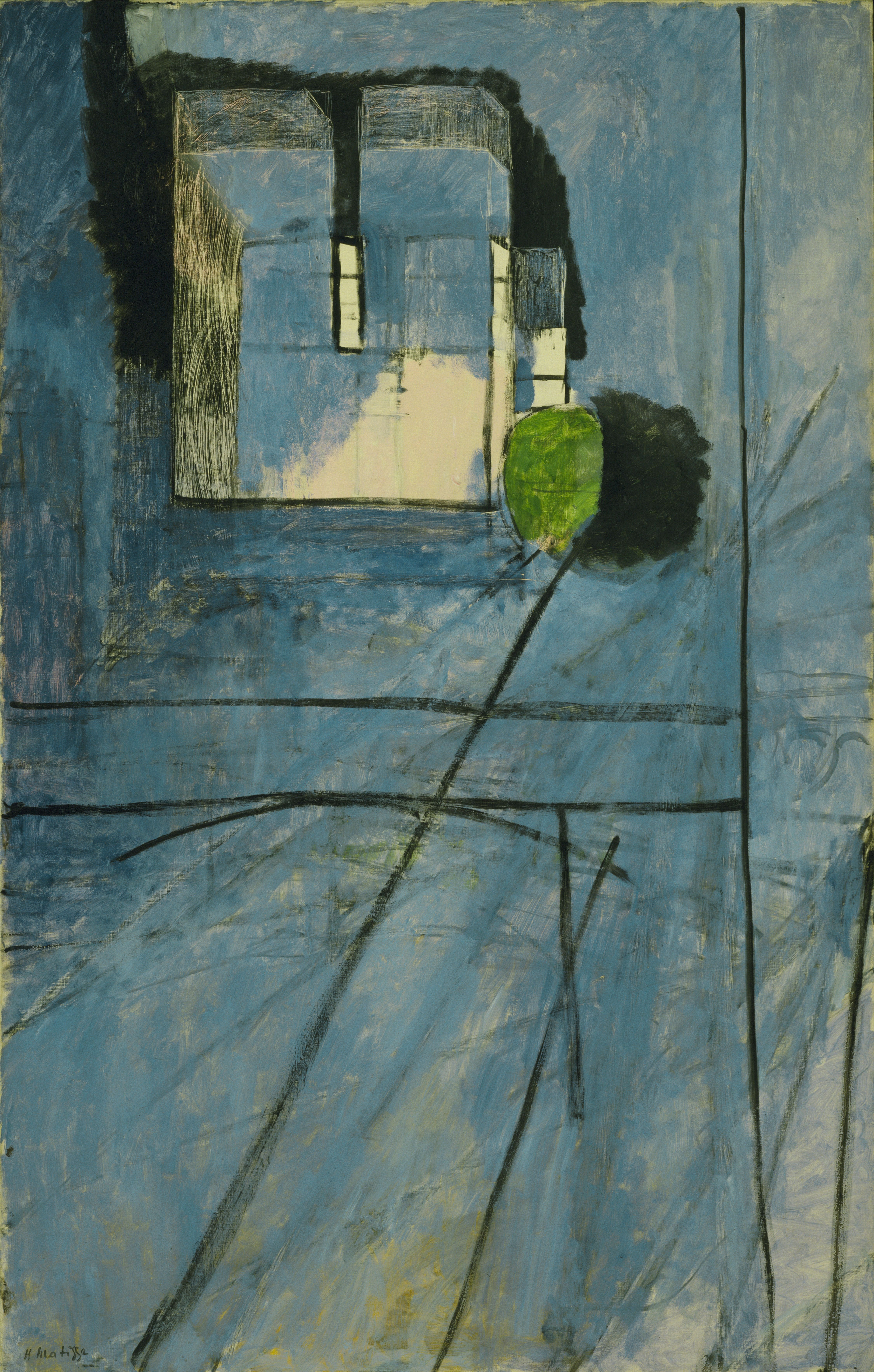
Henri Matisse: Ansicht von Notre Dame, 1914

„Die Bilder der Impressionisten sind voll widersprechender Eindrücke. Wir wollen etwas anderes, wir wollen innere Ausgeglichenheit durch Vereinfachung der Ideen und gestaltenden Formen erreichen.“

Matisse’ experimentelle Periode, in der er sehr produktiv war, wird in zwei Phasen unterteilt: Von 1908 bis 1910 herrschen organisch-flüssige und arabeske Formen vor, während die zweite Phase von 1911 bis 1917, geprägt von Matisse’ Auseinandersetzung mit dem Kubismus, von geometrischen Formen dominiert wird. Matisse hat seine Malerei niemals einer einheitlichen Stilistik untergeordnet, sondern er vollzog häufig Positionswechsel, von dekorativen zu realistischeren Perioden.

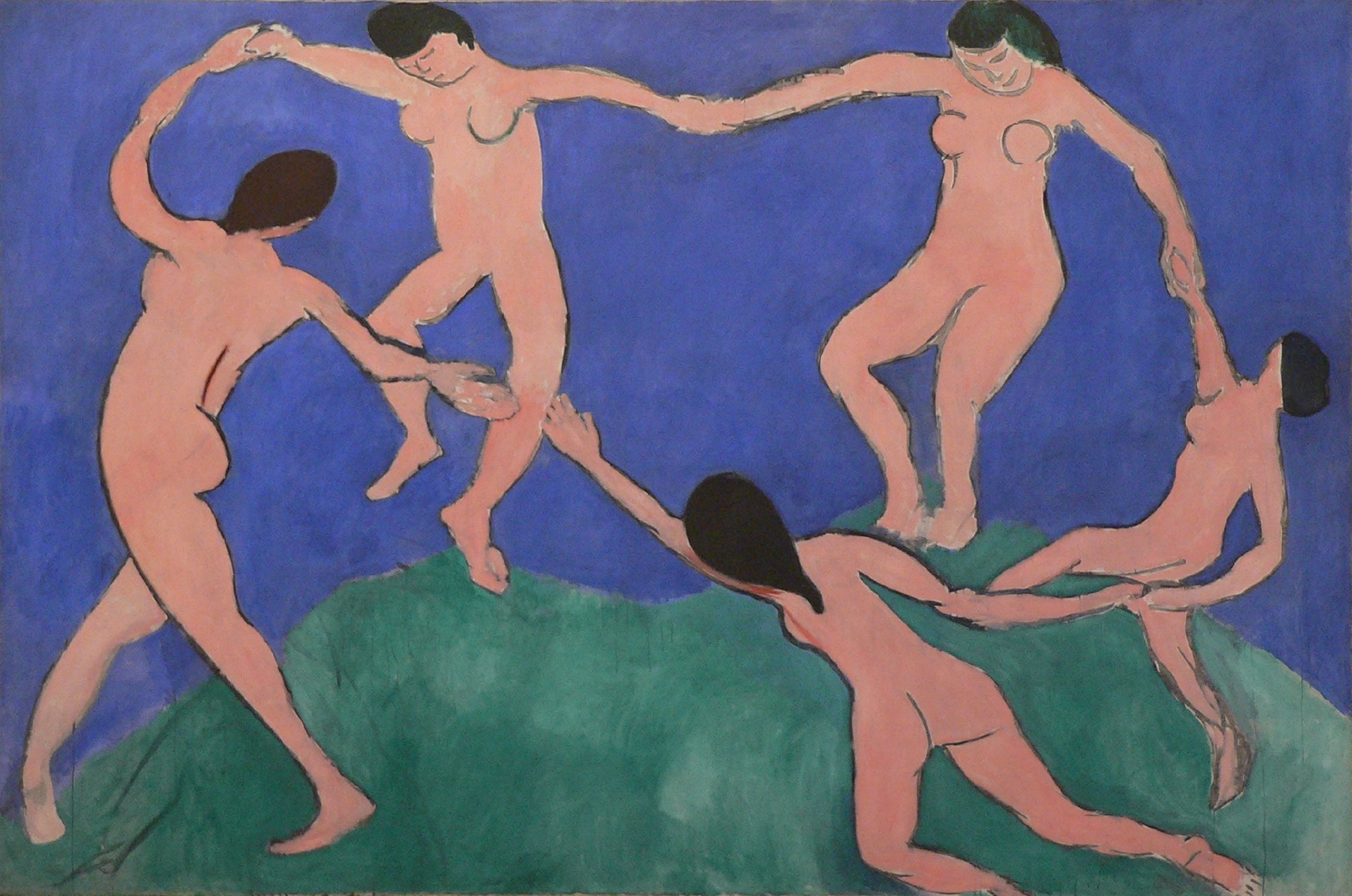
Henri Matisse: Der Tanz I, 1909

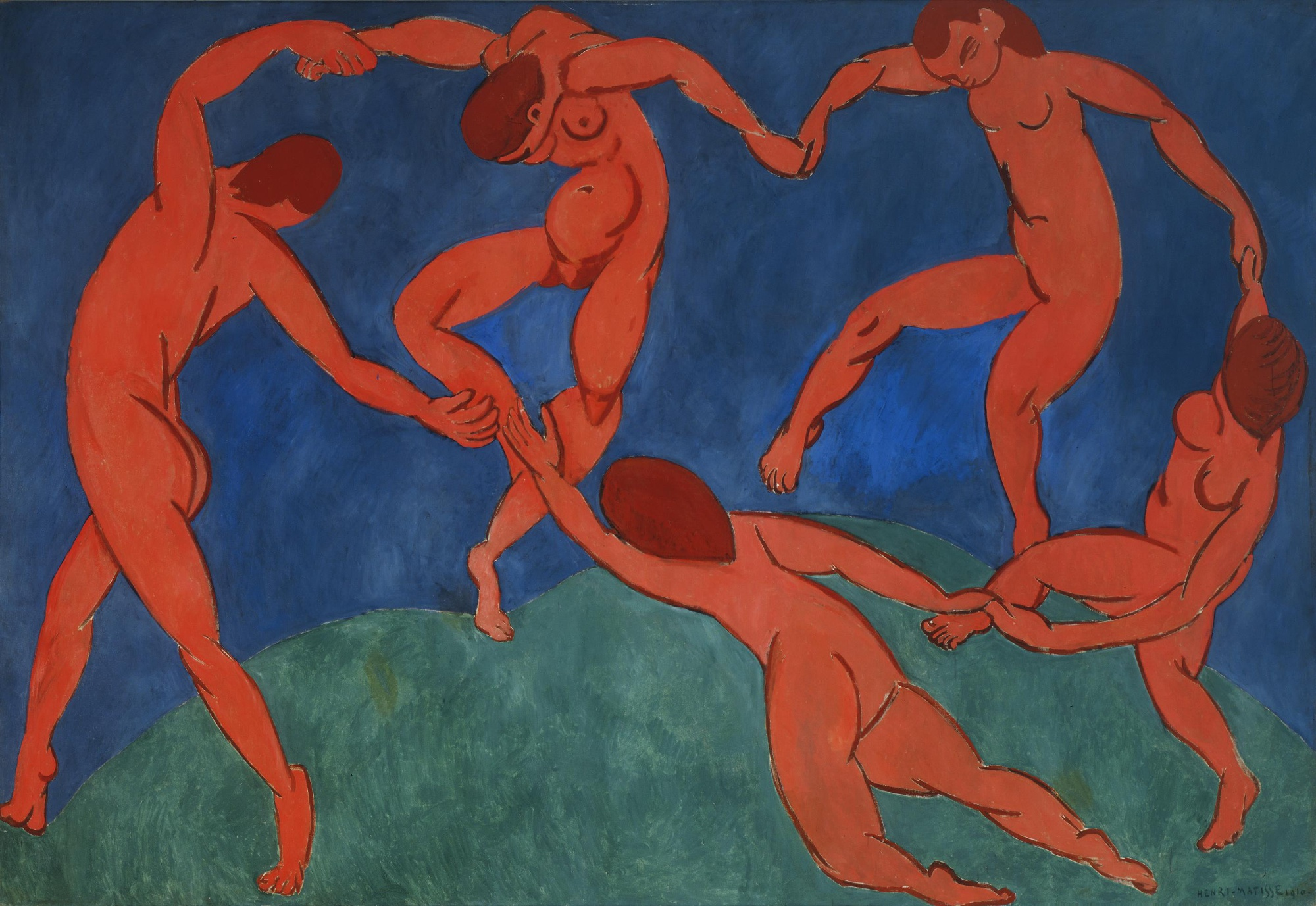
Henri Matisse: Der Tanz II, 1910

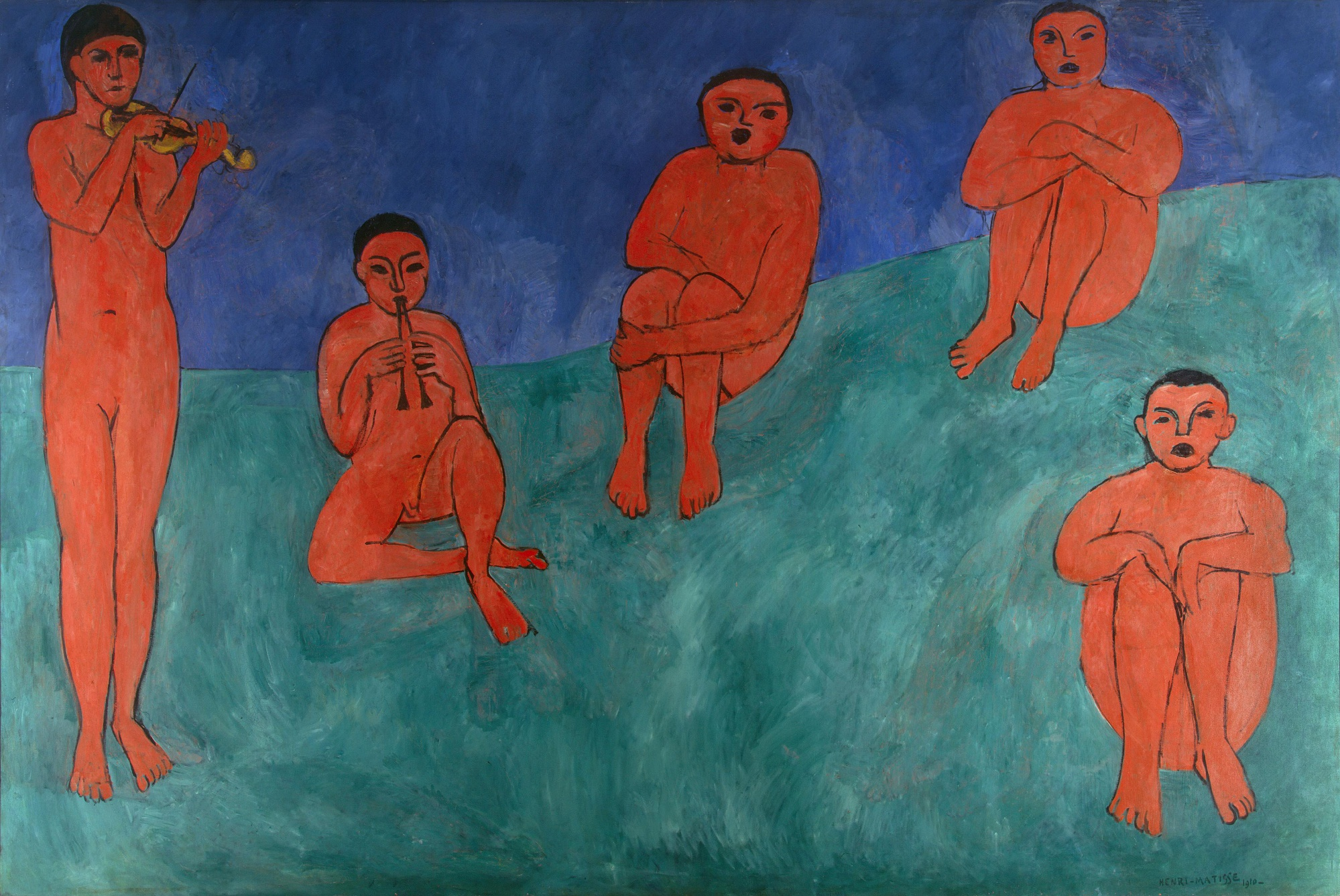
Henri Matisse: Die Musik, 1910

Im Jahr 1909 gab der russische Kunstmäzen Sergei Iwanowitsch Schtschukin zwei große Werke in Auftrag, La Danse (Der Tanz) und La Musique (Die Musik), die zum Schmuck des Treppenhauses seines Moskauer Domizils dienen sollten. Vom Tanz entstanden zwei Fassungen in unterschiedlichen Farbtönungen. Inspiriert hatte Matisse der provenzalische Rundtanz Farandole. Die jeweils aus fünf Körpern vor einem starkfarbigen Hintergrund bestehenden Bilder vermitteln Lebensfreude, der dekorative Stil verbindet sich mit der menschlichen Figur. Ihre Monumentalität folgt aus der Vereinfachung der malerischen Mittel: wenige Farben sind in großen homogenen Flächen aufgetragen, die Zeichnung wird zur reinen Linie, die die Formen bildet. Der Tanz gehört zu Matisse’ bekanntesten Werken.
Durch die Vereinfachung der Formen wird auch das Gemälde Blumenstrauß und Keramikteller (1911) bestimmt. Henri Matisse fasste in einem Interview für die Zeitung Utro Rossii (Утро России) am 27. Oktober 1911 während seines Aufenthalts in Moskau seine Eindrücke von russischen Ikonen sowie Objekten aus Emaille zusammen:

„Das ist das wahre Primitive, das ist authentische Volkskunst. Das ist die Urquelle der künstlerischen Suche. Der heutige Künstler sollte hier, in diesen Objekten der primitiven Kunst, seine Inspiration finden.“

Im Ersten Weltkrieg wird seine Farbskala dunkler, die Reduktion auf geometrische Formen in Anlehnung an den Kubismus erreichte 1914 mit dem Bild Ansicht von Notre Dame ihren Höhepunkt und setzte sich bis 1918 fort. Die Farbe Schwarz spielt in den Kriegsjahren eine große Rolle, ein Beispiel ist das Türfenster in Collioure, 1914.

### Nizza-Periode (1917–1929)

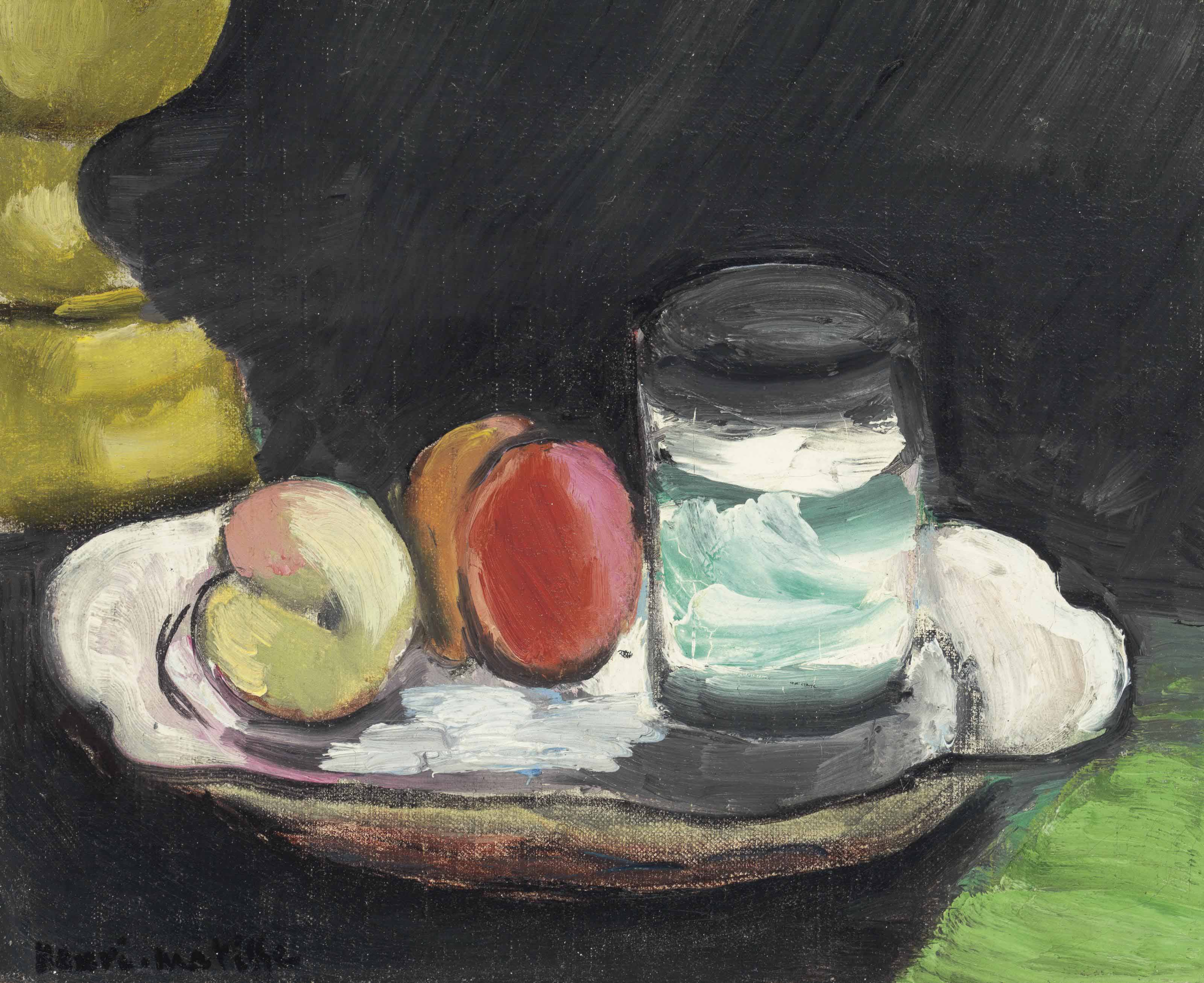
Henri Matisse: Stillleben, um 1918

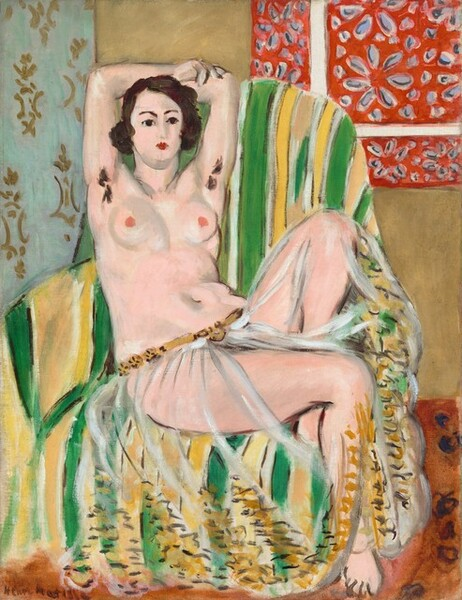
Henri Matisse: Odaliske mit erhobenen Armen, 1923

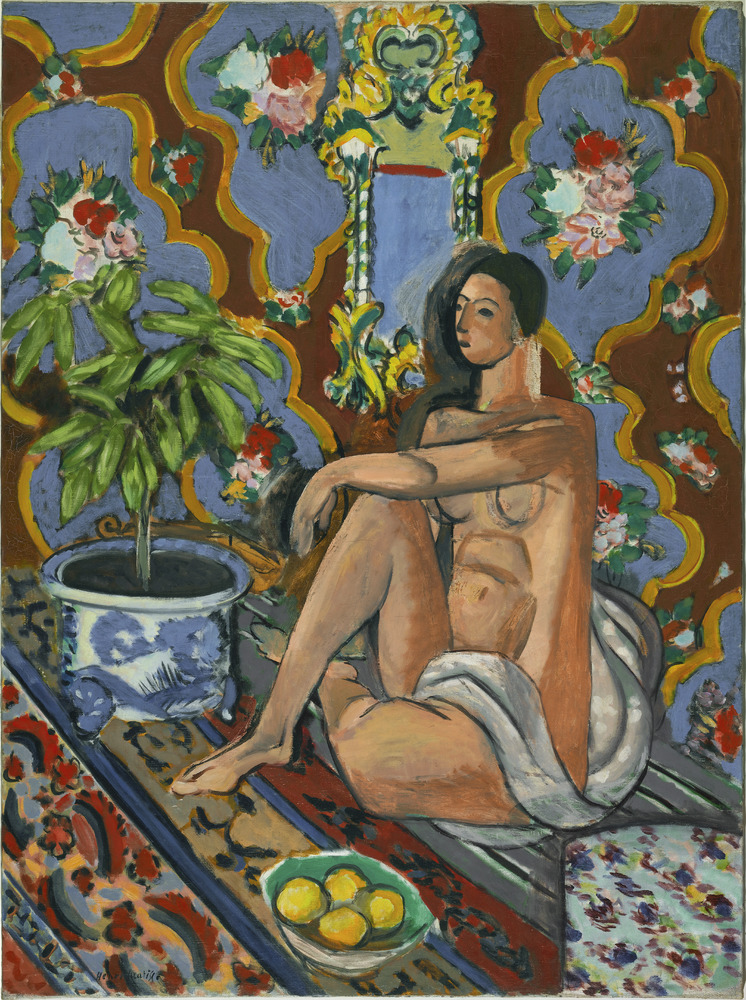
Henri Matisse: Dekorative Figur vor ornamentalem Hintergrund, 1925/26

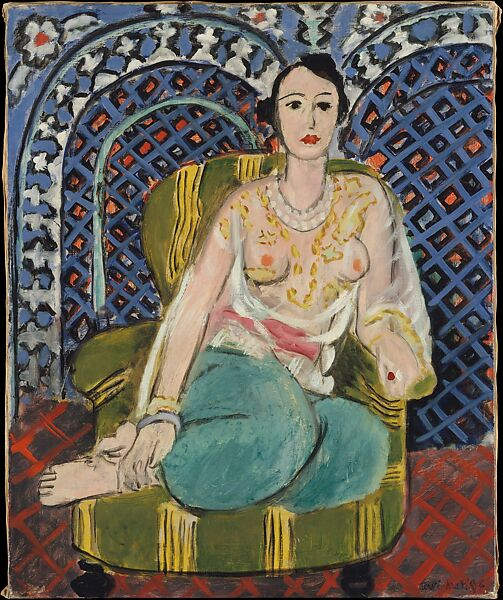
Henri Matisse: Sitzende Odaliske, 1926

Matisse widmete sich unter anderem dem Malen von Odalisken in verschiedenen Positionen. Auch Porträts, lichtdurchflutete Interieurs, Stillleben und Landschaften standen im Zentrum seines Darstellungsinteresses. Seine Werke wiesen mehr naturalistische Züge auf als jemals zuvor. Indem Matisse seine fantasievolle Vorstellung real gestaltete, bewies er damit seinen Glauben an die Malerei als „Quelle ungetrübter Freude“.
Die Liebe zur Farbe und zum Detail wird durch den oft außergewöhnlichen „ornamentalen Hintergrund“ deutlich. Das Gemälde Dekorative Figur vor ornamentalem Hintergrund (1925/26) weist besonders die emblematischen Attribute seiner Malerei auf: eine Frau, Blumen und bunte Stoffe im Hintergrund. Es zählt zu den bedeutendsten Werken der „Nizza-Periode“. Sein Modell war zu dieser Zeit Henriette Darricarrère.
In Nizza dekorierte er sein Atelier mit Stoffbahnen, Teppichen und Vorhängen. Der mit Blumen übersäte Stoff erscheint noch bei weiteren Werken, beispielsweise in  Odaliske mit erhobenen Armen (1923), Zwei Odalisken (1927/28) und Odaliske mit Lehnstuhl (1928).

### Periode erneuter Einfachheit (1929–1940)
Der Nizza-Periode folgte eine Periode erneuter Einfachheit. Matisse’ künstlerisches Streben konzentrierte sich auf die Harmonie zwischen der maximalen Entfaltungsmöglichkeit der Farbe und einer fortschreitenden Abstraktion der gegenständlichen Form.

Henri Matisse: Der Tanz, Wandbild 1931/1933, Musée d’art moderne de la Ville de Paris

Henri Matisse: Der Tanz, Wandbild 1932/1933, Barnes Foundation

Im Jahr 1929 reiste er in die USA und war dort Jurymitglied der 29. Carnegie International. Ein Jahr später reiste er nach Tahiti, New York und Baltimore, Maryland sowie nach Merion in Pennsylvania. Albert C. Barnes aus Merion, ein bedeutender Kunstsammler moderner Kunst, der bereits die größte Matisse-Sammlung Amerikas besaß, beauftragte den Künstler, ein großes Wandbild für die Kunstgalerie seines Wohnhauses anzufertigen. Matisse wählte ein Tanzthema, das ihn bereits seit seiner fauvistischen Phase eingenommen hatte. Das Wandbild Der Tanz existiert in drei Versionen aufgrund eines Irrtums in den Maßangaben; es wurde im Mai 1933 installiert und wird gegenwärtig bei der Barnes Foundation ausgestellt. Die ersten zwei Versionen befinden sich im Musée d’art moderne de la Ville de Paris. Die Komposition zeigt in ihrer Einfachheit tanzende Frauen in überaus starker Bewegung vor einem abstrakten, fast geometrischen Hintergrund. Bei den Vorarbeiten zum Wandbild wandte Matisse ein neues Verfahren an, indem er die Komposition aus ausgeschnittenen Teilen kolorierten Papiers zusammenfügte. Ab 1940 wurden die Scherenschnitte zu Matisse’ bevorzugtem Ausdrucksmittel, eine Technik, die er bis zum Lebensende beibehielt.

### Periode der Beschränkung auf das Wesentliche (1940–1954)

Henri Matisse: Jazz, 1947

Die Reduktion der Form bis hin zur Abstraktion führte Matisse zur Betonung des dynamischen Elements. Um 1943 wurde wegen seiner schweren Erkrankung der Scherenschnitt zu einem Hauptausdrucksmittel in der Arbeit des Künstlers; um 1948 schloss Matisse ganz mit der Malerei ab. Er ließ von Assistenten Papierbögen mit monochromer Gouachefarbe bemalen, aus denen er seine Figuren und freien Formen ausschneiden konnte (gouaches découpées). Matisse nannte diese Technik „mit der Schere zeichnen“. Sie bot die Möglichkeit, Linie und Farbe zu verbinden, und war daher die von ihm lange erstrebte Lösung seines Anliegens. In der Zeichnung konnte er einen Eindruck in wenigen Umrisslinien darstellen, wenn auch ohne Farbe. In der Malerei fehlte diese Spontanität. Wenn die Schere den Pinsel ersetzt und direkt in die Farbe einzeichnet, wird der Gegensatz von Farbe und Linie überwunden. Das Ergebnis – der Schnitt – ist schärfer als der gezeichnete Strich, hat also einen anderen Charakter.
Im Jahr 1947 wurde eine Folge von Scherenschnitten aus den Jahren 1943 bis 1944 als Künstlerbuch unter dem Titel Jazz veröffentlicht, die im Schablonendruck vervielfältigt worden waren. Der Titel spielt auf die Spontanität und Improvisation des Musikstils Jazz an. Zum Gebrauch der Linien schrieb Matisse in diesem Buch:

Henri Matisse: Blauer Akt II, 1952

Henri Matisse: The Snail, 1953

„Das Lot bestimmt die vertikale Richtung und bildet zusammen mit seiner Gegenspielerin, der Horizontalen, den Kompaß des Zeichners. […] Um diese angenommene Linie entwickelt sich die ‚Arabeske‘. Ich zog aus dem Gebrauch des Lots dauernden Nutzen. Die Vertikale ist in meinem Geist eingezeichnet, sie hilft mir, die Richtung meiner Linien genau zu bestimmen, und auch in meinen rasch hingeworfenene Zeichnungen ist keine Linie […] ohne Beziehung zur Vertikalen entstanden. – Meine Linien sind nicht verrückt.“

Hinzu kamen Entwürfe für Wandteppiche wie Polynesien – Der Himmel und Polynesien – Das Meer, 1946. Die Ausgestaltung einer Kapelle, der Rosenkranzkapelle (auch Chapelle Matisse genannt) in Vence, eingeweiht 1951, deren Glasfenster er ebenfalls in Scherenschnitten vorbereitet hatte, zeigt die erste Glasmalerei des Künstlers. Ein weiteres Beispiel ist die Serie Blauer Akt aus dem Jahr 1952; sie ist ausschließlich in Blau und Weiß gehalten und hat in ihrer Abstraktion eine skulpturale Wirkung.
Zu seinen bekannten Scherenschnitten gehört auch The Snail (Die Schnecke) aus dem Jahr 1953. Sie ist im Bestand der Tate Gallery of Modern Art in London.

## Das grafische Werk – Buchillustrationen
Matisse schuf Zeichnungen, Studien zu seinen Werken, in großer Anzahl. Sein Interesse an grafischen Arbeiten begann um 1900, als er probeweise anfing zu radieren. Das von seiner Tochter Marguerite Duthuit und seinem Enkel Claude Duthuit herausgegebene Werkverzeichnis der Druckgrafik beschreibt etwa 800 Arbeiten, wobei die zwischen 1908 und 1948 entstandenen rund 300 Radierungen und 300 Lithografien aus den Jahren 1906 bis 1952 den Schwerpunkt bilden. Außerdem schuf er 62 Werke in Aquatinta, 68 Monotypien, 70 Linolschnitte und aus der Frühzeit 1906/07 vier Holzschnitte. Im Gegensatz zu Picasso verzichtete Matisse auf die Erprobung neuer Materialien und Techniken. 1935 fertigte Matisse 26 ganzseitige Illustrationen für den Roman Ulysses von James Joyce an. Die Illustrationen basieren auf Themen der Odyssee von Homer.

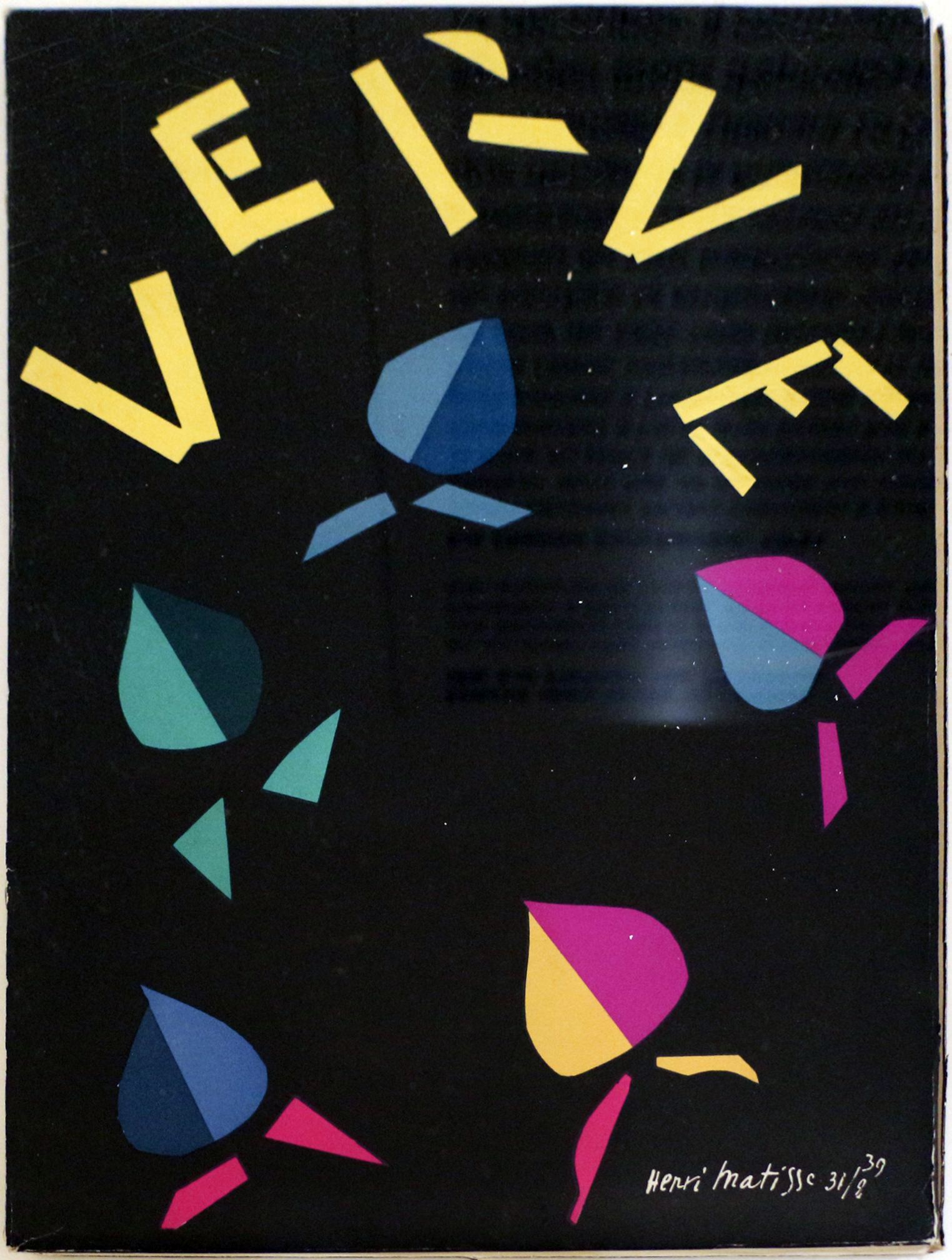
Umschlag von Verve Nr. 13, 1945

Für die Kunst- und Literaturzeitschrift Verve entwarf er ab 1937 einige Umschläge, Lithografien und verfasste Texte.
Nach Ausbruch des Zweiten Weltkriegs nahm Matisse’ grafische Arbeit einen größeren Raum ein, so entwarf er Illustrationen zu Henry de Montherlants Pasiphaé (1944), Pierre Reverdys Visages (1946), Mariana Alcaforados Lettres portugaises (1946), Charles Baudelaires Les Fleurs du Mal (1947), Pierre de Ronsards Florilège des Amours (1948) und Charles d’Orléans’ Poèmes (1950). Diese Bücher waren meistens mit schwarz-weißen Illustrationen ausgestattet; im Unterschied hierzu versah er sein bekanntes Künstlerbuch Jazz aus dem Jahr 1947, in dem er seine Reflexionen über die Kunst und das Leben niederschrieb, mit farbigen Illustrationen.

## Das plastische Werk

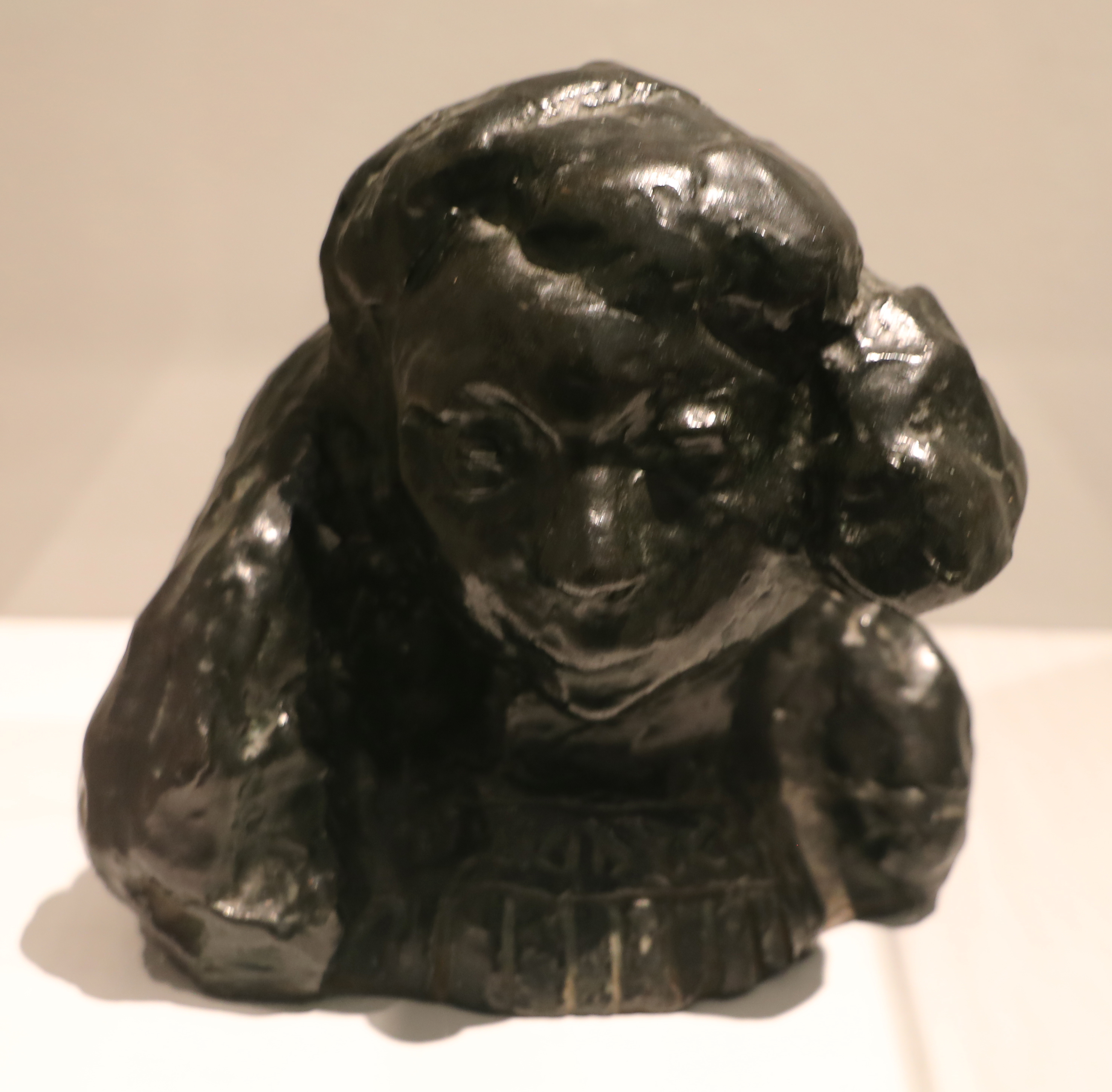
Henri Matisse: Kopf der Tochter Marguerite, 1906

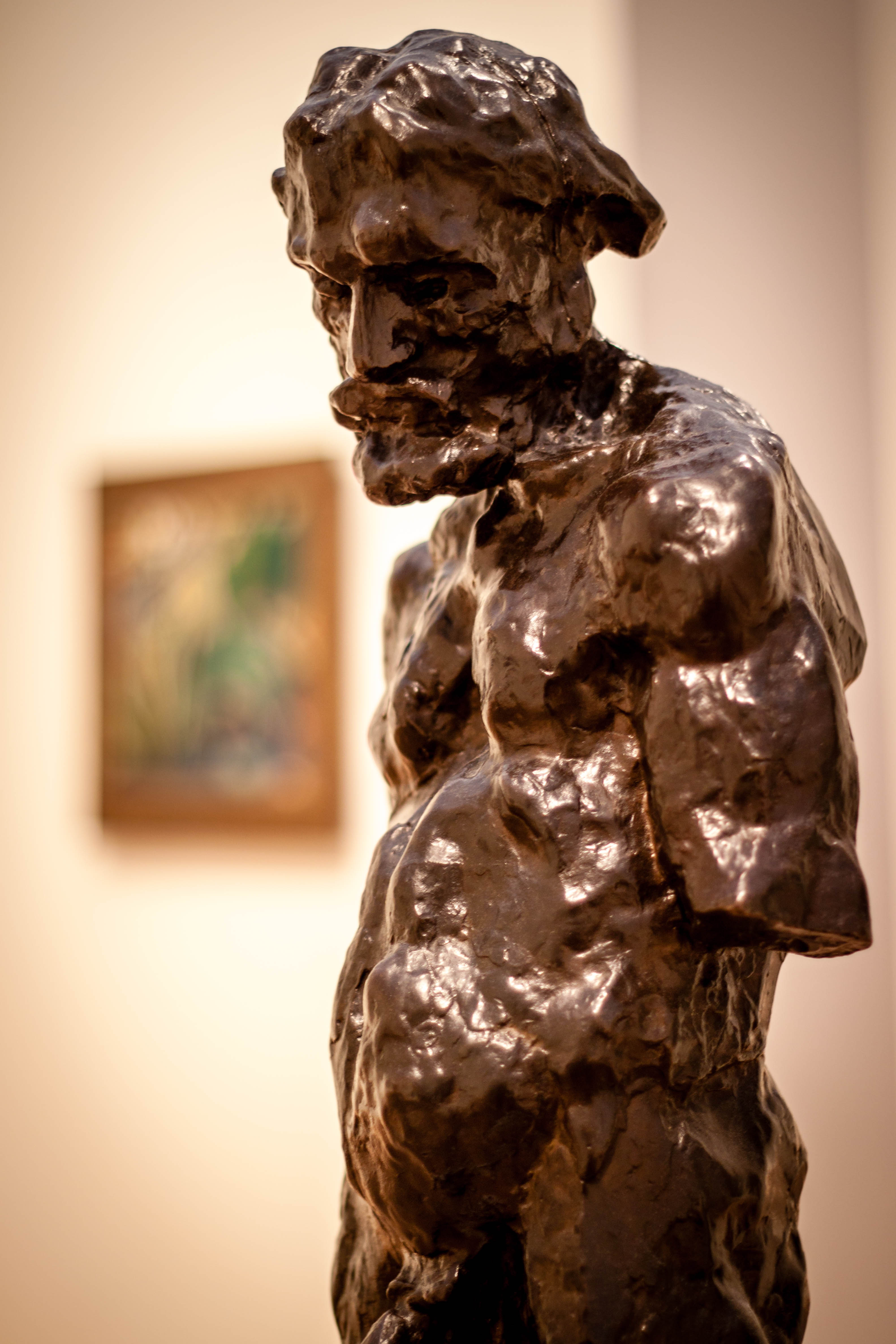
Henri Matisse: Le Serf (Der Knecht), 1900–1903

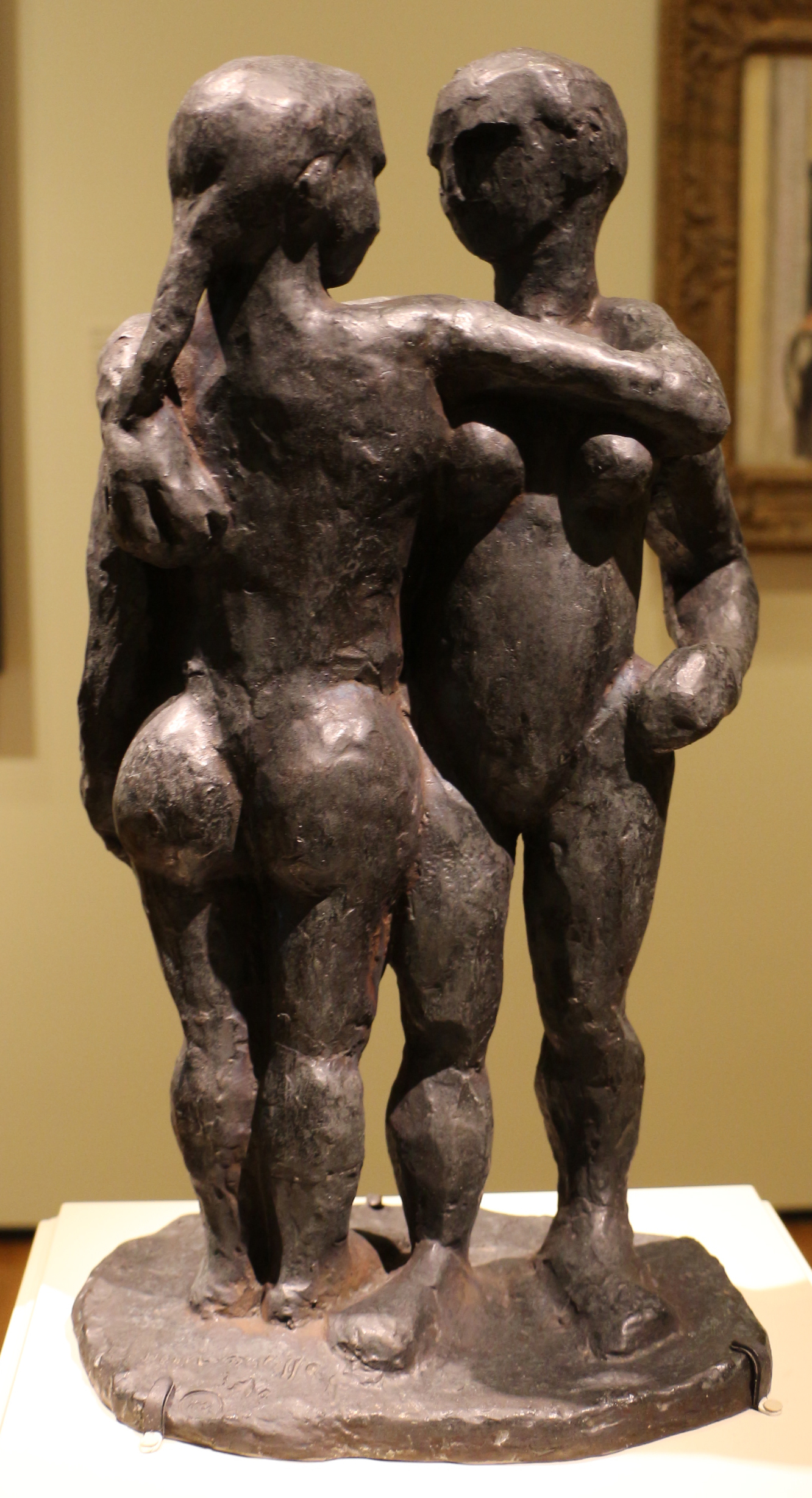
Henri Matisse: Zwei Frauen, 1908

Mehr als die Hälfte von Matisse’ Skulpturen entstanden in den Jahren zwischen 1900 und 1910. Er arbeitete oft in Serien, wobei er die Form über Jahre hinweg vereinfachte. Die erste dreidimensionale Arbeit von insgesamt 82, Jaguar, einen Hasen verschlingend, entstand während seiner bildhauerischen Studien ab dem Jahr 1899. Sie weist nicht nur auf den Einfluss von Auguste Rodin hin, sondern ebenfalls auf Antoine-Louis Barye, einen bekannten französischen Bildhauer, der für seine Tierskulpturen bekannt war. Matisse modellierte nach dessen Bronzeskulptur Jaguar dévorant un lièvre die Jaguar-Skulptur, an der er von 1899 bis 1901 arbeitete. Die Skulptur Der Knecht entstand wie das gleichnamige Gemälde im Jahr 1900 und wurde 1903 beendet. Als Modell diente ihm der Italiener Bevilaqua, der schon für Rodin in dessen Werk Johannes der Täufer (1878) und Gehender Mann (1900) Modell gestanden hatte. Matisse setzte oft Motive seiner Plastiken in Gemälde um oder umgekehrt. Die Größe seiner Skulpturen entsprachen nicht wie bei traditionellen Bildhauern der Lebensgröße, sondern sie wurden in kleinerem Format angelegt.

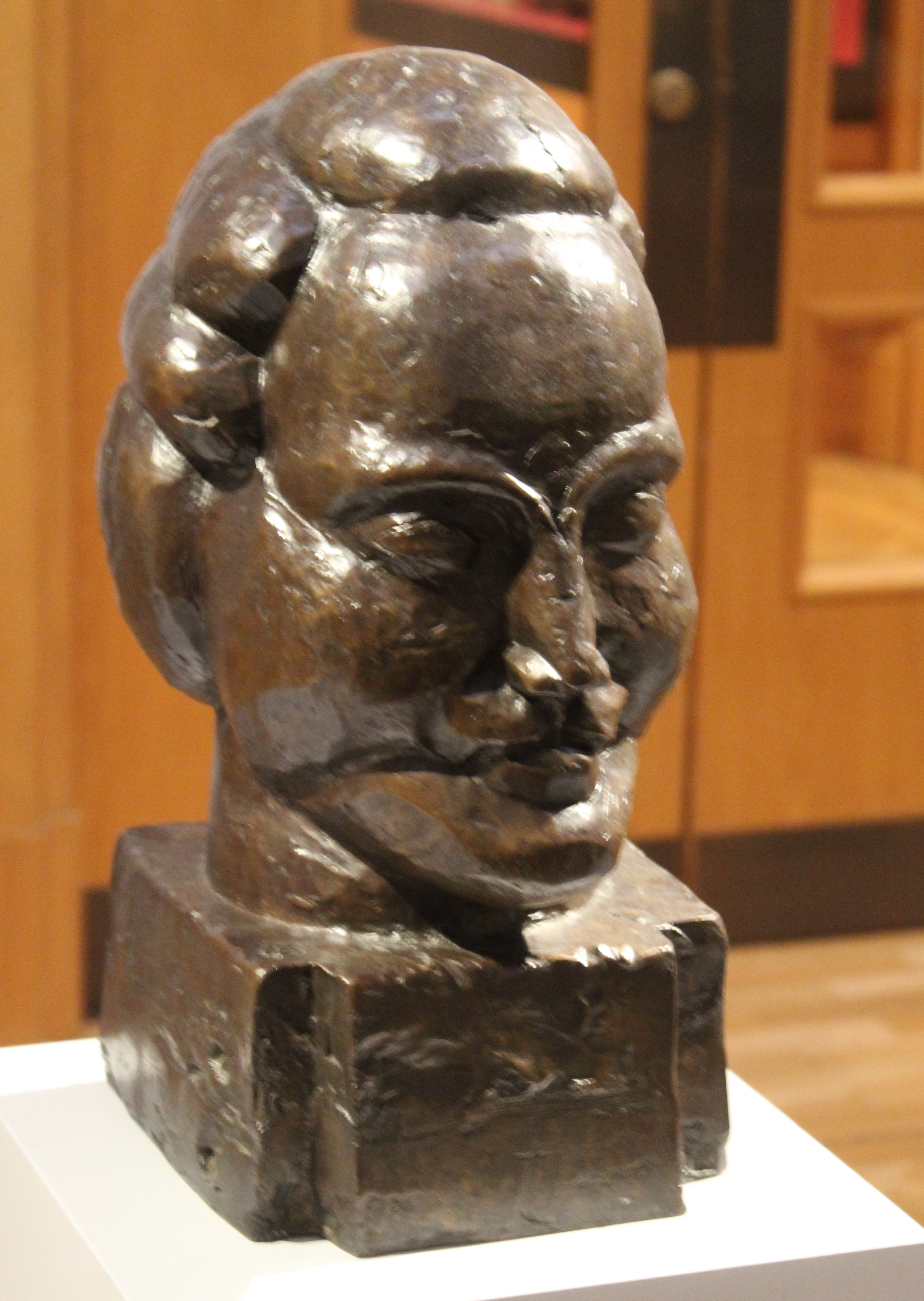
Henri Matisse: Henrietta III, 1929

Im Jahr 1907 begann seine Arbeit am Liegenden Akt, den er aus dem Gemälde Luxus, Stille und Begierde (1904–1905) weiter entwickelt hatte. Das Sujet sollte ihn 30 Jahre lang beschäftigen. Die Skulptur Zwei Frauen (Originaltitel Deux négresses) aus dem Jahr 1908 findet sich wieder auf seinem Stillleben von 1910, Bronze mit Früchten. Cézannes Gemälde, Die drei Badenden, 1899 erworben, diente Matisse zum Vorbild in Werken, die den Körper monumental abbilden, so wie beispielsweise in der Reliefserie der Rückenakte, die Matisse in den Jahren 1909 bis 1929 schuf. Die Inspiration zu der Serie Jeannette I – V von 1910 bis 1913 war ein früheres impressionistisches Gemälde, der Kopf der Jeanette wurde in den Fassungen mehr und mehr verfremdet. Jeanette V bildet eine Vorstufe zur körperlichen Abstraktion, die sich später, ab den 1930er-Jahren, in der Kunst ausbreitete. Die Anregungen durch die primitive Kunst schlugen sich nicht wie bei Picasso in seinen Gemälden nieder, sondern seine Transformationen blieben in dieser Hinsicht auf das plastische Werk beschränkt.
Fast alle seine Skulpturen bestanden aus einer Edition von zehn Exemplaren, mit einer Ausnahme: Der Kleine dünne Torso aus dem Jahr 1929 existiert nur in drei Exemplaren. Matisse benutzte als Gusstechnik das Sand- und das Wachsausschmelzverfahren. Die meisten seiner plastischen Werke wurden in späteren Jahren gegossen, als eine größere Zahl von Sammlern sich dafür interessierte. Die Rückenakte I – IV, die zu den wichtigsten Matisse-Skulpturen gehören, wurden erst nach Matisse’ Tod auf Veranlassung seiner Erben gegossen. In den 1990er-Jahren ließen die Erben die meisten Originalformen vernichten, um weitere Editionen zu verhindern.

## Kunsttheoretische Schriften
Unter den vier größten französischen Malern der ersten Hälfte des 20. Jahrhunderts – Matisse, Picasso, Derain und Braque – war Matisse der erste Theoretiker. Seine Schrift aus dem Jahr 1908, Notes d’un peintre (Notizen eines Malers), ging den publizierten Aussagen von Braque und Picasso mit zeitlichem Abstand voraus. Obwohl Braques frühestes Interview (1908) im Jahr 1910 veröffentlicht wurde, kamen seine Texte erst im Jahr 1917 heraus. Picassos erste theoretische Aussage, Picasso speaks, kam im Mai 1923 heraus.
In den Notizen eines Malers verdeutlichte Matisse die Hauptanliegen seiner Kunst: „Expression“ („Ausdruck und Aussage“), geistige Verarbeitung von Naturformen, Klarheit und Farbe. Ferner bekennt er in diesem Artikel seinen Glauben an die Kunst als Ausdruck der Persönlichkeit. Sie ist für ihn weder Darstellung einer „Imagination“ noch Mittler literarischer Vorstellungen, sondern er begründet sie auf der intuitiven Synthese von Natureindrücken. In dieser Schrift lautet eine zentrale, oft zitierte Passage:

„Ich träume von einer Kunst des Gleichgewichts, der Reinheit, der Ruhe, ohne beunruhigende und sich aufdrängende Gegenstände, von einer Kunst, die für jeden Geistesarbeiter, für den Geschäftsmann so gut wie für den Literaten, ein Beruhigungsmittel ist, eine Erholung für das Gehirn, so etwas wie ein guter Lehnstuhl, in dem man sich von physischen Anstrengungen erholen kann.“

Der zweite theoretische Text Notes d’un peintre sur son dessin (Notizen eines Malers über das Zeichnen) erschien im Jahr 1939 in Le Point. In den Jahren nach 1930 schuf er viele Strichzeichnungen, die mit Bleistift oder Feder ausgeführt wurden; die Federzeichnungen entstanden, wie Matisse definierte, „erst nach Hunderten von Zeichnungen, nach Versuchen, Erkenntnissen, und Formdefinitionen; dann zeichnete ich sie mit geschlossenen Augen.“

## Rezeption

### Zeugnisse von Zeitgenossen
Der um viele Jahre ältere Impressionist Auguste Renoir äußerte gegen Ende des Ersten Weltkriegs gegenüber Henri Matisse, als dieser ihn in Südfrankreich besuchte:

„Ich würde eigentlich gerne sagen, daß Sie kein wirklich guter Maler sind […] Aber da ist etwas, das mich daran hindert, Ihnen das zu sagen. Wenn Sie das Schwarz verwenden, bleibt es genau da auf der Leinwand. Mein ganzes Leben lang habe ich immer gesagt, daß man Schwarz nicht mehr benutzen kann, ohne ein Loch in die Leinwand zu machen. Es ist keine Farbe. Nun, Sie sprechen die Sprache der Farben. Und dennoch nehmen Sie Schwarz und schaffen es, daß es an Ort und Stelle bleibt. Obwohl mir das, was Sie machen, überhaupt nicht gefällt, und ich dazu neige, Ihnen zu sagen, daß Sie ein schlechter Maler sind, schätze ich, Sie sind wohl doch ein Maler.“

Der um sechs Jahre ältere Malerkollege Paul Signac kaufte im Jahr 1905 das von Matisse im Salon des Indépendants ausgestellte Bild Luxus, Stille und Begierde. Ein Jahr später mokierte sich der Neoimpressionist über Matisse’ im Salon ausgestelltes Werk Die Lebensfreude:

„Matisse, dessen Versuche ich bisher schätzte, scheint mir auf einen völlig falschen Weg geraten zu sein. Auf einem zweieinhalb Meter langen Bild hat er sonderbare Gestalten mit einer daumenstarken Linie umrissen. Dann hat er das Ganze mit glanzlosen, deutlich umgrenzten Farbtönen bedeckt, die, so rein sie sind, widerlich aussehen. Ah, diese hellrosa Töne. Das erinnert […] an den abscheulichsten ‚Cloisonismus‘ des seligen Anquetin und an die bunten Ladenschilder der Eisen- und Kurzwarenhändler.“

Gertrude Stein, Matisse’ Förderin, beschrieb sein Gemälde aus dem Jahr 1907 Blauer Akt (Erinnerung an Biskra) und seine Intention folgendermaßen:

„In diesem Bild führt Matisse zum erstenmal seine Absicht bewußt durch, die Linien des menschlichen Körpers zu verzeichnen, um dadurch den malerischen Wert der ungemischten Farben zu harmonisieren und zu vereinfachen, die er nur in Verbindung mit Weiß verwendete. Er benutzt diese systematisch verdrehte Zeichnung genau so, wie man in der Musik Dissonanzen, in der Küche Essig oder Zitrone benutzt […].“

Albert Weisgerber, Hans Purrmann und Henri Matisse in München, 1910

Matisse’ Schüler und Freund, der deutsche Maler Hans Purrmann, organisierte im Jahr 1908 eine Ausstellung in Berlin in der Galerie von Paul Cassirer. Die Ausstellung stieß auf Kritik. Bei einem gemeinsamen Treffen mit Max Liebermann in der Galerie fürchtete dieser beim Anblick der Bilder „der Jugend Verderben“ und beschäftigte sich lieber mit seinem Dackel. „Pfefferkuchen-Malerei“ und „Tapete“ lauteten die Schlagworte jener Zeit über Matisse’ Malerei. Wenige Jahre vor Matisse’ Tod äußerte sich Purrmann über dessen späte Lebensumstände:

„[…] In geruhsamer, fast tragisch-mönchischer Einsamkeit verläuft sein Leben. Selbst über Mangel an Freunden hörte ich ihn klagen. Ihm fehlt die Unruhe, die anderen Menschen anhaftet, und doch ist er innerlich beständig im Kampf mit sich selbst. Einmal fand ich ihn beim Abschreiben von Gedichten in Zierschrift. Ich nahm an, er wolle die Gedichte illustrieren – nein. Er tat es, wie sein Geistlicher sein Brevier liest.“

Picasso drückte sehr häufig seine Wertschätzung gegenüber Matisse aus. Unter den vielen Äußerungen Picassos lässt die unten aufgeführte jedoch am deutlichsten erkennen, wie sehr Picasso das Werk Matisse’ erkannte:

„Matisse hat so gute Lungen. Ich meine die Art, wie er die Farbe anwendet. Wenn du in Matisses Werk drei Töne findest, die nahe beieinanderliegen — sagen wir ein Grün, ein Violett und ein Türkis —, dann beschwört ihre Verbindung eine andere Farbe herauf, die man die Farbe nennen könnte. Das nennt man die Sprache der Farben. […] Die Tatsache, daß sich auf einem meiner Bilder ein gewisser roter Fleck befindet ist nicht das Wesentliche des Bildes. Das Bild wurde unabhängig davon gemalt. Du könntest das Rot wegnehmen, und es wäre immer noch das Bild da. Aber bei Matisse ist es undenkbar, daß man einen Fleck Rot […] unterdrückt, ohne daß das Bild sofort in sich zusammenstürzt.“

### Beziehung zu Picasso

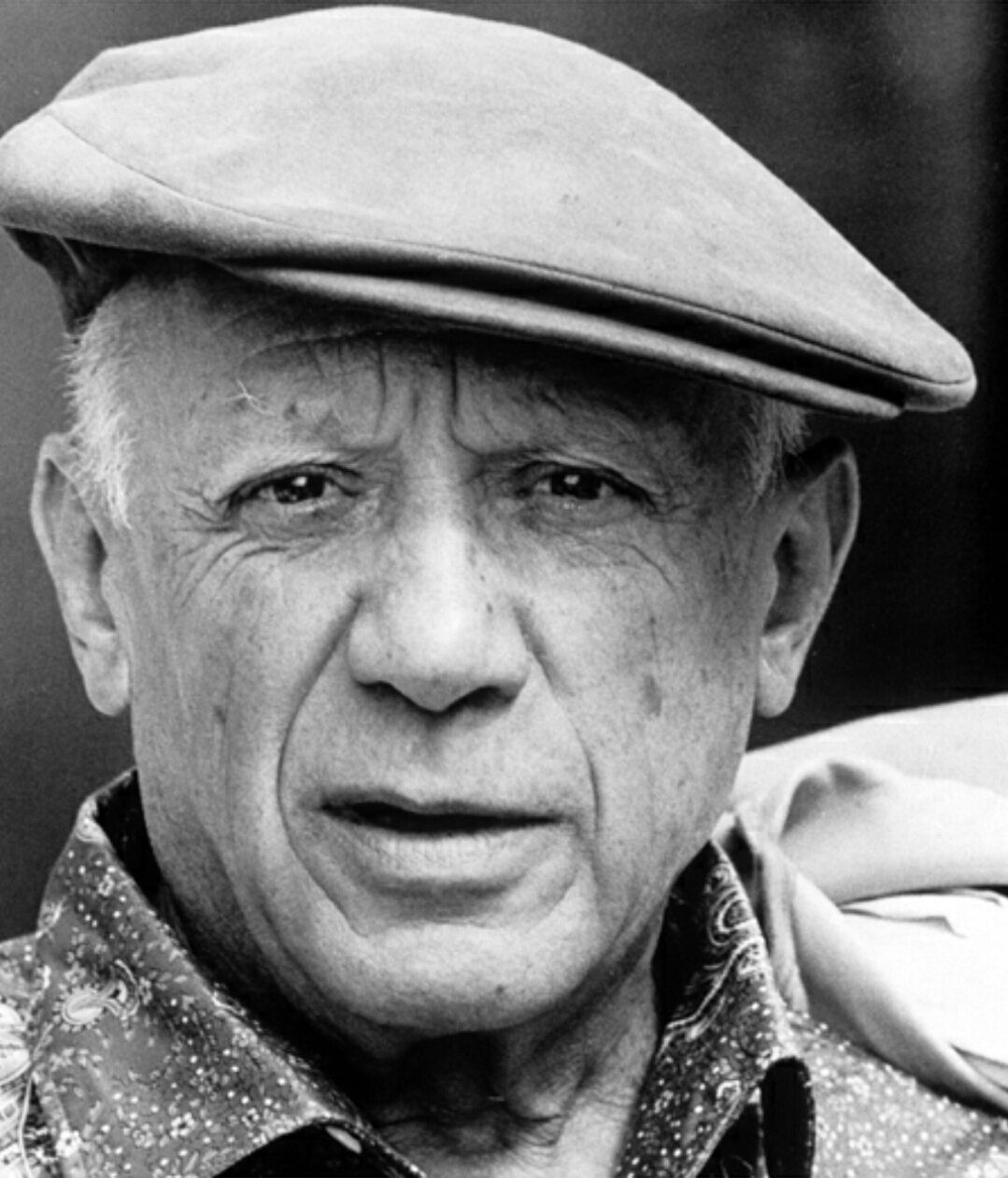
Pablo Picasso im Jahr 1962

Matisse war der einzige zeitgenössische Künstler, den Picasso als ebenbürtig ansah. Kein anderer zeitgenössischer Künstler hatte ihm, trotz ihrer gegensätzlichen künstlerischen Ausrichtung, so viel bedeutet wie Matisse. Während ihrer Treffen herrschte ein reger Austausch. „Wir müssen uns soviel miteinander unterhalten, wie wir können“, sagte Matisse Ende der 1940er-Jahre zu Picasso und fügte hinzu: „Wenn einer von uns stirbt, wird es einige Dinge geben, über die der andere mit niemandem sonst sprechen kann.“
Picasso, der auch bisweilen grausame Beleidigungen vom Stapel ließ, gestattete niemals einem anderen, an Matisse Kritik zu üben. Es gibt viele Beweise dafür, und eines der besten unter den zahlreichen Zeugnissen stammt von Christian Zervos. Matisse und Picasso verbrachten mit mehreren anderen einen Nachmittag in der Coupole. Matisse verließ für einen Augenblick die Runde. Als jemand fragte, wo er abgeblieben sei, antwortete Picasso, er sitze sicher auf seinem Lorbeerkranz. Die meisten der Anwesenden begannen, weil sie bei Picasso Anklang suchten, über Matisse herzufallen. Picasso wurde wütend und schrie: „Ich dulde nicht, daß ihr etwas gegen Matisse sagt, er ist unser größter Maler.“
So würdigten sich die beiden gegenseitig. Picasso äußerte: „Im Grunde gibt es nichts als Matisse.“ „Nur Picasso kann sich alles erlauben. Er kann alles verwirren. Entstellen, verstümmeln, zerstückeln. Er ist immer, er bleibt immer im Recht“, sagte Matisse. „Deshalb allein zum Beispiel ist Matisse Matisse: weil er die Sonne im Leib hat“, sagte Picasso.
Die respektvolle und von einer schöpferischen Rivalität geprägte künstlerische Beziehung zwischen diesen beiden Maßstäbe setzenden Künstlern des 20. Jahrhunderts wird von Françoise Gilot in ihrem Buch Matisse und Picasso – Eine Künstlerfreundschaft ausführlich hervorgehoben.
Ihre Gegensätzlichkeit zeigte sich in den grundlegenden Fragen nach dem Charakter des Bildes und nach dem Sinn der Kunst. Picasso wollte das dissonante, Matisse das harmonische Bild. Ihre Gegensätze treten in den folgenden Zitaten scharf hervor: „Die Malerei ist nicht dazu da, Wohnungen zu schmücken. Sie ist eine Angriffs- und Verteidigungswaffe“, sagte Picasso 1945 in einem Interview in „Lettres Françaises“. „Ein Gemälde an der Wand sollte wie ein Blumenstrauß im Zimmer sein“, äußerte Matisse sich wenige Monate später in derselben Zeitschrift.
Andererseits stellt das Werk Cézannes das beide verbindende Element dar. Picasso hatte wie Matisse dessen Gemälde studiert und äußerte später gegenüber dem Fotografen Brassaï: „Cézanne! Er war unser aller Vater!“ Matisse studierte unter anderem Cézannes Briefe und er hatte mit ihm den Forscherinstinkt gemein, der danach strebt, ein voll und ganz „realisiertes“ Bild hervorzubringen (siehe hierzu → réalisation bei Cézanne). Dieses Suchen und Forschen, das die Schriften von Matisse wie ein roter Faden durchzieht, findet sich ganz ausgeprägt bei Cézanne.

### Matisse’ Widerstand gegen die abstrakte Malerei
Mit nicht nachlassender Vehemenz verurteilte Matisse im Gespräch mit Marie Raymond 1953 die abstrakte Malerei. „Begriffe wie nicht gegenständlich oder abstrakt sind nichts anderes als ein Schutzschild, um einen Mangel zu verbergen.“ Und fügt hinzu: „Schreiben sie es nur genauso, wie ich es Ihnen sage: Matisse ist gegen die abstrakte Kunst. Picasso denkt genau wie ich: alle, die ein Werk geschaffen haben, denken wie ich.“
Auf die Frage Marie Raymonds, ob denn nicht sein Spätwerk eine gewisse Annäherung an die Experimente der Abstrakten aufweist, erwiderte Matisse, dass Kunst schon immer abstrakt war und dass er, wenn er jünger wäre, eine Kampagne gegen die abstrakte Kunst beginnen würde.
An anderer Stelle hob er zur Begründung seiner Ablehnung der abstrakten Malerei hervor, dass diese die Abstraktion nur imitiere.

### Einfluss auf den Abstrakten Expressionismus in den USA

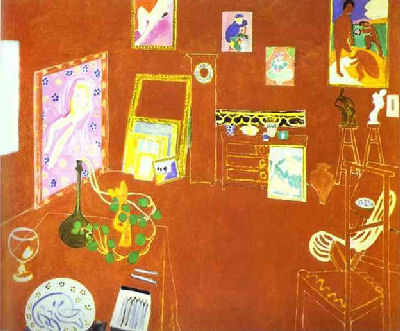
Henri Matisse: Red Studio, 1911

Nachdem Mark Rothko, ein Vertreter des Abstrakten Expressionismus, Ende der 1940er-Jahre im New Yorker Museum of Modern Art Matisse’ Red Studio (Das rote Atelier, 1911) gesehen hatte, war er vom Schaffen des französischen Künstlers sehr beeindruckt, und es beeinflusste wesentlich sein eigenes Werk. Wie Rothko einmal erzählte, habe er „Stunden um Stunden“ vor dem Gemälde sitzend verbracht. Im Todesjahr von Matisse, 1954, malte Rothko Homage to Matisse; dieses Werk erzielte im November 2005 bei einer Auktion über 22 Millionen Dollar.
Die amerikanischen Maler des Abstrakten Expressionismus wie Robert Motherwell, Sam Francis sowie Frank Stella und der Farbfeldmaler Ellsworth Kelly sind ebenfalls vom Werk Matisse’ beeinflusst worden.

### Matisse und seine Modelle
Über Leben und Arbeit von Matisse gibt es zahlreiche Vorurteile – zum Beispiel, dass er mit seinen weiblichen Modellen Affären gehabt haben soll. Hilary Spurling, die britische Matisse-Biografin, hat diese Vermutung ins Reich der Legende verwiesen. Sie schreibt, dass sich aus Briefen, Tagebucheinträgen und Berichten seiner Weggefährten ein anderes Bild ergäbe: „Sie alle beschrieben ein System mönchischer Strenge und Disziplin, und alle waren von Matisse’ unmenschlicher Norm der Selbstkasteiung bis an die Grenzen des Erträglichen getrieben worden“. Spurling hat mit allen noch lebenden Modellen ausführliche Gespräche geführt.

### Filme über Matisse
Der Schriftsteller Louis Aragon hatte Henri Matisse im Winter des Jahres 1941 kennengelernt, als er mit Elsa Triolet aus dem besetzten Teil Frankreichs nach Nizza geflohen war, um dort die gemeinsame Arbeit in der Résistance fortzusetzen. Es entstand eine tiefe Freundschaft, aus der heraus Aragons Buch über Matisse, Henri Matisse, roman entstand, das jedoch erst kurz nach Elsas Tod im Jahr 1971 vollendet werden konnte. Aragons Werk bildete mit der Mischung aus Autobiografie und Kunstkritik sowie Aufsätzen und Gedichten die Vorlage für den Filmemacher Richard Dindo, der bereits Dokumentarfilme, unter anderem über Max Frisch und Arthur Rimbaud, gedreht hatte. Dindo schildert in dem 52-minütigen Farbfilm Aragon, le roman de Matisse die Rückkehr an die Orte, wo Matisse gewohnt hatte. Eine gelungene Montage verdichtet Bilder und Töne zu einer filmischen Lektüre von Gemälden, Buch und authentischen Schauplätzen. Produktion: Lea Produktion, Zürich 2003, Regie Richard Dindo.
Ferner wurden Filme gedreht, die als Videofilme erhältlich sind und von verschiedenen Fernsehsendern ausgestrahlt wurden: Gero von Boehm drehte Henri Matisse – die Jahre in Nizza, Fernsehmitschnitt: ARD, 4. Oktober 1988. Die amerikanische Dokumentation An Essay on Matisse von Perry Wolff aus dem Jahr 1996 wurde für einen Oscar nominiert. Matisse – Picasso, eine unwahrscheinliche Freundschaft von Philippe Kohly aus dem Jahr 2002 ist ein französischer Filmbericht, Fernsehmitschnitt: 3sat, 20. Juli 2003. Henri Matisse – eine filmische Reise (OT: Henri Matisse – un voyage en peinture), ein Filmporträt, wurde von Heinz Peter Schwerfel bearbeitet, Deutschland/Frankreich 2005, Fernsehmitschnitt: Arte, 10. Dezember 2005.
Der halbstündige Fernsehfilm Matisse & Picasso: A Gentle Rivalry entstand im Jahr 2001; er befasst sich mit den Porträts der zwei „Giganten“ in der Kunst des 20. Jahrhunderts. Er zeigt unter anderem selten veröffentlichte Fotografien ihrer Gemälde und Skulpturen sowie Fotos und Filme der beiden Künstler aus Archiven, die sie bei der Arbeit zeigen. Geneviève Bujold ist die Stimme von Françoise Gilot, Robert Clary ist Matisse und Miguel Ferrer Picasso. Die mit einem nationalen Emmy ausgestattete Produktion stammt von KERA-Dallas/Fort Worth/Denton in Zusammenarbeit mit dem Kimbell Art Museum, Fort Worth, Texas.
In dem Film Midnight in Paris von Woody Allen aus dem Jahr 2011 wurde Matisse von Yves-Antoine Spoto dargestellt.

### Matisse auf dem Kunstmarkt

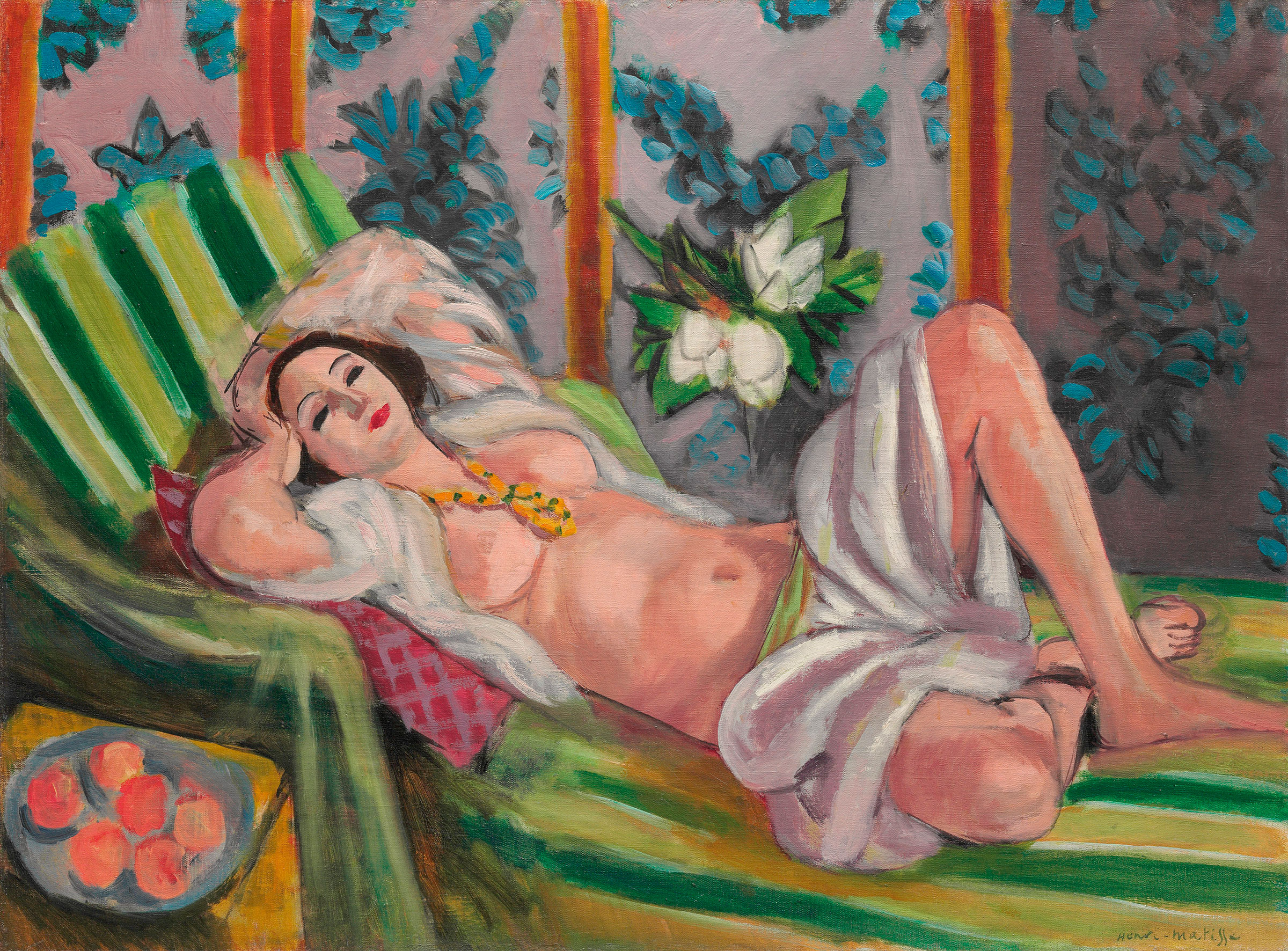
Henri Matisse: Odalisque couchée aux magnolias, 1923

Matisse’ Werke erzielen oft Spitzenpreise bei Auktionen. Beispiele aus den letzten Jahren sind das Gemälde L'Espagnole (1922), das 2007 bei Sotheby’s in New York City für 10,121 Millionen Dollar versteigert wurde sowie das Gemälde aus dem Jahr 1911, Les coucous, tapis bleu et rose, das im Februar 2009 auf der Versteigerung der Kunstsammlung des Modeschöpfers Yves Saint Laurent durch Christie’s in Paris 35.905.000 Euro erzielte. Unter den aktuell zwölf teuersten Gemälden der Welt sind seine Werke im Gegensatz zu Arbeiten Picassos jedoch nicht zu finden. Sein Bronzerelief, Nu de dos 4 état, wurde bei Christie’s am 3. November 2010 versteigert, die Gagosian Gallery, New York, erwarb es für mehr als 48 Millionen Dollar (umgerechnet gut 43 Millionen Euro). Sein Gemälde Odalisque couchée aux magnolias (1923) erbrachte den Rekord für ein Matisse-Werk: Christie’s versteigerte es am 8. Mai 2018 für 80.750 Millionen Dollar.

### Frauenbildnis beim Schwabinger Kunstfund entdeckt

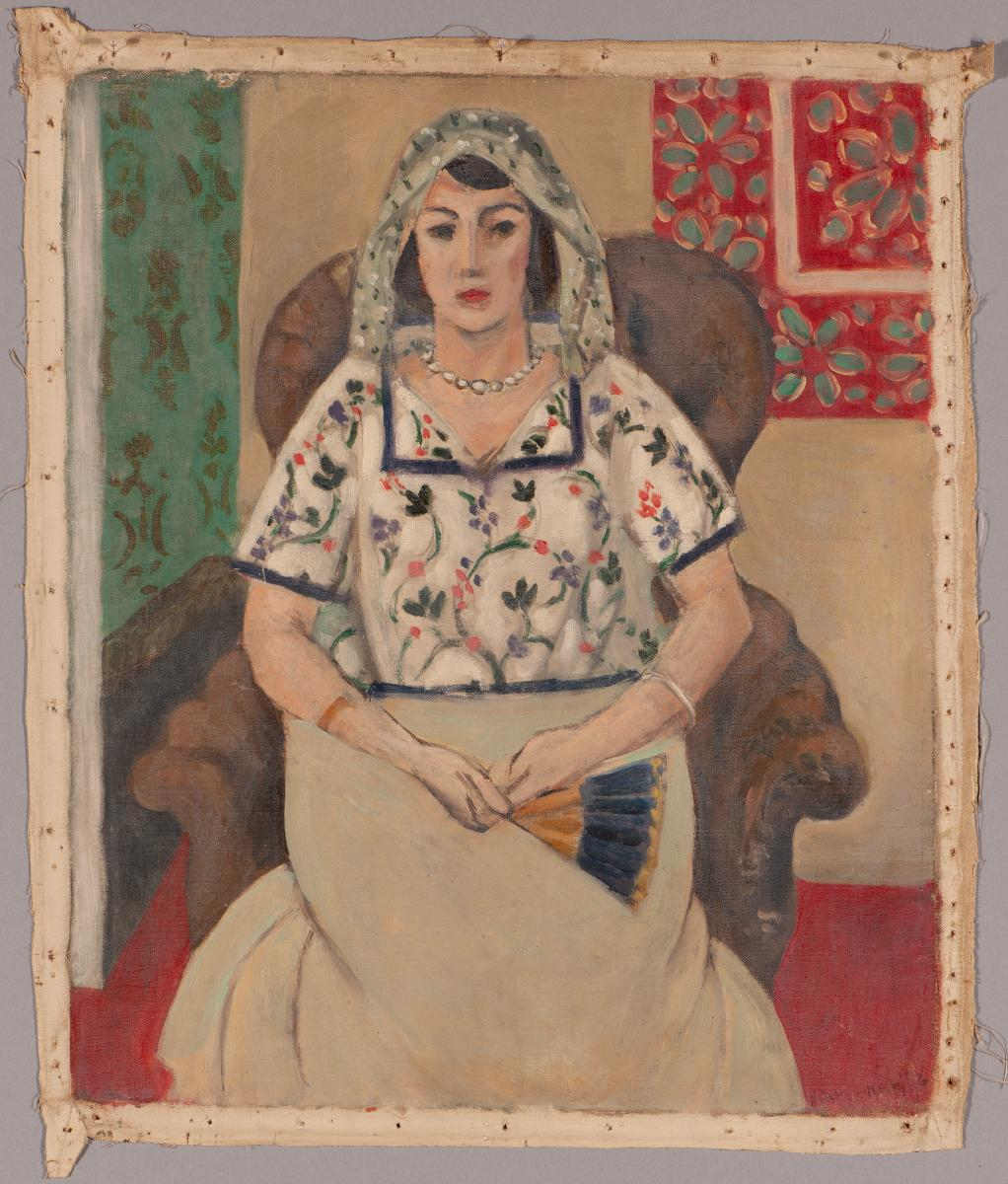
Henri Matisse: Frau im Sessel sitzend, 1921

In einer Pressekonferenz zum Schwabinger Kunstfund am 5. November 2013 wurde ein Matisse zugeschriebenes Porträt einer sitzenden Frau gezeigt, entstanden 1921, das 1942 durch den Einsatzstab Reichsleiter Rosenberg aus dem Banktresor des Kunsthändlers Paul Rosenberg in Libourne beschlagnahmt worden war. Beim Schwabinger Kunstfund handelt es sich um die Entdeckung von 1280 Kunstwerken in der Münchner Wohnung von Cornelius Gurlitt am 28. Februar 2012. Zu den dort gefundenen und teils unbekannten Werken gehören neben Matisse’ Porträt unter anderem Arbeiten von Marc Chagall, Otto Dix, Max Liebermann, Franz Marc oder Pablo Picasso.

### Matisse in Alltag und Wissenschaft, Ehrungen

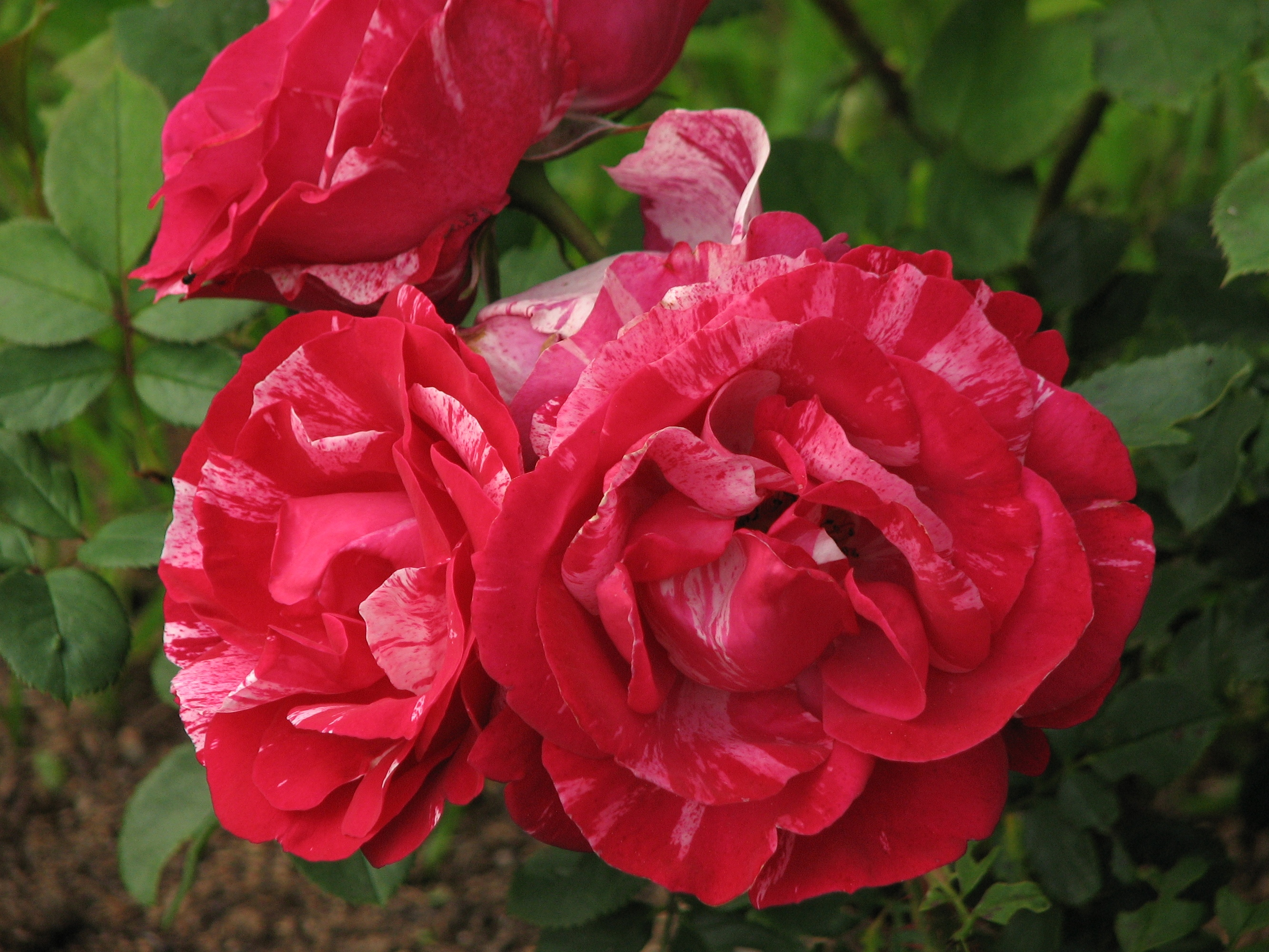
Von Georges Delbard 1993 gezüchtete Rose namens Henri Matisse

Die Werke des Künstlers sind in der Gegenwart so beliebt, dass sowohl viele Poster mit Abbildungen seiner Werke angeboten werden als auch Puzzles, beispielsweise das 1000-teilige Puzzle mit dem Werk Der Tanz. Der Autohersteller Citroën stellt nicht nur ein Auto mit dem Namen seines Freundes und Antipoden Picasso her, sondern seit dem Jahr 2006 auch den C Matisse. Matisse’ Name ist ebenfalls in der Musikszene vertreten: Im Jahr 1999 nannte sich eine alternative griechische Rockband in Athen Matisse, und in Troisdorf gibt es eine Musikkneipe gleichen Namens. 1993 wurde eine Rose gezüchtet, die seinen Namen erhielt. Straßen und Plätze in Frankreich wurden nach Matisse benannt.

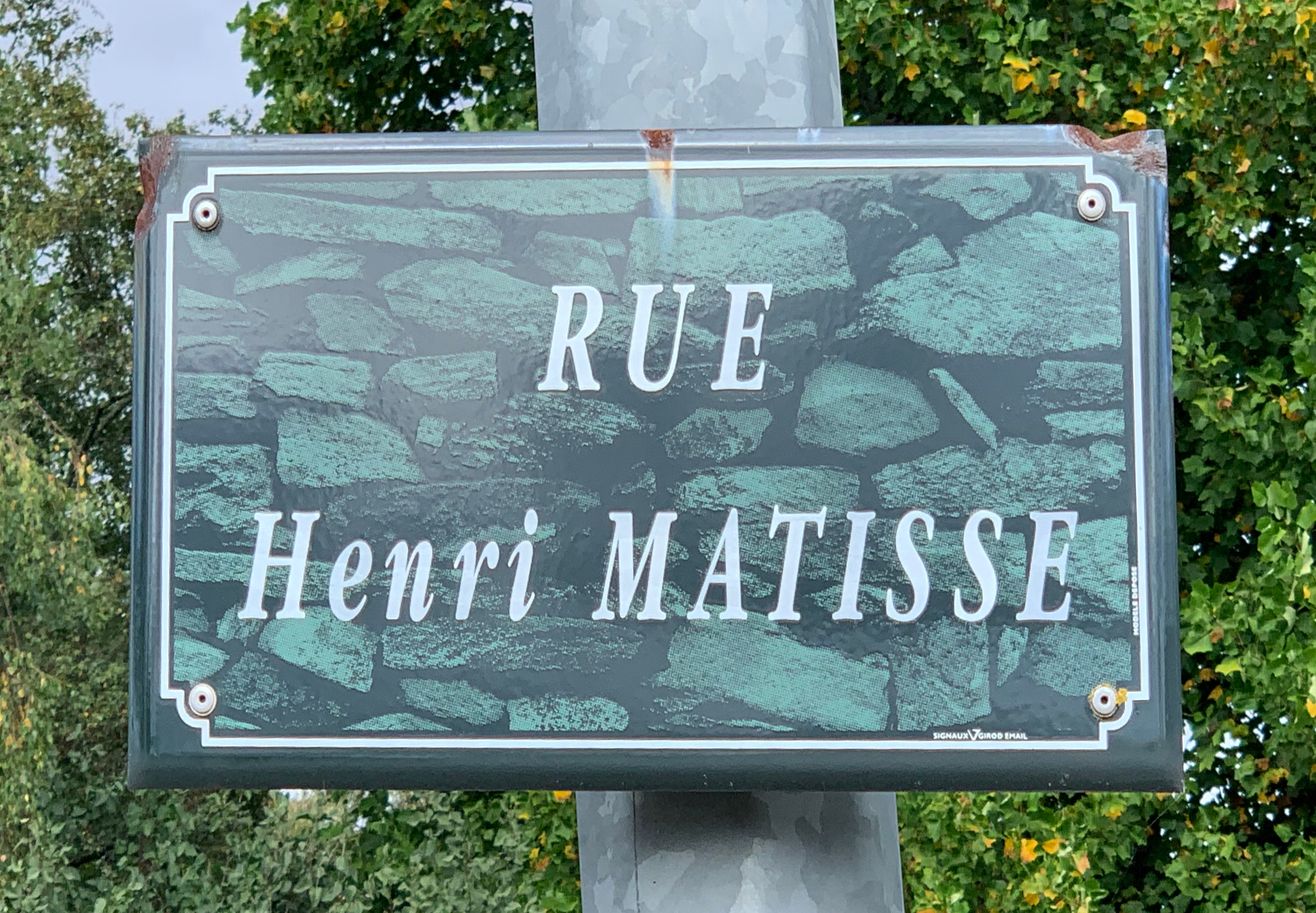
Rue Henri Matisse, Belley
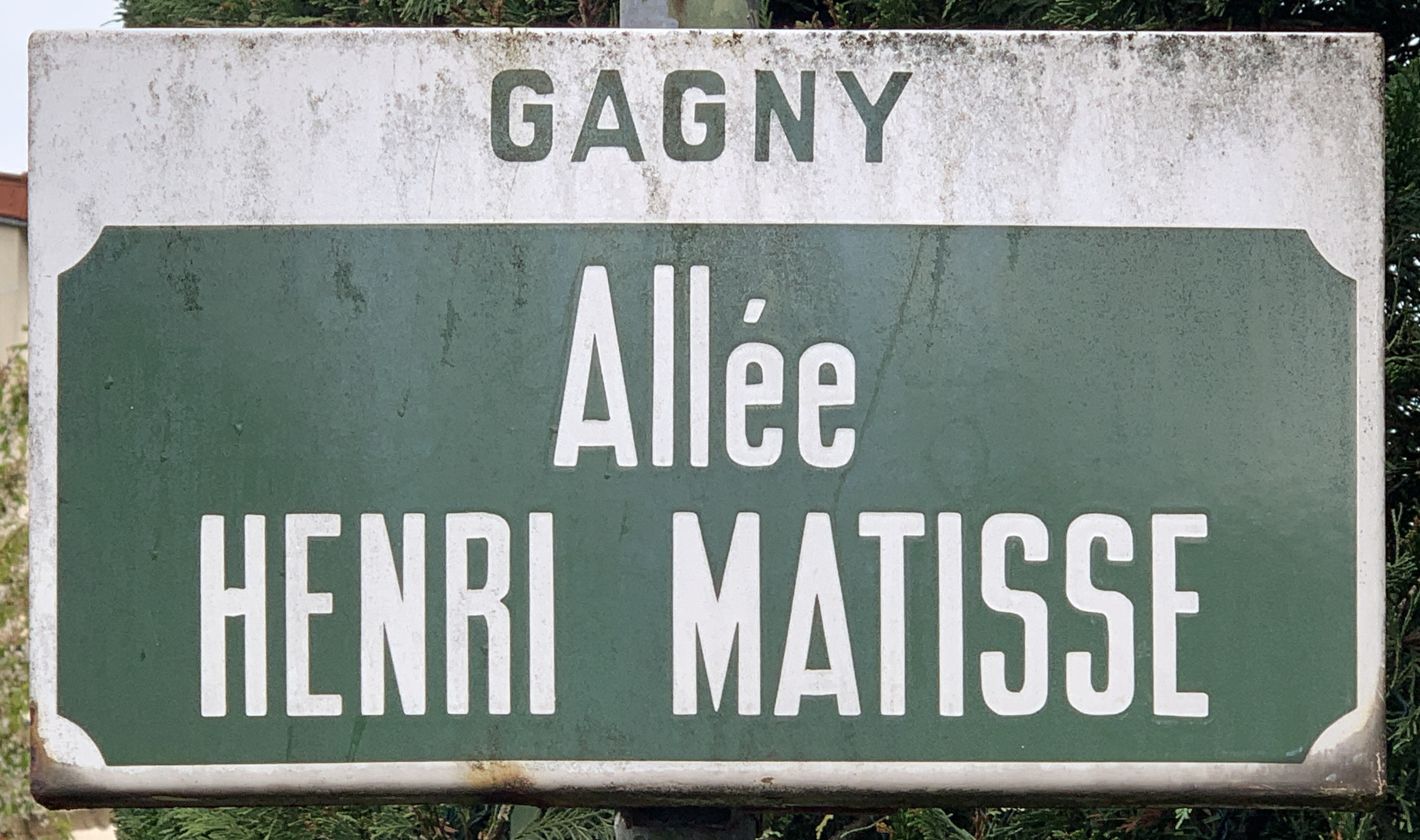
Allée Henri Matisse, Gagny
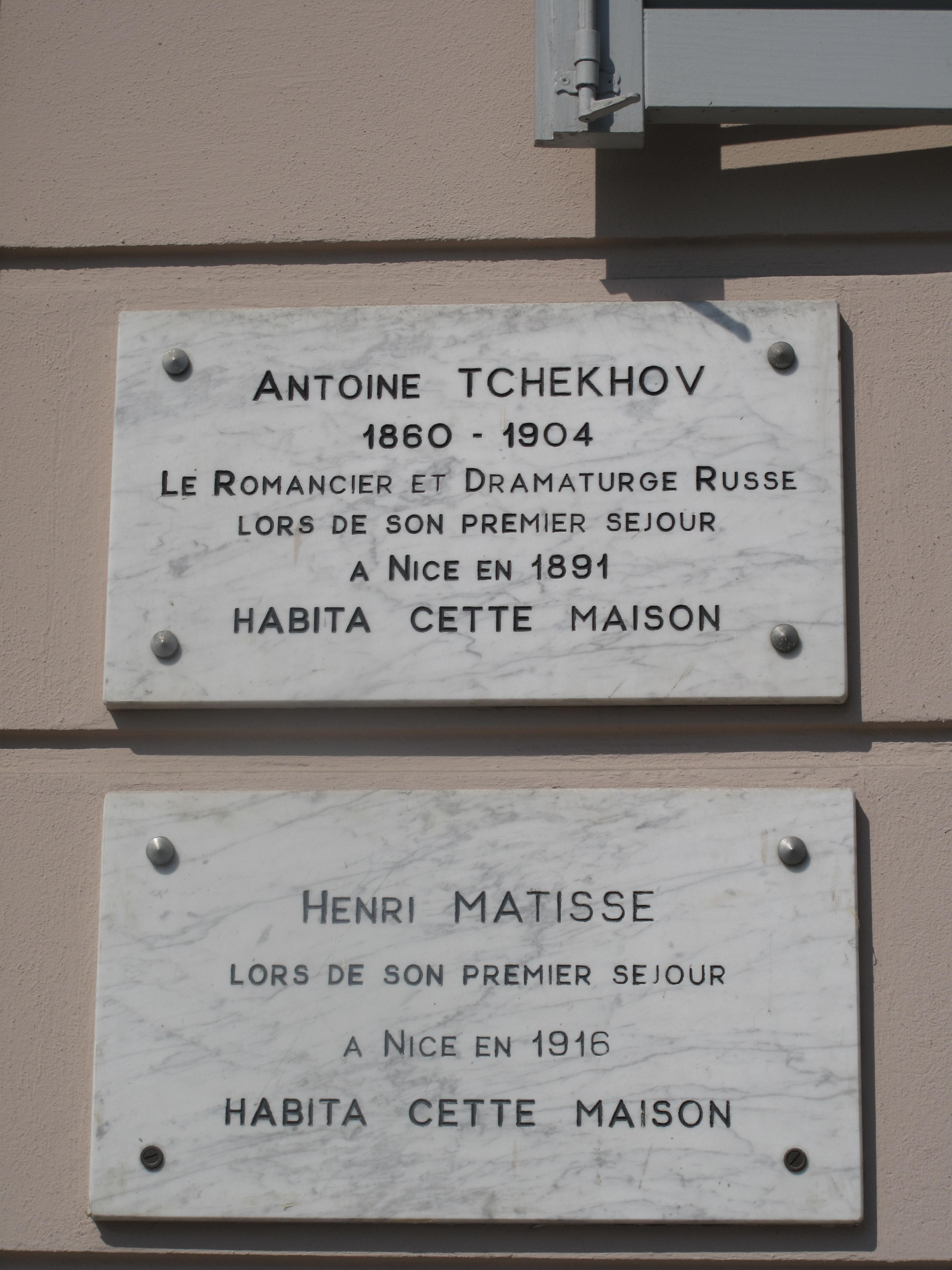
Tchekov & Matisse, Nizza
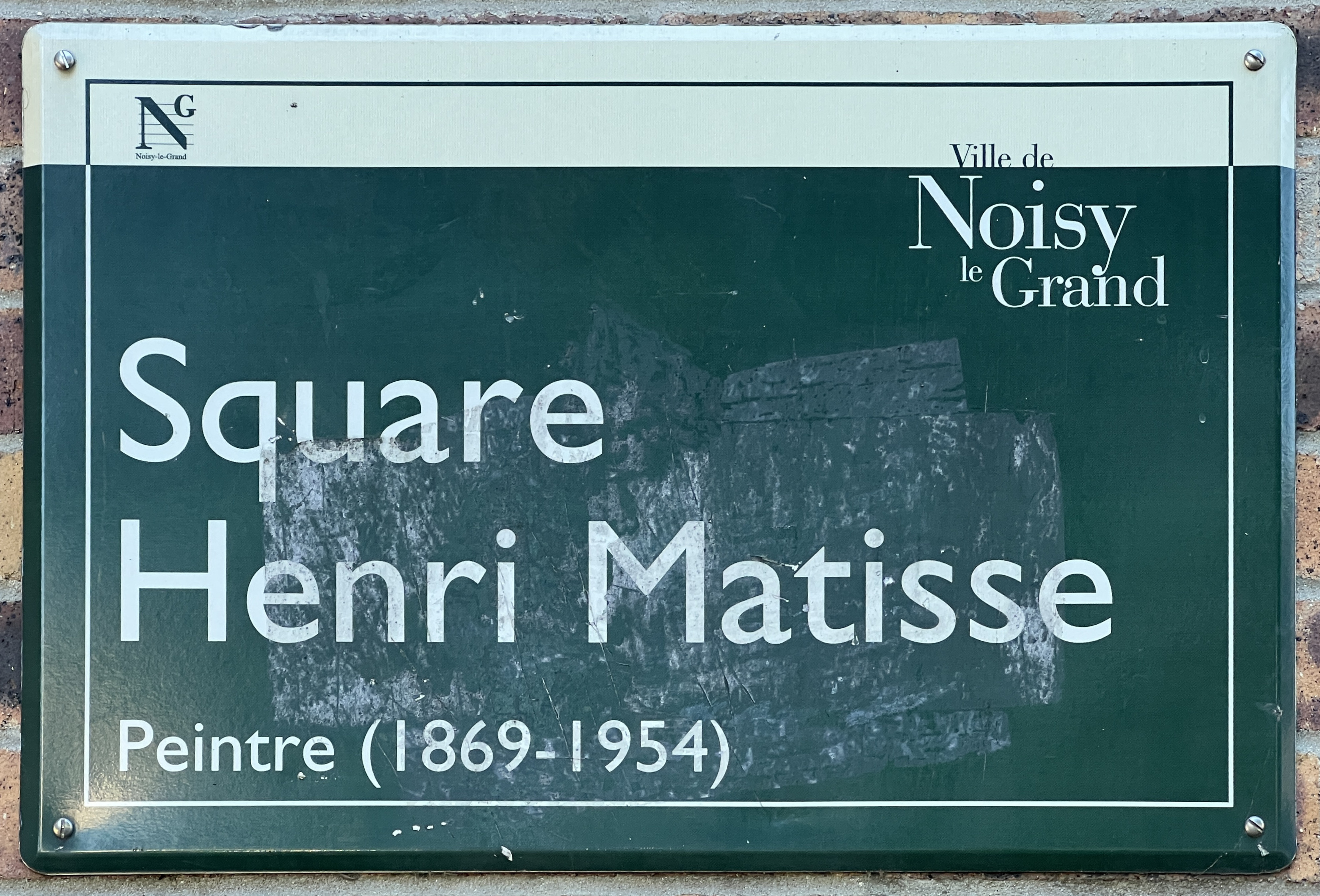
Square Henri Matisse, Noisy-le-Grand
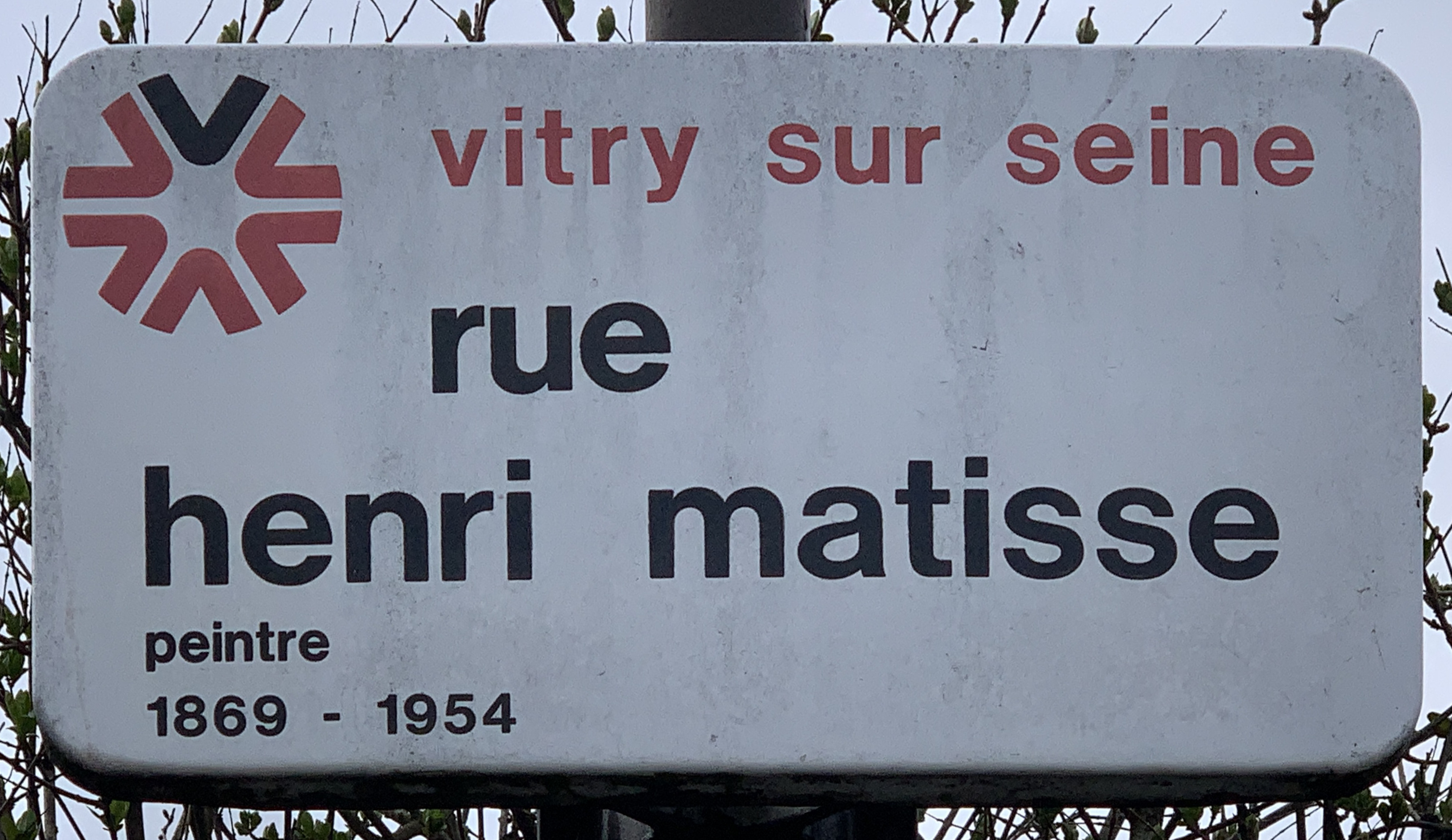
Rue Henri Matisse, Vitry-sur-Seine
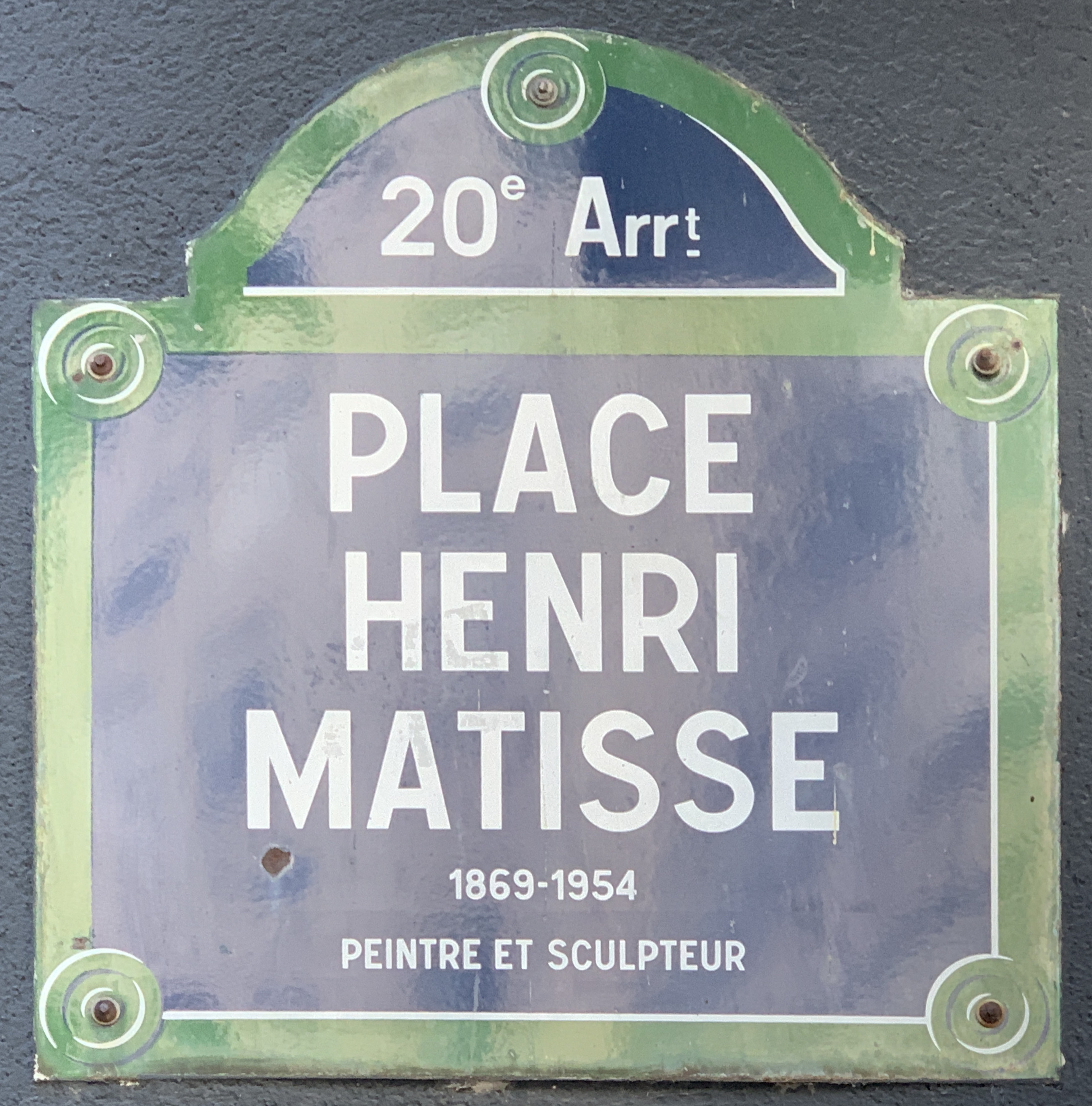
Place Henri Matisse, Paris

Auf dem Planeten Merkur werden Krater nach verstorbenen bekannten Persönlichkeiten benannt, beispielsweise nach Künstlern, Malern, Schriftstellern und Musikern. Der Matisse-Krater wurde 1976 nach Henri Matisse benannt; er hat einen mittleren Durchmesser von rund 190 Kilometern und liegt auf der Südhalbkugel des Merkur. Am 2. April 1999 wurde ein 1973 entdeckter Asteroid des inneren Hauptgürtels nach Matisse benannt: (8240) Matisse.

## Ausstellungen, Museen (Auswahl)

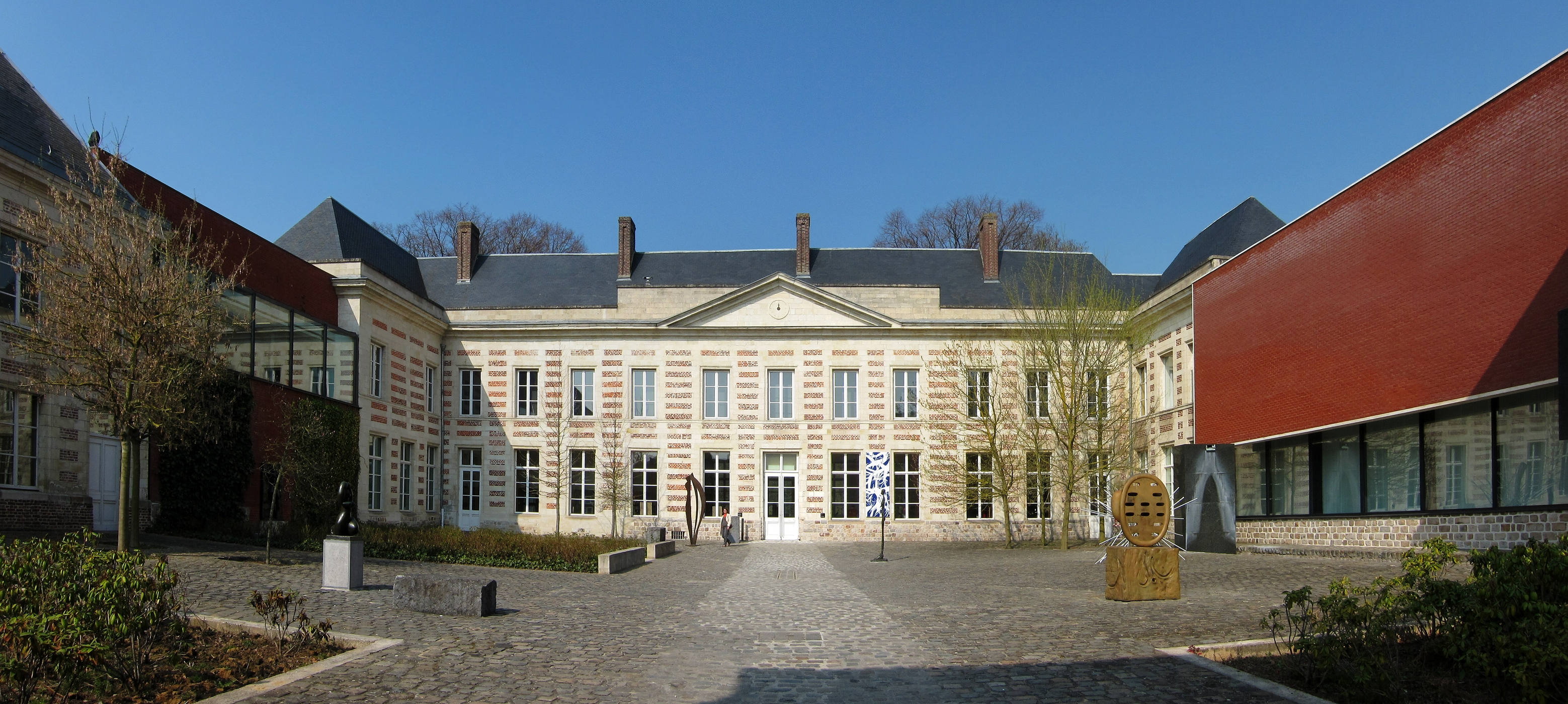
Das Musée Matisse in Le Cateau-Cambrésis

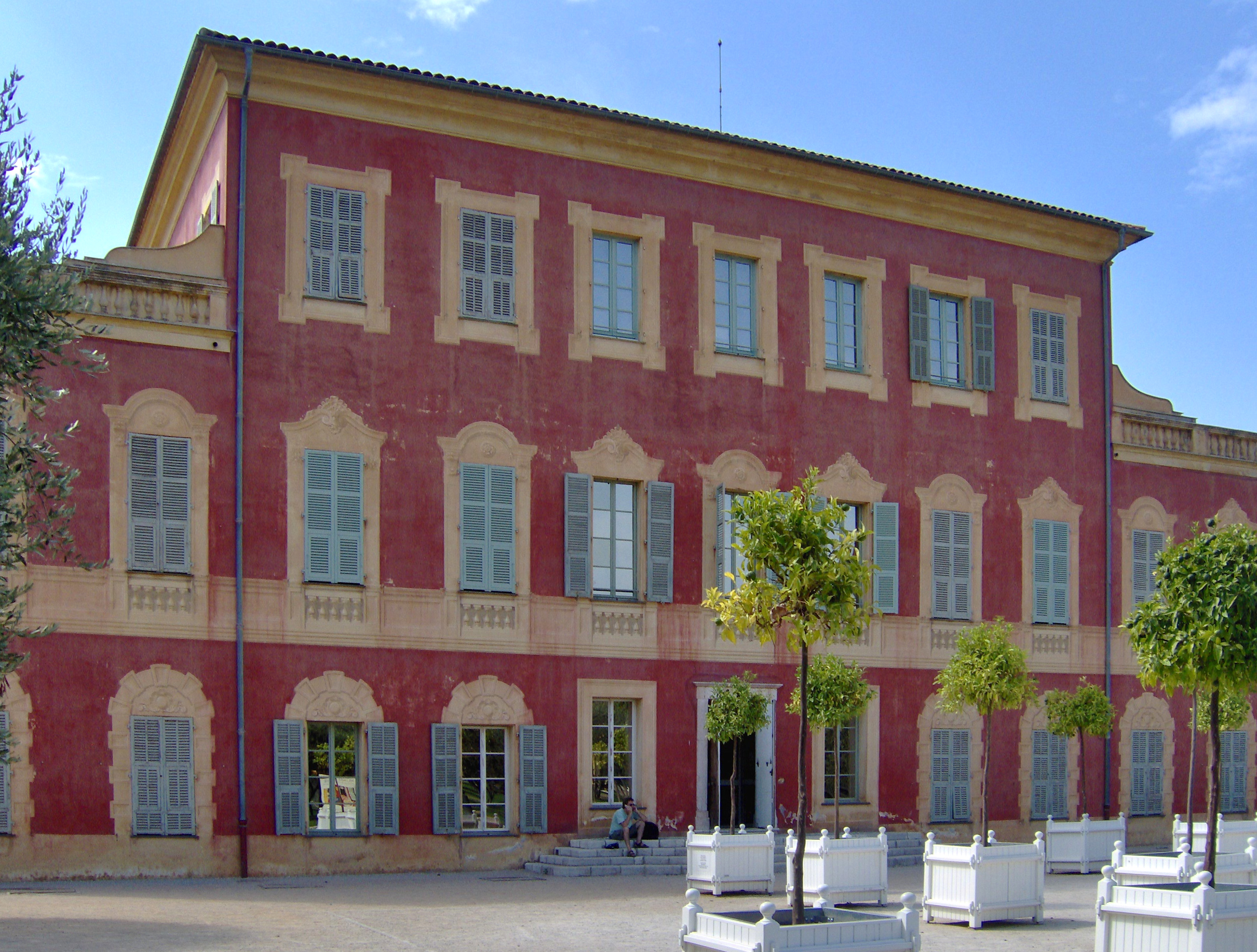
Das Musée Matisse in Nizza

- Werke von Henri Matisse wurden in der Galerie 291 (1908, 1910, 1912), der Armory Show (1913), auf der documenta 1 (1955), der documenta II (1959) und der documenta III (1964) in Kassel gezeigt.
- 1904: Erste Einzelausstellung bei Ambroise Vollard, Paris
- 1905: Gemeinschaftsausstellung im Salon d’Automne, der Begriff Fauvismus wurde hier geprägt.
- 1910: Erste Ausstellung bei Bernheim-Jeune, Paris
- 1919/1920: Ausstellungen bei Bernheim-Jeune, Paris
- 1931–1933: Retrospektiven in Berlin, Paris, Basel, New York
- 1934/35: Mehrere Ausstellungen in der New Yorker Galerie seines Sohnes Pierre Matisse
- 1945: Retrospektive im Salon d’Automne; gemeinsame Ausstellung mit Picasso in London
- 1949: Ausstellung von Scherenschnitten und anderen neuen Werken im Musée National d’Art Moderne, Paris
- 1952: Eröffnung des Musée Matisse in seiner Heimatstadt Le Cateau-Cambrésis
- 1953: Ausstellung der Scherenschnitte in der Galerie Berggruen, Paris und der Skulpturen in London
- 1963: Eröffnung des Musée Matisse in Nizza
- 2002: Matisse – Picasso. Tate Modern, London; Galeries nationales du Grand Palais, Paris; Museum of Modern Art, New York
- 2007: Matisse Jazz. Das Musée Matisse zu Gast in Nürnberg. Germanisches Nationalmuseum & Musée Matisse, Nürnberg, 18. Juli 2007 bis 4. November 2007
- 2008/2009: Matisse – Menschen Masken Modelle. Staatsgalerie Stuttgart und Bucerius Kunst Forum, Hamburg
- 2009/2010: Matisse – Rodin, une rencontre entre deux maîtres de l’art moderne, Musée Matisse, Nizza; anschließend im Musée Rodin, Paris
- 2010/11: Cézanne – Picasso – Giacometti. Meisterwerke der Fondation Beyeler, Leopold Museum, Wien
- 2012/13: Im Farbenrausch. Munch, Matisse und die Expressionisten. Museum Folkwang, Essen
- 2013/14: Matisse und die Fauves. Albertina, Wien, 20. September 2013 bis 12. Januar 2014
- 2014: Henri Matisse: The Cut-Outs. Tate Gallery of Modern Art, London, 17. April bis 7. September 2014[96]
- 2015/16: Matisse Prints & Drawings, Baltimore Museum of Art, Baltimore, 9. Dezember 2015 bis 3. Juli 2016
- 2016/17: Henri Matisse – Die Hand zum Singen bringen. Kunstmuseum Pablo Picasso Münster, Münster, 29. Oktober 2016 bis 12. Februar 2017
- 2017/18: Matisse – Bonnard: „Es lebe die Malerei!“ Städel, Frankfurt am Main, 13. September 2017 bis 14. Januar 2018
- 2017/18: Die Sehnsucht lässt alle Dinge blühen … Van Gogh bis Cézanne, Bonnard bis Matisse. Kunstmuseum Bern, 11. August 2017 bis 11. März 2018
- 2019/20: Inspiration Matisse. Kunsthalle Mannheim, 27. September 2019 bis 19. Januar 2020
- 2020: Van Gogh, Cézanne, Matisse, Hodler. Die Sammlung Hahnloser. Albertina, Wien, 27. August bis 15. November 2020
- 2020/21: Matisse, comme un roman. Centre Georges-Pompidou, Paris, 21. Oktober 2020 bis 22. Februar 2021[97]
- 2022: Henri Matisse and The Red Studio. Museum of Modern Art, New York, 1. Mai bis 10. September 2022
- 2023/24: Matisse, Derain und ihre Freunde. Die Pariser Avantgarde 1904–1908. Kunstmuseum Basel, 2. September 2023 bis 21. Januar 2024
- 2024/25: Matisse – Einladung zur Reise. Fondation Beyeler, Riehen, 22. September 2024 bis 26. Januar 2025[98]
- 2024/25: Henri Matisse – Jazz, Ausstellung in der Ludwig-Maximilians-Universität München, 16. Oktober bis 16. Februar 2025
- 2025: Matisse et Marguerite. Le regard d’un père. Musée d’art moderne de la Ville de Paris, 4. April bis 24. August 2025

## Werke (Auswahl)

### Gemälde und Scherenschnitte, grafisches Werk

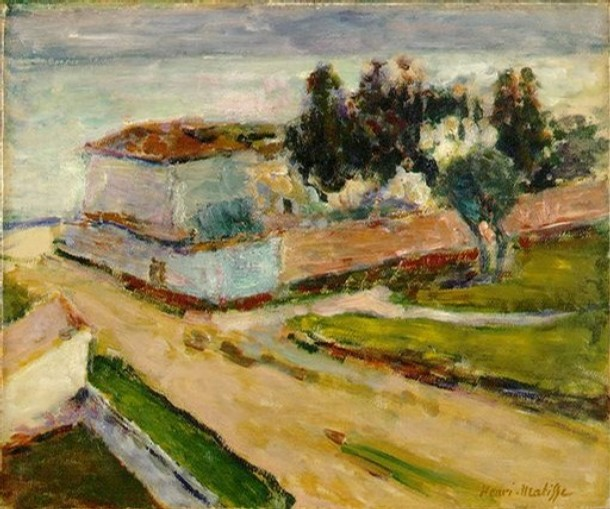
Die rosa Mauer, 1898

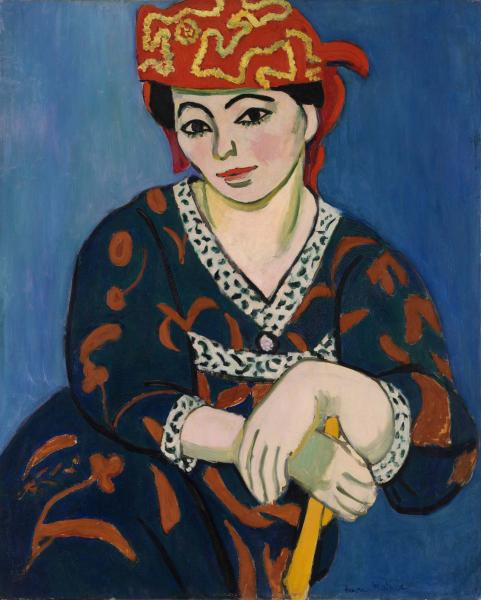
Madras Rouge, 1907

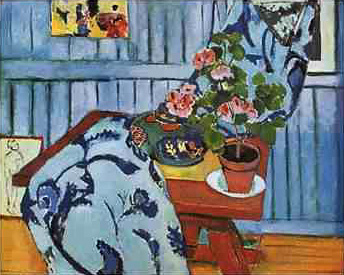
Stillleben mit Geranien, 1910

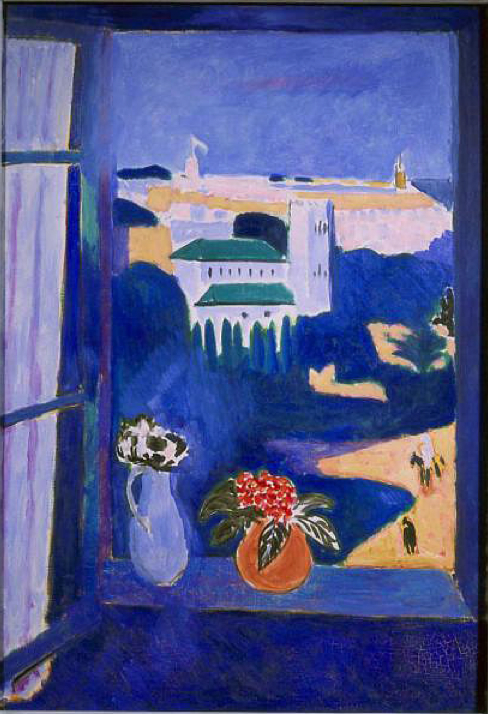
Das Fenster in Tanger, 1911/12

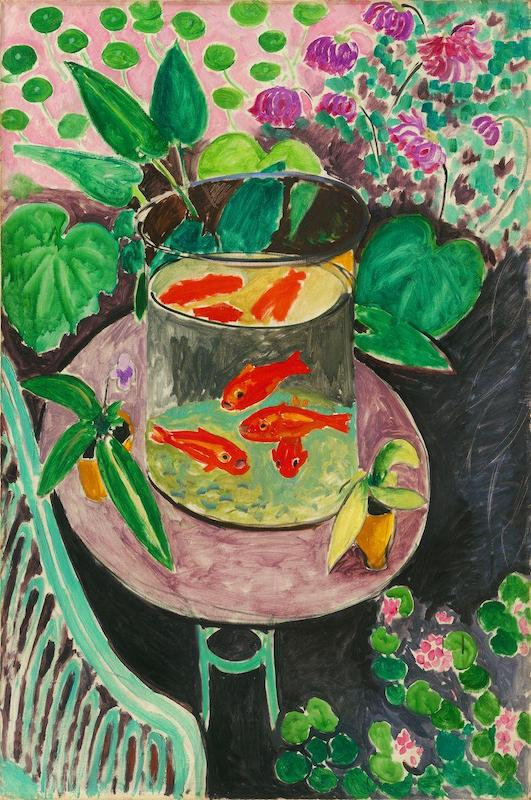
Goldfisch, 1912

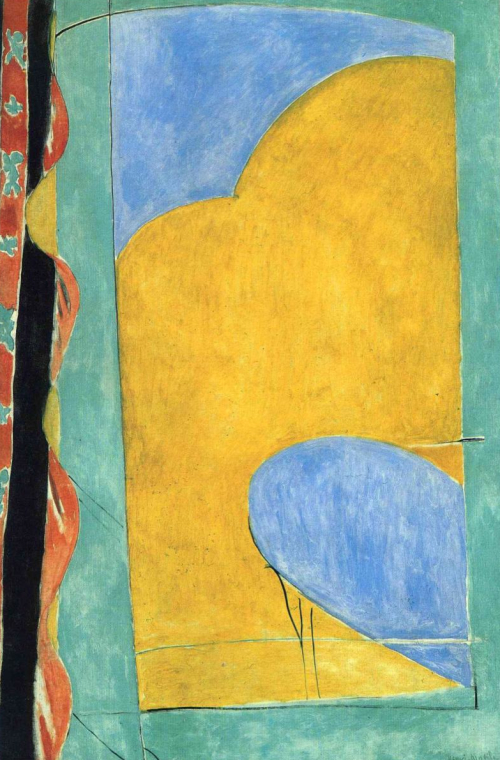
Der gelbe Vorhang, 1915

- 1894: Die Lesende, Öl auf Leinwand, 61,5 × 47,9 cm, Musée National d’Art Moderne, Paris
- 1897: Der gedeckte Tisch, Öl auf Leinwand, 100 × 131 cm, Sammlung Stavros Niarchos • Abb.
- 1898: Die rosa Mauer, Jüdisches Museum Frankfurt
- 1900: Der Knecht, Öl auf Leinwand, 99,3 × 72,7 cm, Museum of Modern Art, New York
- 1904/05: Luxus, Stille und Begierde, Öl auf Leinwand, 94 × 117 cm, Musée National d’Art Moderne, Paris • Abb.
- 1905: Lebensfreude, Barnes Foundation, Philadelphia • Abb.
- 1905: Frau mit Hut, Öl auf Leinwand, 81 × 60 cm, San Francisco Museum of Modern Art
- 1905: Offenes Fenster in Collioure, Öl auf Leinwand, 55,3 × 46 cm, National Gallery of Art, Washington D.C.
- 1905: Der grüne Streifen. Bildnis Madame Matisse, Öl auf Leinwand, 40 × 32,5 cm, Statens Museum for Kunst, Kopenhagen • Abb.
- 1906: Orientalische Teppiche, Öl auf Leinwand, 89 × 116,5 cm, Musée de Peinture et de Sculpture, Grenoble
- 1907: Blauer Akt (Erinnerung an Biskra), Öl auf Leinwand, 92 × 140 cm, Baltimore Museum of Art, Baltimore
- 1907: Luxus I, Öl auf Leinwand, 210 × 138 cm, Musée National d’Art Moderne, Paris
- 1907: Madras Rouge, Öl auf Leinwand, 99,4 cm × 80,5 cm, Barnes Foundation, Philadelphia
- 1908: Rote Harmonie, Öl auf Leinwand, 180 × 200 cm, Eremitage, Sankt Petersburg
- 1909: Spanierin mit Tamburin, Puschkin-Museum, Moskau
- 1909/10: Der Tanz (I und II), Museum of Modern Art, New York und Eremitage, Sankt Petersburg
- 1910: Stillleben mit Geranien, Öl auf Leinwand, 180 cm × 220 cm, Pinakothek der Moderne, München
- 1910: Bronze mit Früchten, Öl auf Leinwand, 90 × 115 cm, Puschkin-Museum, Moskau
- 1910: Die Musik, Öl auf Leinwand, 260 × 398 cm, Eremitage, Leningrad
- 1911: Familienbildnis, Öl auf Leinwand, 143 × 194 cm, Eremitage, Sankt Petersburg • Abb.
- 1911: Das rote Atelier, Öl auf Leinwand, 181 × 219 cm, Museum of Modern Art, New York (Abb.)
- 1911/12: Das Fenster in Tanger, Öl auf Leinwand, 115 × 80 cm, Puschkin-Museum, Moskau
- 1912: Goldfisch, Öl auf Leinwand, 140 × 98 cm, Puschkin-Museum, Moskau
- 1913: Blumen und Keramik, Öl auf Leinwand, 93,3 × 82,5 cm, Städelsches Kunstinstitut, Frankfurt a. M. • Abb.
- 1914: Ansicht von Notre Dame, Öl auf Leinwand, 147,3 × 94,2 cm, Museum of Modern Art, New York • Abb.
- 1915: Der gelbe Vorhang, Öl auf Leinwand, 146 × 97 cm, Museum of Modern Art, New York
- 1917: Kopf Laurettes mit Kaffeetasse, Öl auf Leinwand, 92 × 73 cm, Kunstmuseum Solothurn, Dübi-Müller-Stiftung
- 1919: Die Teestunde, Öl auf Leinwand, 140 × 211,1 cm, Los Angeles County Museum of Art, Los Angeles
- 1919:  Bouquet de fleurs pour le Quatorze Juillet, Öl auf Leinwand
- 1928: Odaliske mit Lehnstuhl, Öl auf Leinwand, 60 × 73 cm, Musée National d’Art Moderne, Paris
- 1932: Der Tanz, Öl auf Leinwand, 356,8 × 1432,5 cm, Wanddekoration für die Barnes Foundation in Merion
- 1937: Dame in Blau, Öl auf Leinwand, 93 × 73,6 cm, Philadelphia Museum of Art, Philadelphia
- 1940: Der Traum, Öl auf Leinwand, 80,9 × 64,7, Privatbesitz
- 1940: Stillleben mit Austern, Öl auf Leinwand, 65,5 × 81,5 cm, Basel, Kunstmuseum
- 1946: Polynesien – Das Meer, Scherenschnitt, 200 × 314 cm, Musée National d’Art Moderne, Paris
- 1947: Kleines Interieur in Blau (Petit intérieur bleu), Öl auf Leinwand, 55 × 46 cm, Staatsgalerie Stuttgart
- 1950: Zulma, Scherenschnitt, 238,1 × 133 cm, Statens Museum for Kunst, Kopenhagen
- 1952: Blauer Akt, Serie, Scherenschnitte
- 1952: Der Papagei und die Sirene, Scherenschnitt, 337 × 773 cm, Stedelijk Museum, Amsterdam
- 1953: Die Trauer des Königs, Scherenschnitt, 292 × 386 cm, Musée National d’ Art Moderne, Paris
- 1953: Die Schnecke, Scherenschnitt, 286,4 × 287 cm, Tate Gallery, London • Abb.
- Das zeichnerische und grafische Werk in einer Auswahl als PDF: Galerie Boisserée (PDF; 4,8 MB)

### Das bildhauerische Werk

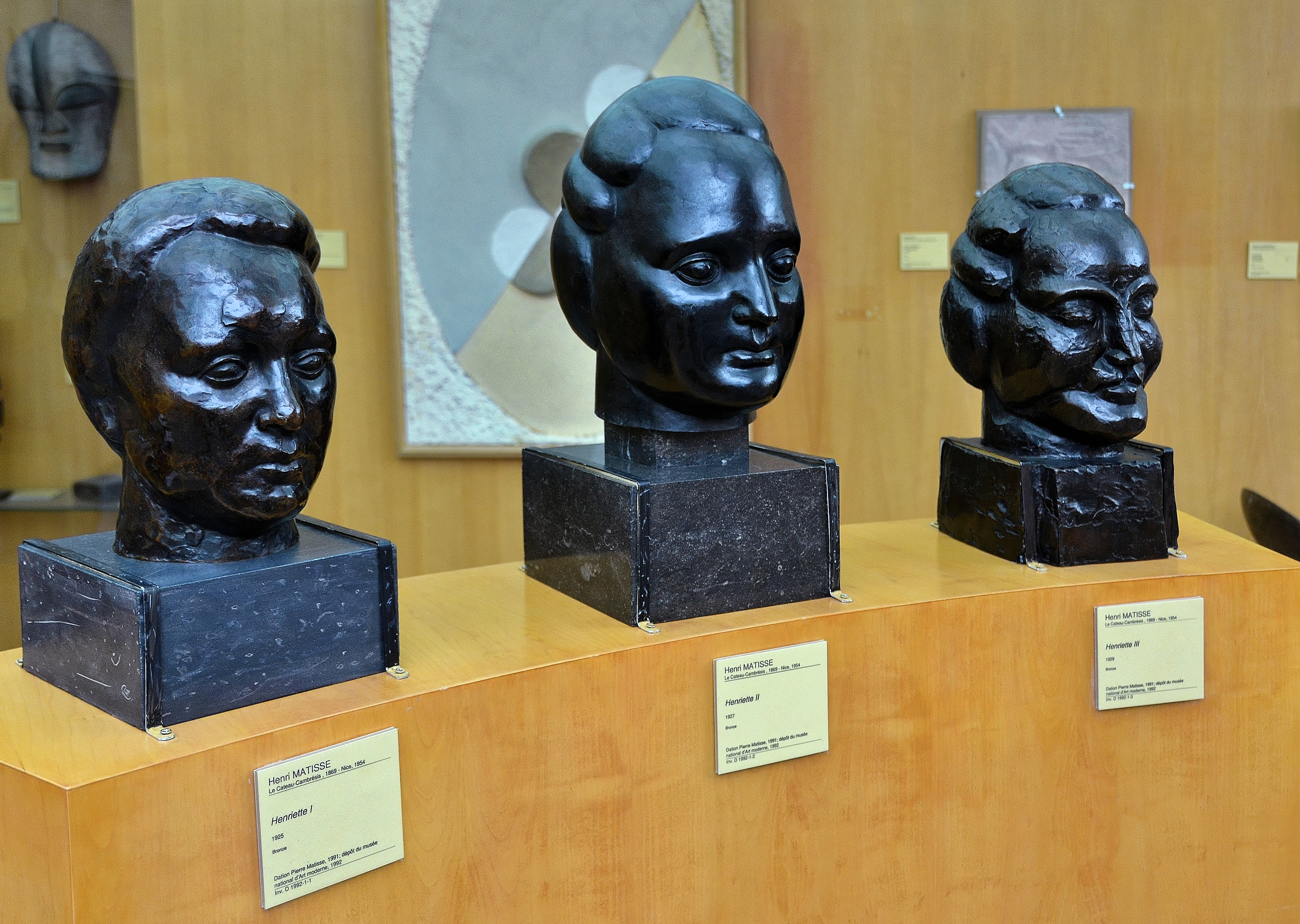
Henriette I – III

- 1899–1901: Jaguar, einen Hasen verschlingend, Bronze, 22,8 × 57,1 cm, Privatbesitz
- 1900–1903: Der Knecht, Bronze, Höhe 92,3 cm, Sockel 33 × 30,5 cm, Baltimore Museum of Art, Cone Collection • Abb.
- 1906: Stehender Akt, Bronze, Höhe 48,2 cm, Privatbesitz
- um 1909, 1914, 1916, 1930: Rückenakt I – IV, Bronze, alle im Museum of Modern Art, New York • Abb.
- 1910–1913: Jeanette I – V. Jeanette V: Bronze, Höhe 58,4 cm, Art Gallery of Ontario, Toronto • Abb.
- 1925–1929: Henriette I – III, Bronze, Musée des Beaux-Arts (Dijon)

### Buchillustrationen
- 1932: Stéphane Mallarmé: Poésies. Albert Skira, Lausanne
- 1935: James Joyce: Ulysses. Macy, New York
- ab 1937: Umschläge und Lithographien zu Verve
- 1944: Henry de Montherlant: Pasiphaé. Chant de Minos. Fabiani, Paris
- 1946: Tristan Tzara: Le signe de vie. Bordas, Paris
- 1947: Charles Baudelaire: Les Fleurs du Mal. Bibliothèque française, Paris
- 1947: Henri Matisse: Jazz. Tériade, Paris. Deutsche Ausgabe: Hrsg. Katrin Wiethege; Neuausgabe von Prestel, München 2009, ISBN 978-3-7913-4278-8
- 1948: Pierre de Ronsard: Florilège des amours. Albert Skira, Genf
- 1950: Charles d’Orléans: Poèmes. Verve, Paris
- 1952: Henri Cartier-Bresson: The Decisive Moment. Simon & Schuster, New York. Deutsche Ausgabe: The Decisive Moment. (Faksimile). Steidl Verlag, Göttingen 2014, ISBN 978-3-86930-788-6

### Primärliteratur
- Henri Matisse: Farbe und Gleichnis. Gesammelte Schriften. Hrsg.: Peter Schifferli. Fischer, Frankfurt am Main 1960.
- Autorensammlung: Henri Matisse. Hrsg.: Jack D. Flam. Könemann, Köln 1994, ISBN 3-89508-009-8.
- Henri Matisse: Über Kunst. In: Jack D. Flam (Hrsg.): detebe 26077. Diogenes, Zürich 1982, ISBN 3-257-21457-X (Originaltitel: On Art. aktuelle Neuausgabe als «Diogenes Taschenbuch» 21457, Zürich 2005).
  - englische Originalausgabe: Matisse on Art. Phaidon, New York NY 1973, ISBN 0-520-20032-2 (eingeschränkte Vorschau in der Google-Buchsuche – Revised Edition in «Documents of Twentieth-century Art» by University of California Press, Berkeley CA 1993).
- Henri Matisse: Zeichnungen und Gouaches découpées. Text von Lydia Delectorskaya, Ortrud Dreyer, Ulrike Gauss. Hrsg.: Graphische Sammlung Staatsgalerie Stuttgart, Stuttgarter Galerieverein. Hatje Cantz, Ostfildern 1993, ISBN 3-7757-0445-0 (Ausstellungskatalog «Stuttgart 11. Dezember 1993 bis 20. Februar 1994» deutsch, französisch, englisch).
- Henri Matisse: Scherenschnitte. Text von Gilles Néret. Taschen, Köln / London / Los Angeles / Madrid / Paris / Tokyo 1994, ISBN 3-8228-8412-X.
- Henri Matisse: Scherenschnitte. Text von Ralf Schiebler. Schirmer/Mosel, München 1994, ISBN 3-88814-359-4.
- Henri Matisse: Matisse Portfolio. Taschen, Köln / London / Los Angeles / Madrid / Paris / Tokyo 2003, ISBN 3-8228-2982-X.
- Henri Matisse: Jazz. Hrsg.: Katrin Wiethege. Prestel, München 2005, ISBN 3-7913-3508-1.

### Sekundärliteratur
Biografische Gesamtdarstellungen
- Volkmar Essers: Matisse. Taschen, Köln 2006, ISBN 978-3-8228-6365-7
- Lawrence Gowing: Matisse. Lichtenberg, München 1997, ISBN 3-7852-8406-3
- Gabriele Grepaldi: Henri Matisse. DuMont, Köln 1998, ISBN 3-7701-4541-0
- Gilles Néret: Henri Matisse. Taschen, Köln 1997, ISBN 3-8228-8217-8
- John Russell: Matisse, Father & Son. Harry N. Abrams, New York 1999, ISBN 0-8109-4378-6
- Pierre Schneider: Matisse. Rizzoli, New York 1984, ISBN 0-8478-0546-8
- Hilary Spurling: The unknown Matisse. Volume 1: A Life of Henri Matisse: The early years, 1869–1908. A. Knopf, New York 1998, ISBN 978-0-375-71133-6, eingeschränkte Vorschau in der Google-Buchsuche.
- Hilary Spurling: Matisse the Master. Volume 2: A Life of Henri Matisse: The Conquest of Colour, 1909–1954. Knopf, New York 2005, ISBN 0-679-43428-3; Neuauflage: Hamish Hamilton, London 2005, ISBN 978-0-241-13339-2, eingeschränkte Vorschau in der Google-Buchsuche.
  - Matisse. Leben und Werk. Ins Deutsche übertragen von Jürgen Blasius. DuMont:
  - einbändige Ausgabe: 700 S., 150 s/w. Abb., 300 farbige Abb., Köln 2006, ISBN 978-3-8321-7704-1
  - zweibändige Ausgabe: im Schuber, zus. 1096 S., 320 s/w. Abb., 60 farbige Abb., Köln 2007, ISBN 978-3-8321-7774-4

Lebensabschnitte
- 1916–1930: Jack Cowart, Dominique Fourcade: Henri Matisse. The Early Years in Nice 1916–1930. Ausstellungskatalog (2. November 1986 bis 29. März 1987) der National Gallery of Art (Washington), Harry N. Abrams, New York 1986, ISBN 0-89468-097-8
- 1943–1948: Marie-France Boyer, Hélène Adant: Matisse in der Villa Le Rêve. (1943–1948). Benteli, Bern 2005, ISBN 3-7165-1390-3
- 1943–1954: Françoise Gilot: Matisse und Picasso. Eine Künstlerfreundschaft. Kindler, München 1990, ISBN 3-463-40139-8

Augenzeugenberichte
- Hans Purrmann: Über Henri Matisse. In: Henri Matisse Farbe und Gleichnis. Gesammelte Schriften. Hrsg. von Peter Schifferli, Fischer Bücherei Nr. 324, Fischer Bücherei KG, Frankfurt a. M. 1960, o. ISBN, S. 121–154.

Einzelaspekte des Werkes
- Olivier Berggruen, Max Hollein (Hrsg.): Henri Matisse. Mit der Schere zeichnen. Meisterwerke der letzten Jahre. Ausstellungskatalog. Prestel, München 2002, ISBN 3-7913-2798-4.
- John Bidwell u. a.: Graphic passion. Matisse and the book arts. University Park, Pennsylvania, The Pennsylvania State University Press 2015, ISBN 978-0-271-07111-4 (englisch).
- Raphaël Bouvier (Hrsg.): Matisse. Einladung zur Reise. Hatje Cantz, Berlin 2024, ISBN 978-3-77575779-9
- Sylvie Forestier, Marie-Thérèse Pulvenis de Séligny: Matisse. Der ausgeschnittene Himmel. Die späten Scherenschnitte. Wienand, Köln 2012, ISBN 978-3-86832-102-9
- Xavier Girard, Sandor Kuthy: Henri Matisse 1869–1954 – Skulpturen und Druckgraphik – Sculptures et gravures. Ausstellungskatalog (30. November 1990 bis 10. Februar 1991), Kunstmuseum Bern / Musée des beaux-arts de Berne, Bern 1990, ISBN 3-7165-0768-7
- Ernst-Gerhard Güse (Hrsg.): Henri Matisse. Zeichnungen und Skulpturen. Ausstellungskatalog zur Ausstellung im Saarlandmuseum Saarbrücken (12. Mai – 7. Juli 1991). Prestel, München 1991, ISBN 3-7913-1124-7
- Gotthard Jedlicka: Die Matisse Kapelle in Vence – Rosenkranzkapelle der Dominikanerinnen. Suhrkamp, Frankfurt a. M. 1955
- Beatrice Lavarini: Henri Matisse: JAZZ (1943–1947). Ein Malerbuch als Selbstbekenntnis. scaneg, München 2000, ISBN 3-89235-079-5.
- Thomas Levy und Carl-Jürgen Tohmfor: Das Café du Dôme und die Académie Matisse. Schimper, Schwetzingen 1988, ISBN 978-3-87742-033-1
- Annette Ludwig: Zauberfest des Lichts. Matisse in Marokko: Gemälde und Zeichnungen. Insel, Frankfurt a. M. 2007, ISBN 978-3-458-19226-8
- Markus Müller (Hrsg.): Matisse – Picasso. Ihr künstlerischer Dialog im buchillustrativen Schaffen. Ausstellungskatalog zur Ausstellung im Graphikmuseum Pablo Picasso Münster (18. Februar – 25. Mai 2005), Münster 2005
- Pia Müller-Tamm (Hrsg.): Henri Matisse. Figur, Farbe, Raum. Ausstellungskatalog zur Ausstellung der Kunstsammlung Nordrhein-Westfalen (29. Oktober 2005 bis 19. Februar 2006). Hatje Cantz, Ostfildern-Ruit 2005, ISBN 3-7757-1600-9
- Henri Matisse, Nina Hollein, Max Hollein: Schnipp, Schnapp, Matisse. Prestel, München 2002, ISBN 3-7913-2753-4.
- Otfried Schütz: Henri Matisse. Die blauen Akte. Insel, Frankfurt a. M. 1996, ISBN 3-458-33495-5
- Dania Thomas: Henri Matisse. ‚Der Tanz‘ und ‚Die Musik‘. VDM-Verlag, Saarbrücken 2008, ISBN 978-3-8364-9561-5
- Ortrud Westheider: Matisse: Menschen Masken Modelle. Hirmer, München 2008, ISBN 978-3-7774-4385-0

Wirkung und Rezeption
- Alfred H. Barr: Matisse. His Art and his Public. Erstausgabe 1951. Little, Brown & Co, Boston 1974, ISBN 0-87070-469-9
- Die große Inspiration. Deutsche Künstler in der Académie Matisse, Teil III. Ausstellungskatalog, Kunstmuseum Ahlen 2004/05

Werkverzeichnis
- Claude Duthuit, Marguerite Duthuit-Matisse (Hrsg.): Henri Matisse. Catalogue Raisonné de l’Œuvre Gravé. Zwei Bände. Paris, 1983
- Claude Duthuit (Hrsg.): Henri Matisse. Catalogue Raisonné des Ouvrages illustrées. Paris, 1988
- Claude Duthuit (Hrsg.): Henri Matisse. Catalogue Raisonné de l’Œuvre Sculpté. Duthuit, Paris 1997, ISBN 2-904852-04-2
- Pierre Schneider, Massimo Carrà: Tout l’Œuvre peint de Matisse 1904–1928. Paris 1982

Belletristik
- Louis Aragon: Henri Matisse. Roman. Zwei Bände, aus dem Französischen von Eugen Helmlé. Belser, Stuttgart 1974, ISBN 3-7630-1575-2 (frz. Originalausgabe Gallimard, Paris 1971)

Bücher für Kinder
- Nina Hollein: Schnipp Schnapp Matisse (Abenteuer Kunst). Prestel, München 2002, ISBN 3-7913-2753-4
- Britta Benke: Wer ist eigentlich dieser Matisse? Kindermann, Berlin 2007, ISBN 3-934029-30-2
- Annemarie van Haeringen: Monsieur Matisse und seine fliegende Schere. Verlag Freies Geistesleben, Stuttgart 2015, ISBN 978-3-7725-2769-2

## Filme (Auswahl)
- An Essay on Matisse. Dokumentarfilm, USA, 1996, 57 Min., Buch und Regie: Perry Wolff, Produktion: Great Projects Film Company, Erstausstrahlung bei PBS. An Essay on Matisse bei IMDb. Der Dokumentarfilm erhielt 1996 eine Oscar-Nominierung in der Kategorie Short documentary.[99]
- Matisse – Picasso. Eine unwahrscheinliche Freundschaft. (OT: Matisse – Picasso, 52 Min.) Dokumentarfilm, Frankreich, 2002, 47:22 Min., Buch und Regie: Philippe Kohly, Produktion: Les Films d'Ici, RM Associates, 3sat, France 3, France 5. Matisse – Picasso bei IMDb, OCLC 717913551.
 Der Film zeigt selten veröffentlichte Fotografien ihrer Gemälde und Skulpturen sowie Fotos und Filme aus Archiven, während ihrer Arbeit.[100]
- Henri Matisse. Die Farben des Südens. Dokumentarfilm, Deutschland, 2005, 43:10 Min., Buch und Regie: Evelyn Schels, Produktion: BR, Reihe: Lido, Inhaltsangabe (Memento vom 24. November 2016 im Webarchiv archive.today) vom Bayerischen Fernsehen.
- Henri Matisse – eine filmische Reise. (OT: Henri Matisse – un voyage en peinture.) Dokumentarfilm, Deutschland, Frankreich, 2005, 26:08 Min., Buch und Regie: Heinz Peter Schwerfel, Produktion: Artcore Film, WDR, arte, Erstausstrahlung: 10. Dezember 2005 bei arte.
- Matisse – Auf der Suche nach dem Licht. (OT: Matisse voyageur, en quête de la lumière.) Dokumentarfilm, Frankreich, 2019, 51:29 Min., Buch und Regie: Raphaël Millet, Produktion: arte France, CC&C, Man's Films, Nocturnes Productions, RTBF, Le Centre Pompidou, Erstsendung: 31. Mai 2020 bei arte, Inhaltsangabe von ARD.